# Liste der Denkmale und Standbilder der Stadt Braunschweig
Über die Stadt Braunschweig verstreut finden sich zahlreiche Denkmale und Denkmäler, Standbilder, Reliefs, Gedenksteine, und -tafeln, die im Laufe der Jahrhunderte zu unterschiedlichen Anlässen aufgestellt wurden. Einige dieser Werke sind allerdings mittlerweile aus verschiedenen Gründen (meist aufgrund von Kriegen) nicht mehr vorhanden.
Die zweifellos kunsthistorisch und stadtgeschichtlich wichtigsten Werke sind auch gleichzeitig die ältesten:
- Das nach seinem Erschaffer benannte „Imervard-Kreuz“ gilt als eine der bedeutendsten romanischen Skulpturen auf deutschem Boden.
- Der Braunschweiger Löwe ist die älteste erhaltene Großplastik des Mittelalters nördlich der Alpen und erster größerer figürlicher Hohlguss seit der Antike.
- Das Grabmal Heinrichs des Löwen und seiner zweiten Gemahlin Mathilde von England ist ebenfalls außergewöhnlich, da es zu den ersten Grabmälern gehört, bei denen ein naturalistischer Stil Einzug hielt.

Die Liste erhebt keinen Anspruch auf Vollständigkeit, sondern wird kontinuierlich gepflegt. Zur leichteren Orientierung dient eine chronologische Gliederung nach dem Datum der Entstehung bzw. Aufstellung:

## 12. Jahrhundert

### Imervard-Kreuz
- Errichtet: um 1150
- Anlass: unbekannt

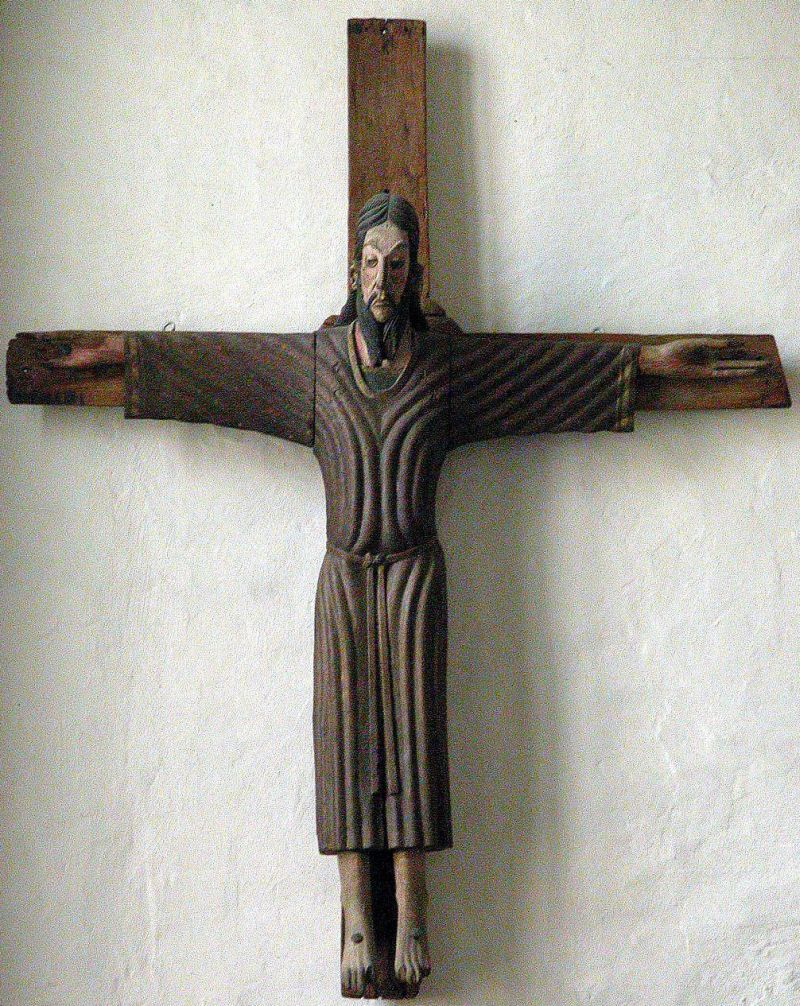
Imervard-Kreuz

- Entwurf: unbekannter „Meister Imervard“ (Inschrift: „IMERVARD ME FECIT“)
- Ausführung: „Meister Imervard“
- Material: Holz
- Aufstellungsort: Braunschweiger Dom (52° 15′ 52″ N, 10° 31′ 27″ O)
- Besonderheiten: Romanische Skulptur des gekreuzigten Christus in stark stilisierter, fast quadratischer Form. An der Rückseite des Kopfes befindet sich ein Reliquiengefäß.
- Status: noch am selben Ort

### Braunschweiger Löwe
- Errichtet: um 1166

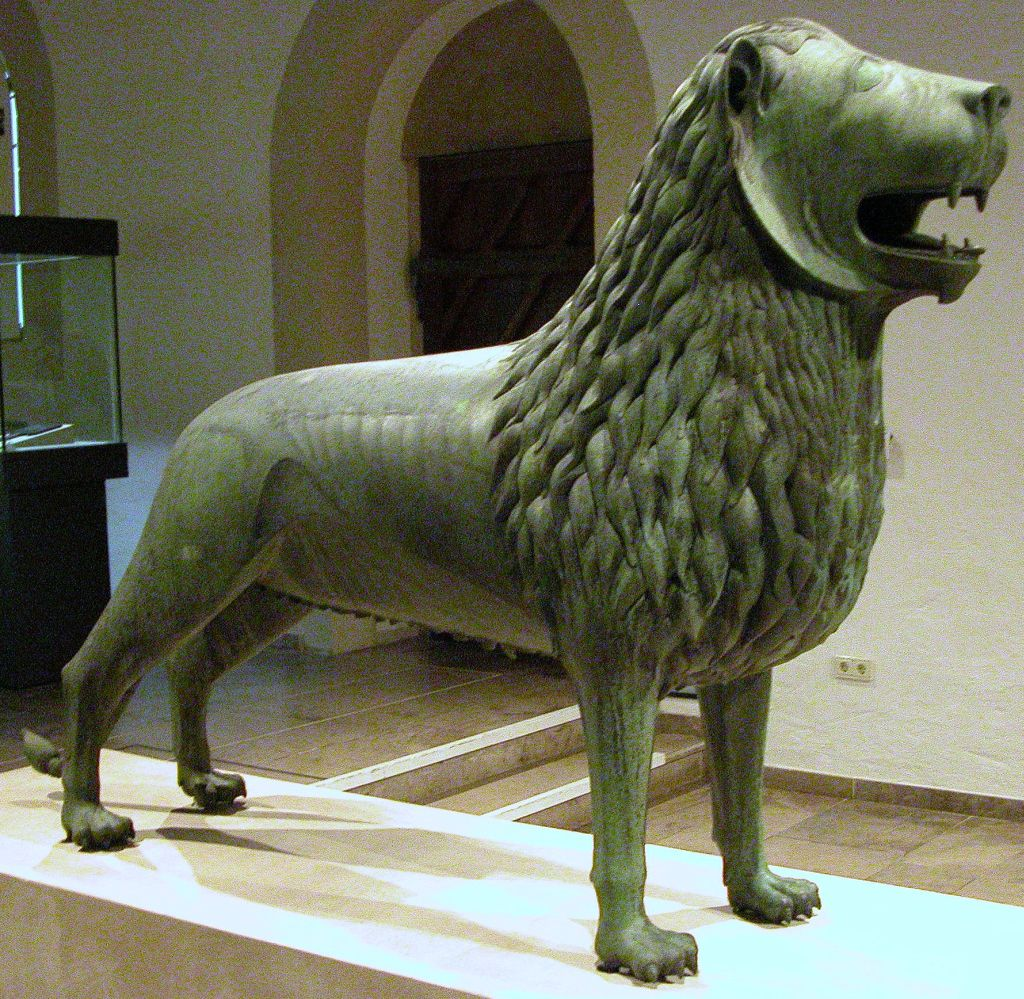
Braunschweiger Löwe

- Anlass: Demonstration der weltlichen Macht Heinrichs des Löwen
- Entwurf: unbekannt
- Ausführung: unbekannt
- Material: Bronze
- Aufstellungsort: ursprünglich auf dem Burgplatz vor dem Braunschweiger Dom und der Burg Dankwarderode, seit dem 9. Juli 1980 in der Burg (52° 15′ 53″ N, 10° 31′ 25″ O)
- Besonderheiten: Der Braunschweiger Löwe ist die älteste erhaltene Großplastik des Mittelalters nördlich der Alpen und der erste größere figürliche Hohlguss seit der Antike; darüber hinaus ist er die einzige mittelalterliche Freiplastik, die (bis zum 9. Juli 1980) noch an ihrem ursprünglichen Aufstellungsort stand.
- Status: Das Original befindet sich seither „einige Meter“ weiter in der Burg Dankwarderode. Auf dem Burgplatz, am alten Standort, befindet sich jetzt eine originalgetreue Kopie.

## 13. Jahrhundert

### Grabmal Heinrichs des Löwen und Mathildes
- Errichtet: um 1230

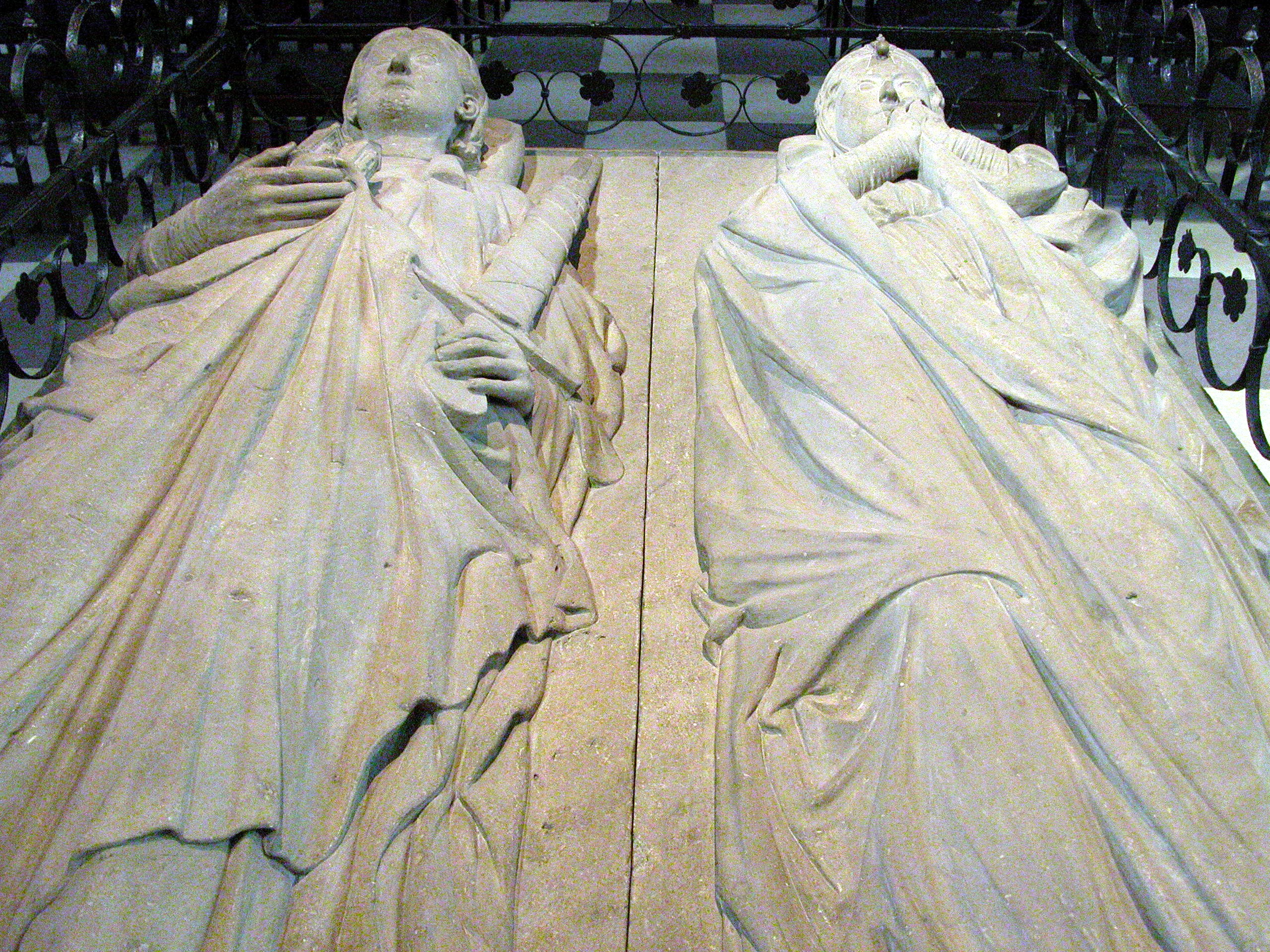
Grabmal Heinrichs des Löwen und Mathildes

- Anlass: Tod Heinrichs des Löwen und seiner zweiten Frau Mathilde von England
- Entwurf: unbekannt
- Ausführung: unbekannt
- Material: Stein
- Aufstellungsort: Mittelschiff des Braunschweiger Doms (52° 15′ 51″ N, 10° 31′ 27″ O)
- Besonderheiten: -
- Status: noch am selben Ort

## 14. Jahrhundert

### Stifter-Statue im Braunschweiger Dom
- Errichtet: um 1300

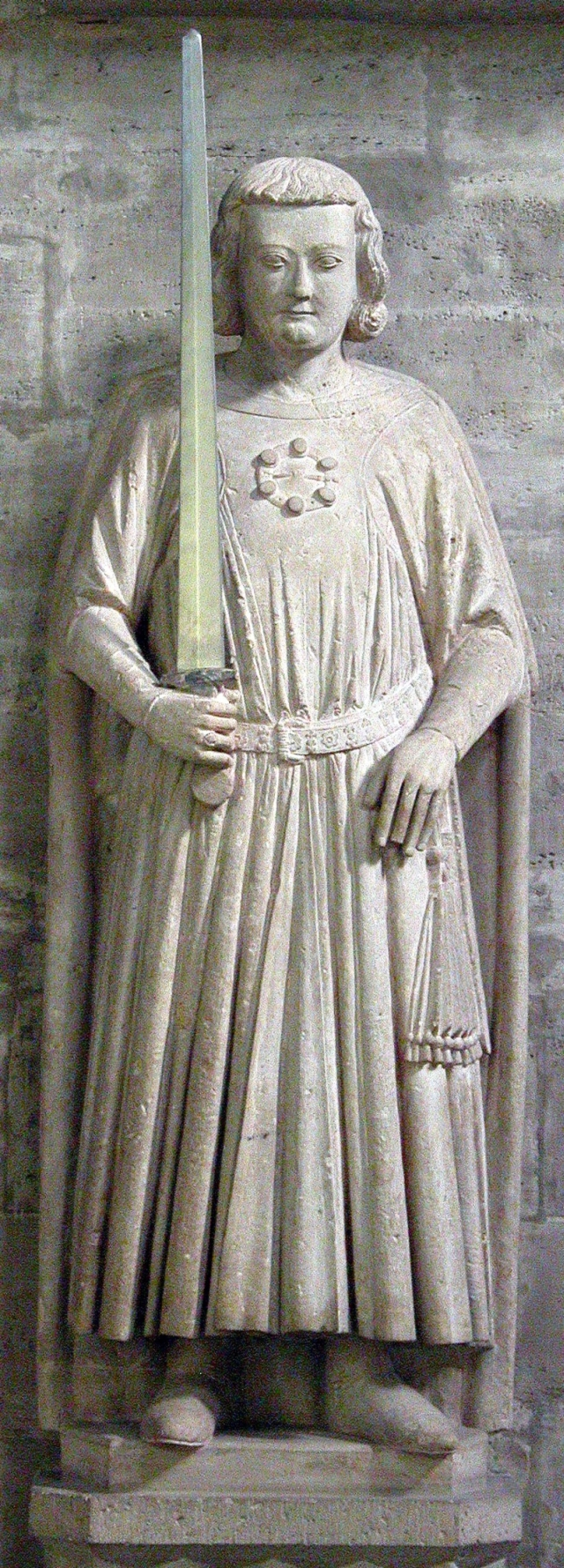
Vermutliche Stifterstatue Heinrichs im Braunschweiger Dom; evtl. aber auch die Darstellung seines Sohnes, des späteren römisch-deutschen Königs und Kaisers Otto IV.

- Anlass: Ehrung Heinrichs des Löwen
- Entwurf: unbekannt
- Ausführung: unbekannt
- Material: Stein
- Aufstellungsort: Im Braunschweiger Dom, rechts neben dem Chor (52° 15′ 51″ N, 10° 31′ 27″ O)
- Besonderheiten: Es besteht Uneinigkeit darüber, ob es sich um ein Bildnis des Stifters des Domes, Heinrich den Löwen handelt oder um einen Roland
- Status: noch am selben Ort

## 15. Jahrhundert

### 17 Statuen am Altstadtrathaus

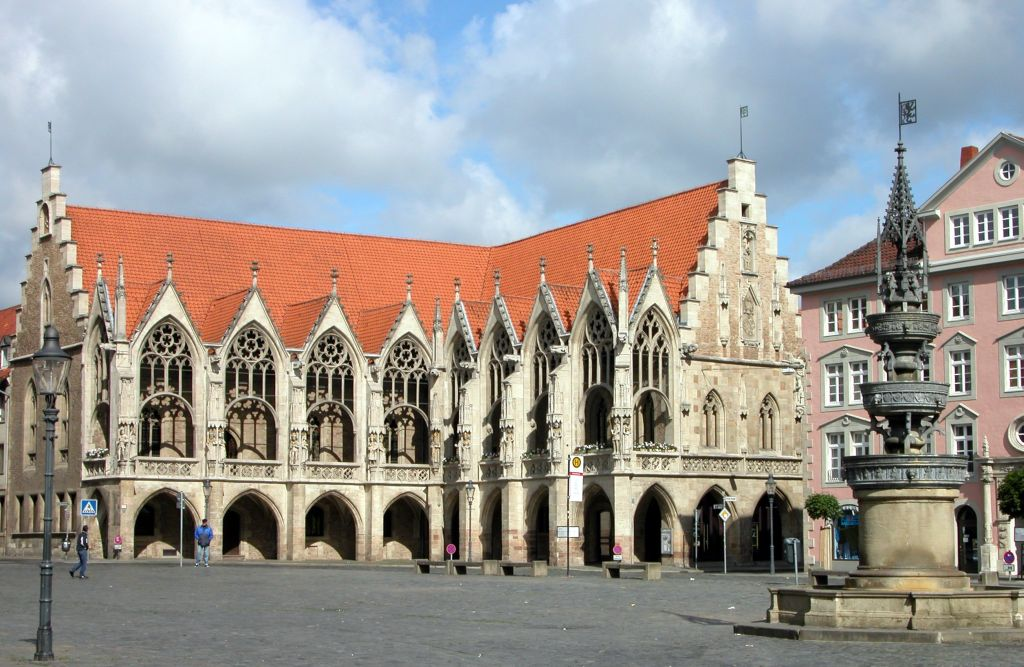
Das Altstadtrathaus

- Errichtet: Figuren um 1455 aufgestellt, das Gebäude stammt aus dem 13. Jahrhundert (erste urkundliche Erwähnung 1253)
- Anlass: Ehrung ottonischer und welfischer Kaiser, Könige und Herzöge
- Entwurf: Hans Hesse d.J.
- Ausführung: Hans Hesse
- Material: Stein
- Aufstellungsort: Ost- und Südfassade des Altstadtrathauses (52° 15′ 47″ N, 10° 31′ 0″ O)
- Besonderheiten: ottonische und welfische Kaiser, Könige und Herzöge mit ihren Frauen (König Heinrich I. und Mathilde die Heilige, Kaiser Otto I. und Adelheid von Burgund, Kaiser Otto II. und Theophanu, Kaiser Otto III. und Sophia, Lothar von Süpplingenburg ohne Richenza von Northeim, Kaiser Otto IV. und Beatrix von Schwaben, Herzog Heinrich der Löwe und Mathilde von England, Wilhelm von Lüneburg und seine Gemahlin Helena, Herzog Otto das Kind und Mathilde). Im Zweiten Weltkrieg brannte das Gebäude vollständig aus, jedoch blieben die Fassaden fast unbeschädigt erhalten.
- Status: noch am selben Ort

## 17. Jahrhundert

### Stechinelli
- Errichtet: wahrscheinlich 1690

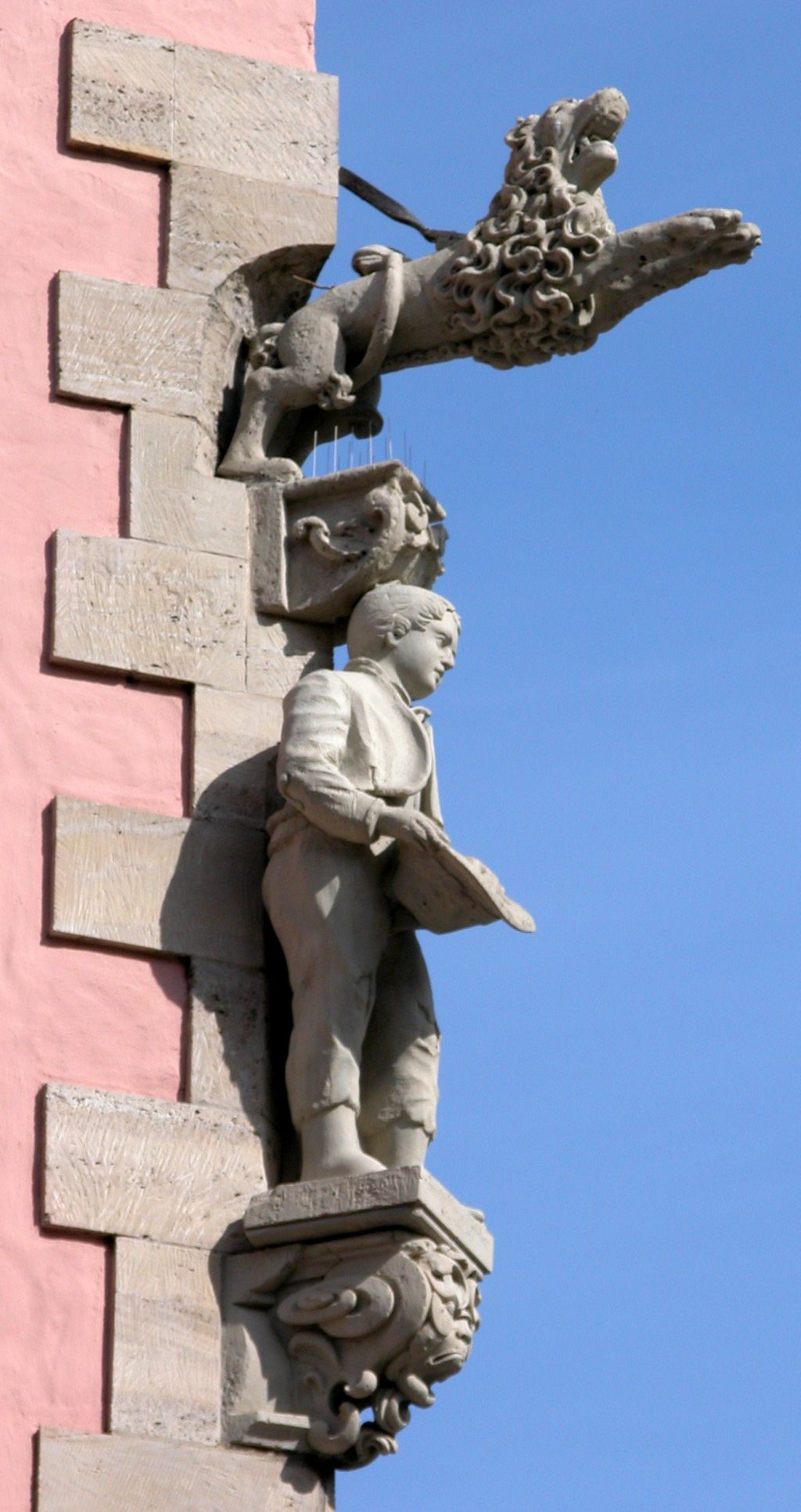
Stechinelli

- Anlass: Angebliche Darstellung Francesco Maria Capellinis, genannt „Stechinelli“.
- Entwurf: unbekannt
- Ausführung: unbekannt
- Material: Stein
- Aufstellungsort: In der Fassade des Stechinelli-Hauses in Braunschweig (52° 15′ 47″ N, 10° 31′ 2″ O).
- Besonderheiten: Das Gebäude wurde im Zweiten Weltkrieg schwer beschädigt und später wieder restauriert.
- Status: wieder am selben Ort

## 18. Jahrhundert

### Denkmal für Herzog Leopold
- Errichtet: zwischen 1785 und 1787

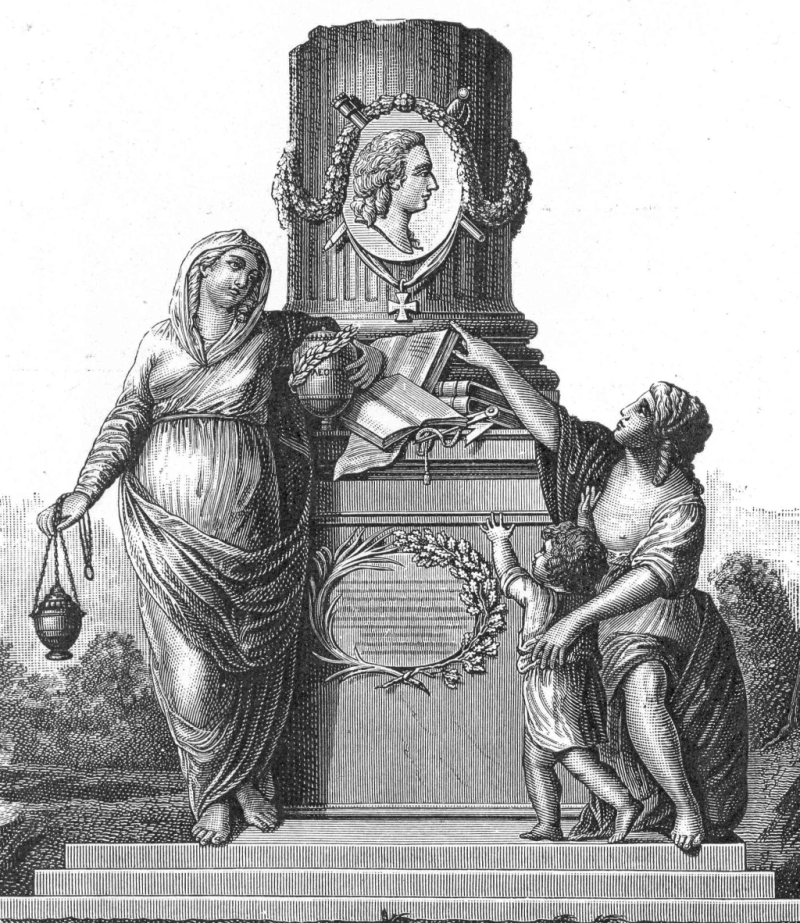
Denkmal für Herzog Leopold

- Anlass: Ehrung Herzog Leopolds von Braunschweig-Lüneburg
- Entwurf: Johann Heinrich Oden
- Ausführung: Johann Heinrich Oden das Denkmal und Christian Friedrich Krull für das Medaillon
- Material: Stein
- Aufstellungsort: im Garten des Hauses der Freimaurerloge Carl zur gekrönten Säule (Logengarten) in der Leopoldstraße
- Besonderheiten:
- Status: Muss 1929 noch am ursprünglichen Aufstellungsort gewesen sein. Das Denkmal steht heute leicht beschädigt in den Schlossgärten in Blankenburg (Harz). Es ist inzwischen restauriert worden.

## 19. Jahrhundert

### Obelisk auf dem Löwenwall
- Errichtet: 13. August 1823

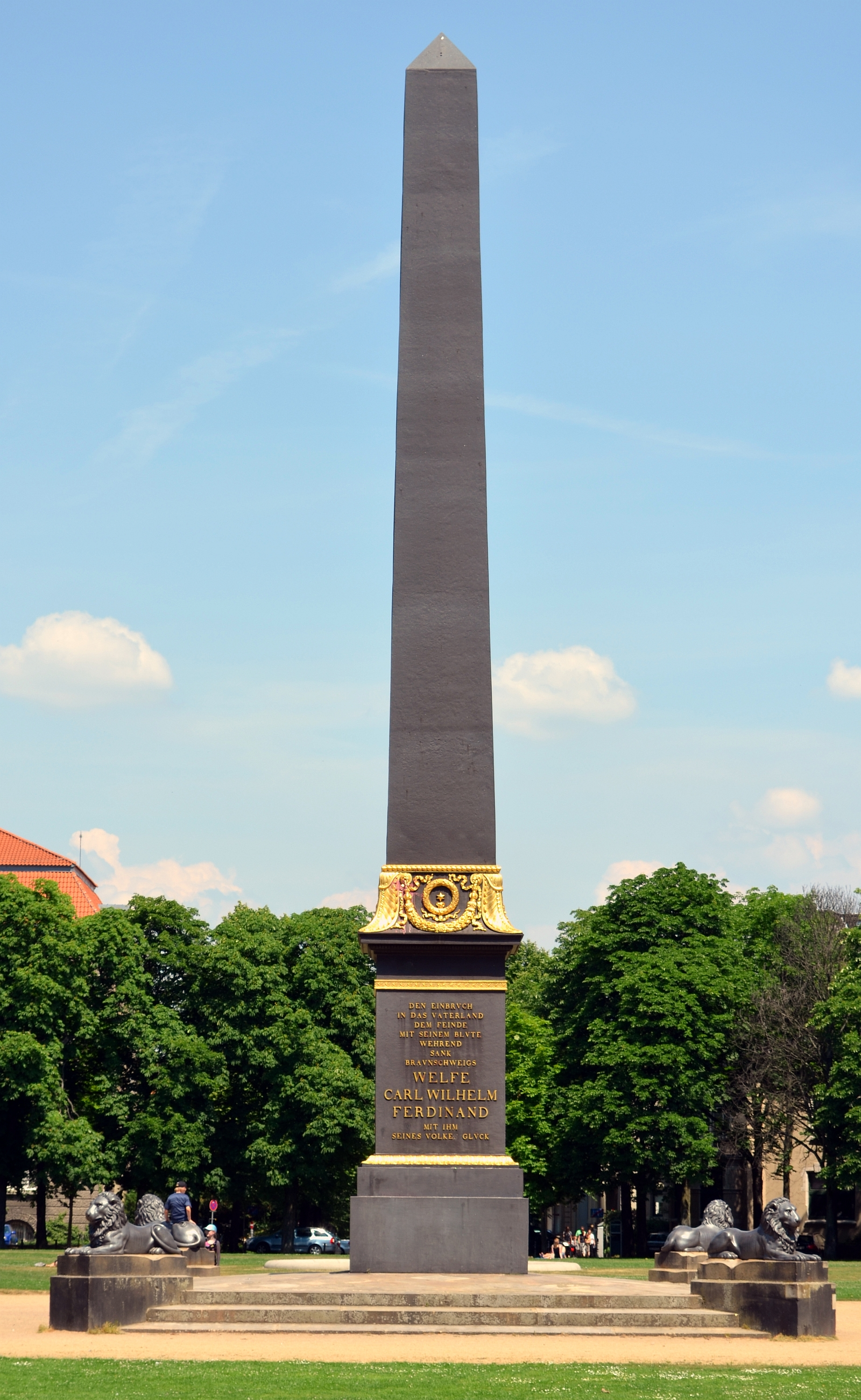
Der Obelisk auf dem Löwenwall

- Anlass: Ehrung der in den Befreiungskriegen gefallenen Braunschweigischen Herzöge Karl Wilhelm Ferdinand und Friedrich Wilhelm.
- Entwurf: Architekt Peter Joseph Krahe (Obelisk), Bildhauer Johann Gottfried Schadow (Löwen)
- Ausführung: „Fürstlich Braunschweigische Hüttenwerke“ in Zorge im Harz (Guss dauerte von 1819 bis 1822).
- Material: Gusseisen (angeblich aus erbeuteten französischen Kanonen) und Gold, Sockel mit überlebensgroßen Löwen an jeder der vier Ecken.
- Aufstellungsort: Löwenwall (52° 15′ 35″ N, 10° 31′ 51″ O)
- Besonderheiten: Erstes Denkmal der Neuzeit in Braunschweig – d. h. seit der Errichtung des Braunschweiger Löwen um das Jahr 1166.
- Status: noch am selben Ort

### Olfermann-Denkmal
- Errichtet: 18. Oktober 1832

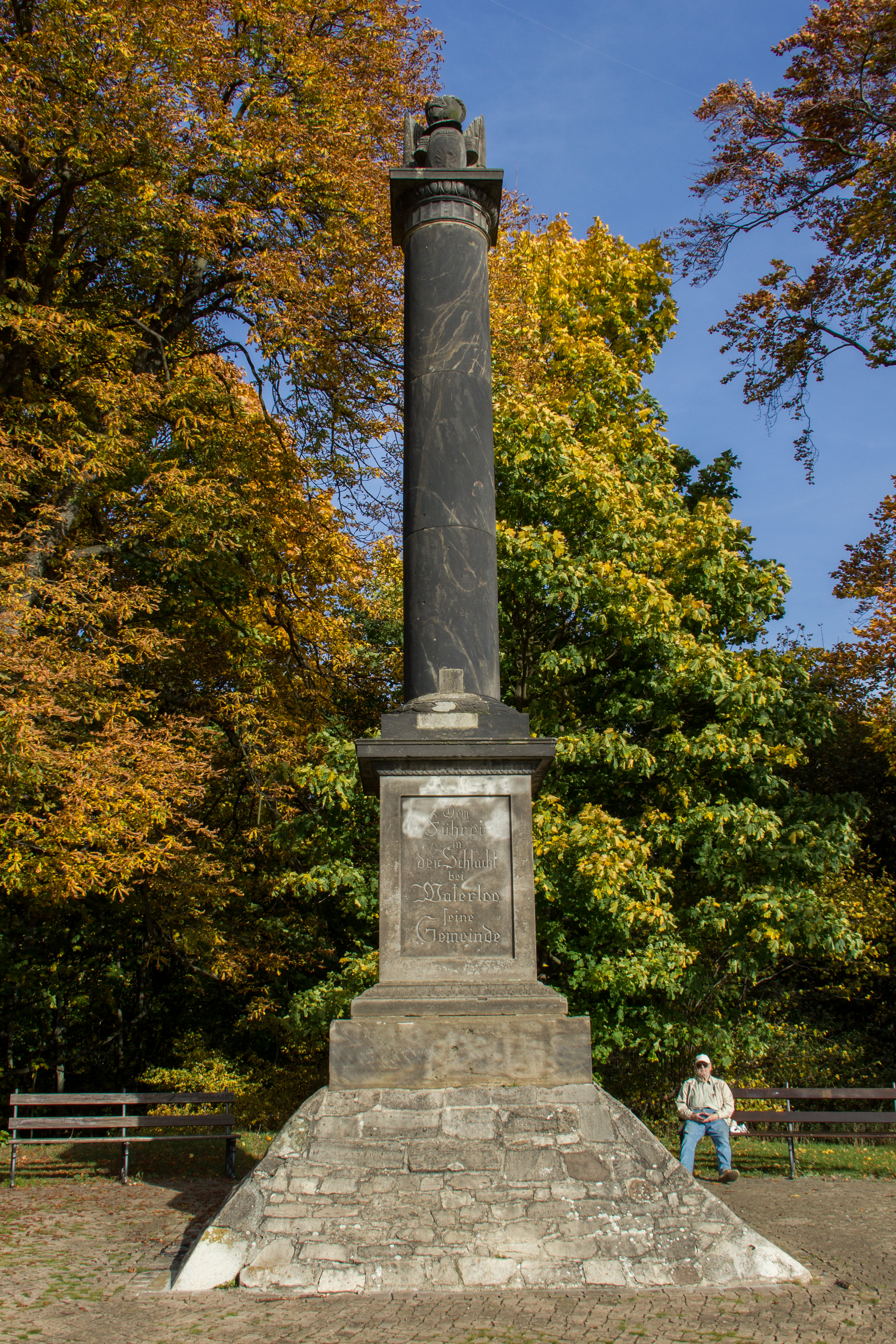
Olfermann-Denkmal

- Anlass: 10. Todestag Johann Elias Olfermanns, Braunschweigischer Offizier in den Befreiungskriegen und nach dem Tode des „Schwarzen Herzogs“ Führer der Braunschweigischen Truppen in der Schlacht bei Waterloo.
- Entwurf: unbekannt
- Ausführung: unbekannt
- Material: Sandstein
- Aufstellungsort: auf dem Nußberg in Braunschweig
- Besonderheiten:
- Status: noch am selben Ort

### Schill-Denkmal
- Errichtet: 19. März 1837

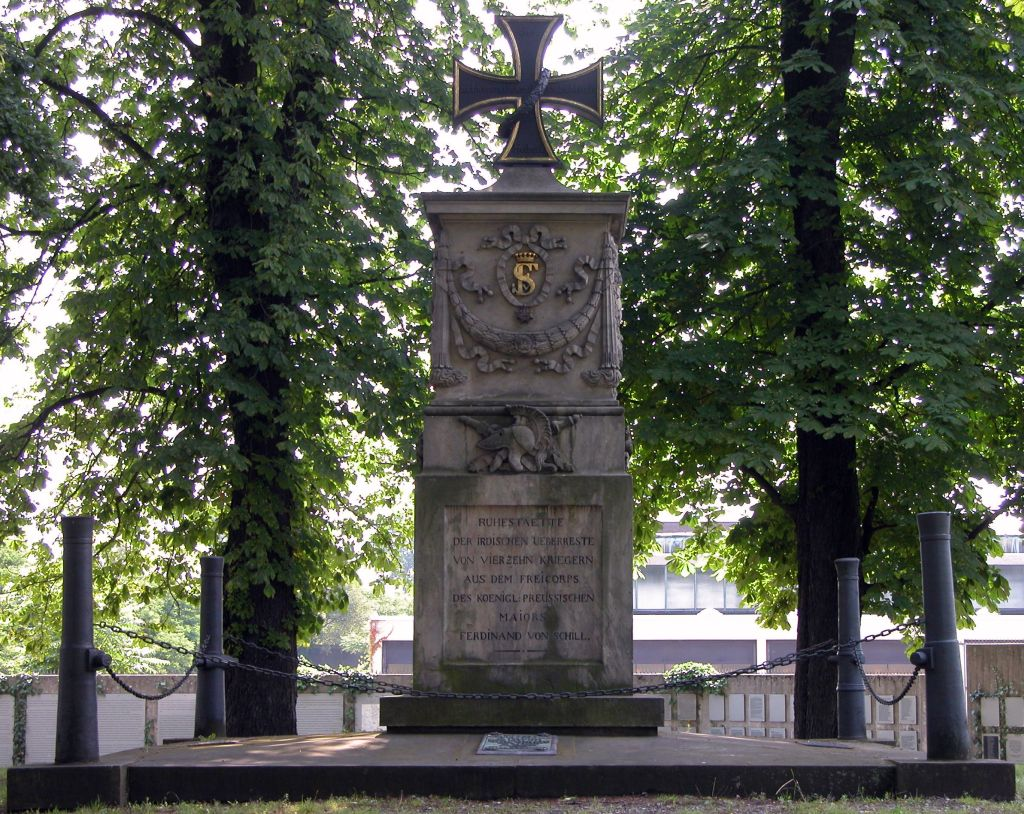
Schill-Denkmal

- Anlass: Ehrung Ferdinand von Schills (gefallen in Stralsund) und der 14 Unteroffiziere seines Regiments, die im Juli 1809 an der Stelle des Denkmals von französischen Truppen erschossen worden waren.
- Stifter: König Friedrich Wilhelm IV. von Preußen
- Entwurf: Heinrich Friedrich Uhlmann
- Ausführung: unbekannt
- Material: Stein (Sockel) und Metall (Eisernes Kreuz)
- Aufstellungsort: Schillstraße, Ecke Leonhardplatz (52° 15′ 23″ N, 10° 32′ 30″ O)
- Besonderheiten: Das Denkmal entstand auf Initiative des Schriftstellers Friedrich Karl von Vechelde. Schills Kopf wurde am 24. September 1837 in der Gruft unter dem Denkmal beigesetzt, wo auch die 14 Unteroffiziere bestattet worden waren.
- Status: noch am selben Ort

### Obelisk in Ölper
- Errichtet: 15. Oktober 1843

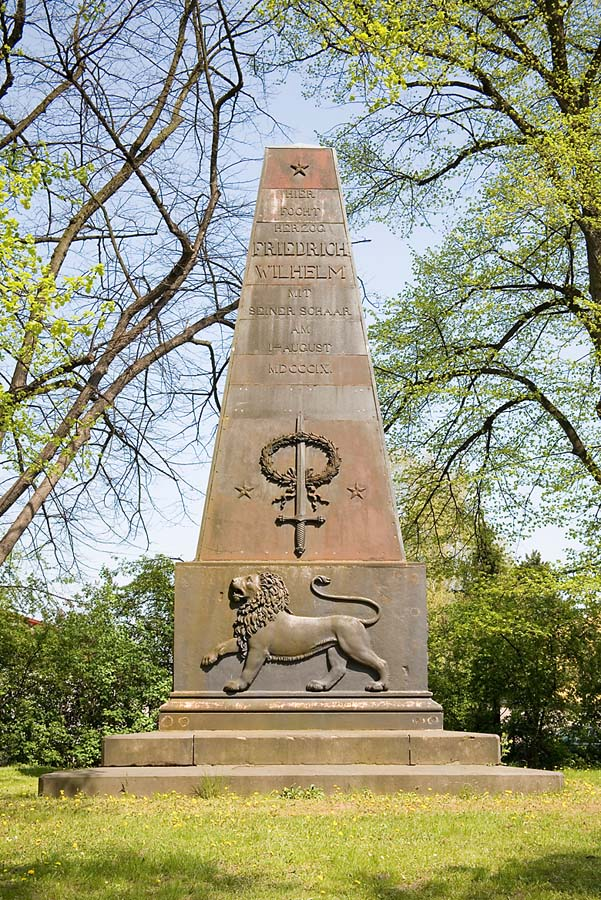
Obelisk in Ölper

- Anlass: Gedenken an das Gefecht bei Ölper am 1. August 1809
- Entwurf:
- Ausführung:
- Material: Eisen
- Aufstellungsort: Ölper
- Besonderheiten: Um den Sockel des Obelisken verläuft ein Relief mit vier Löwen (evtl. ein Zitat des Obelisken vom Löwenwall).
- Status: noch am selben Ort

### Friedrich-Wilhelm-Eiche

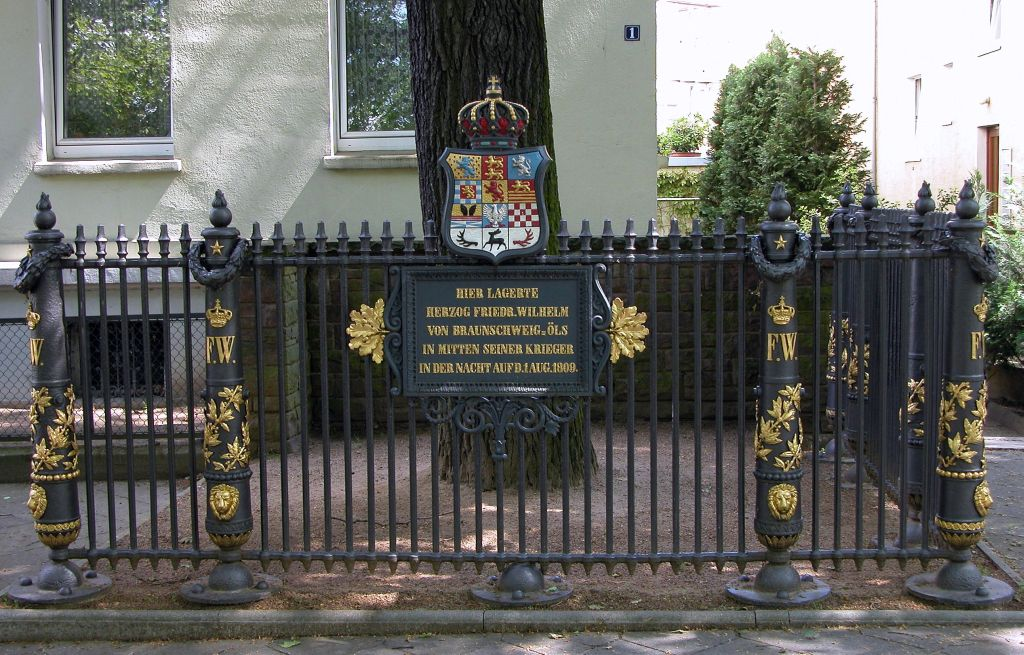
Die Friedrich-Wilhelm-Eiche

- Errichtet: 18. Juni 1850 (Baum anlässlich der Waterloo-Feier gepflanzt), das Gitter mit herzoglichem Wappen wurde am 1. August 1859, 50. Jahrestag des Gefechts bei Ölper, hinzugefügt. Offizielle Einweihung am 1. August 1861.
- Anlass: Ehrung des „Schwarzen Herzogs“. Unter dem Baum soll er in der Nacht auf den 1. August 1809 gerastet haben, bevor er mit seinen Truppen in das Gefecht bei Ölper zog.
- Entwurf: Friedrich Maria Krahe
- Ausführung: Theodor Julius Heinrich Strümpell (* 1818; † 1890)
- Material: Holz und Eisen
- Aufstellungsort: Am Neuen Petritor (52° 16′ 5″ N, 10° 30′ 50″ O)
- Besonderheiten: Aufschrift: „Hier lagerte Herzog Friedrich-Wilhelm von Braunschweig-Oels in mitten seiner Krieger in der Nacht auf den 1. August 1809.“
- Status: noch am selben Ort

### Lessing-Denkmal
- Errichtet: 20. September 1853

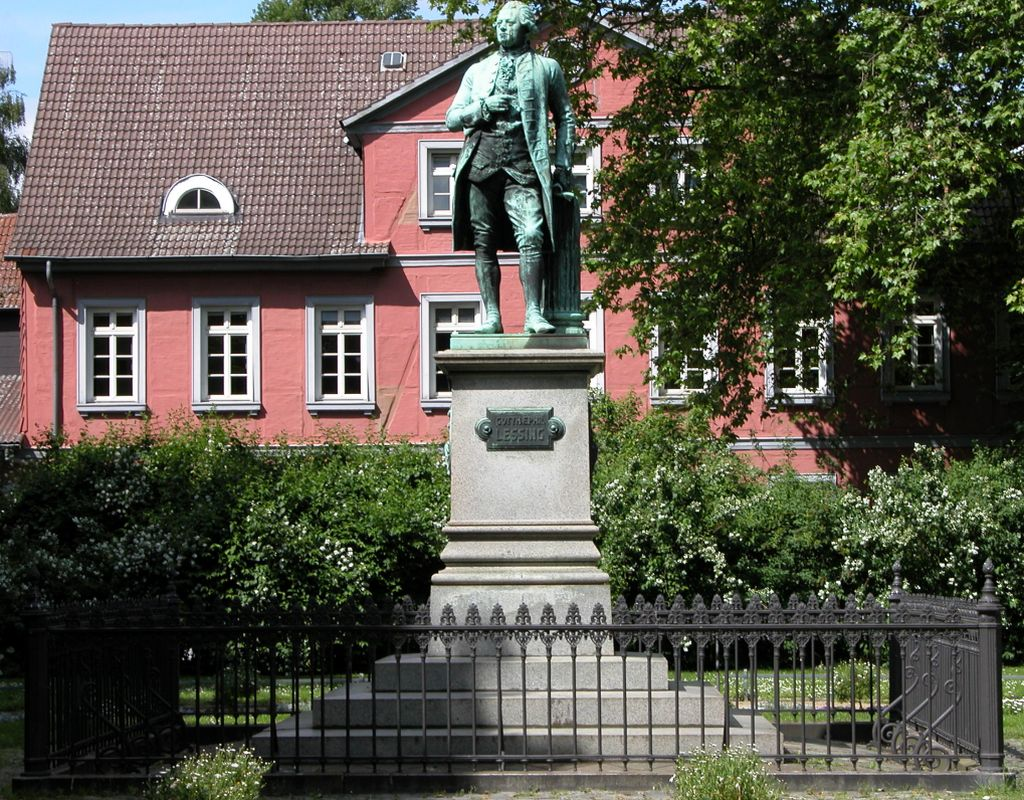
Lessing-Denkmal

- Anlass: Ehrung Gotthold Ephraim Lessings
- Entwurf: Ernst Rietschel
- Ausführung: Georg Ferdinand Howaldt
- Material: Sockel aus Harzer Granit, Figur aus Bronze
- Aufstellungsort: Lessingplatz (52° 15′ 33″ N, 10° 31′ 26″ O)
- Besonderheiten: Das überlebensgroße Denkmal war bereits 1849 bei Rietschel in Auftrag geben worden. Für Braunschweig war dieses Denkmal die erste Darstellung eines Menschen und zudem das erste Standbild das keinen Monarchen darstellte. Das Gesicht wurde von Christian Friedrich Krull nach einer Portraitbüste Lessings gestaltet. Das gesamte Denkmal wurde allein durch private Spenden finanziert. Während des Zweiten Weltkrieges war es ausgelagert und wurde erst 1947 wieder an seinen angestammten Standort gebracht.
- Status: noch am selben Ort

### Braunschweiger Quadriga

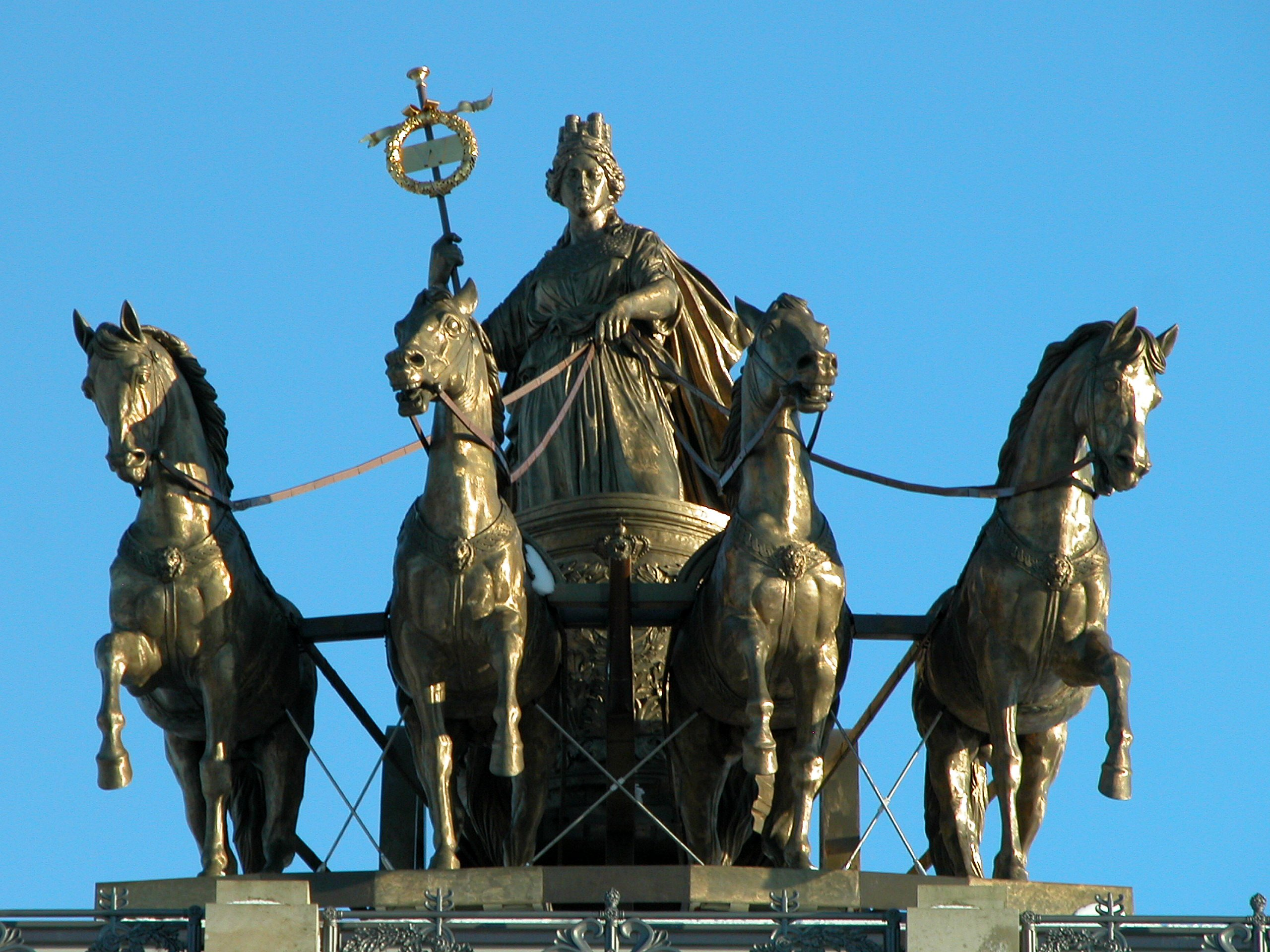
Braunschweiger Quadriga (2009) auf dem Mittelbau des Braunschweiger Schlosses

- Errichtet: 1858–1863, 1865–1868 und 2008
- Anlass: Neubau bzw. Erweiterung des Braunschweiger Schlosses
- Entwurf: Ernst Rietschel
- Ausführung: Georg Ferdinand Howaldt (Treibarbeit 1858–1863 und 1865–1868), Gießerei Emil Kosicki in Posen (2006–2008)
- Material: Kupfer 1858–1863 und 1865–1868, Bronze 2006–2008
- Aufstellungsort: auf dem Mittelbau der Braunschweiger Schlossfassade (52° 15′ 48″ N, 10° 31′ 38″ O)
- Besonderheiten: Die 3. Version der Quadriga wurde nach der vollständigen Verschrottung der Überreste der 2. Version im Rahmen des Abrisses des Schlosses im Jahre 1960, nach einem 1:3-Original-Modell Rietschels angefertigt.
- Status: Vom Original aus dem Jahre 1863 ist lediglich der Kopf übrig geblieben, der im Städtischen Museum besichtigt werden kann. Seit dem Frühjahr 2007 sollte die 3. Version der Quadriga auf dem Neubau des Braunschweiger Schlosses stehen. Statische Probleme verzögerten den geplanten Termin jedoch bis ins Jahr 2008, als die „größte Quadriga Europas“ im Oktober schließlich wieder auf das Schloss zurückkehrte.

### Büste von Wilhelm Erdmann Florian von Thielau
- Errichtet: nach 1865 (?)

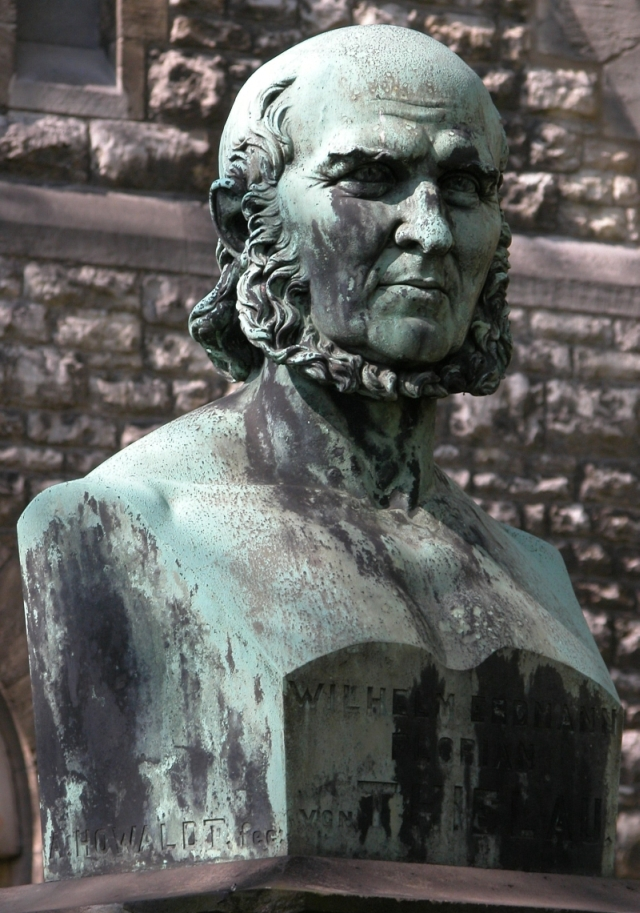
Von Thielau

- Anlass: Ehrung des Braunschweigischen Staatsmannes Wilhelm Erdmann Florian von Thielau (1800–1865)
- Entwurf: signiert fecit Friedrich August Theodor Howaldt
- Ausführung: Georg Ferdinand Howaldt
- Material: Kupfer
- Aufstellungsort: Domfriedhof
- Besonderheiten: Sockelaufschrift „Die Kaufleute & Fabrikanten Braunschweigs“ (offenbar die Initiatoren des Denkmals).
- Status: noch am selben Ort

### Heinrichsbrunnen
- Errichtet: 4. Juli 1874

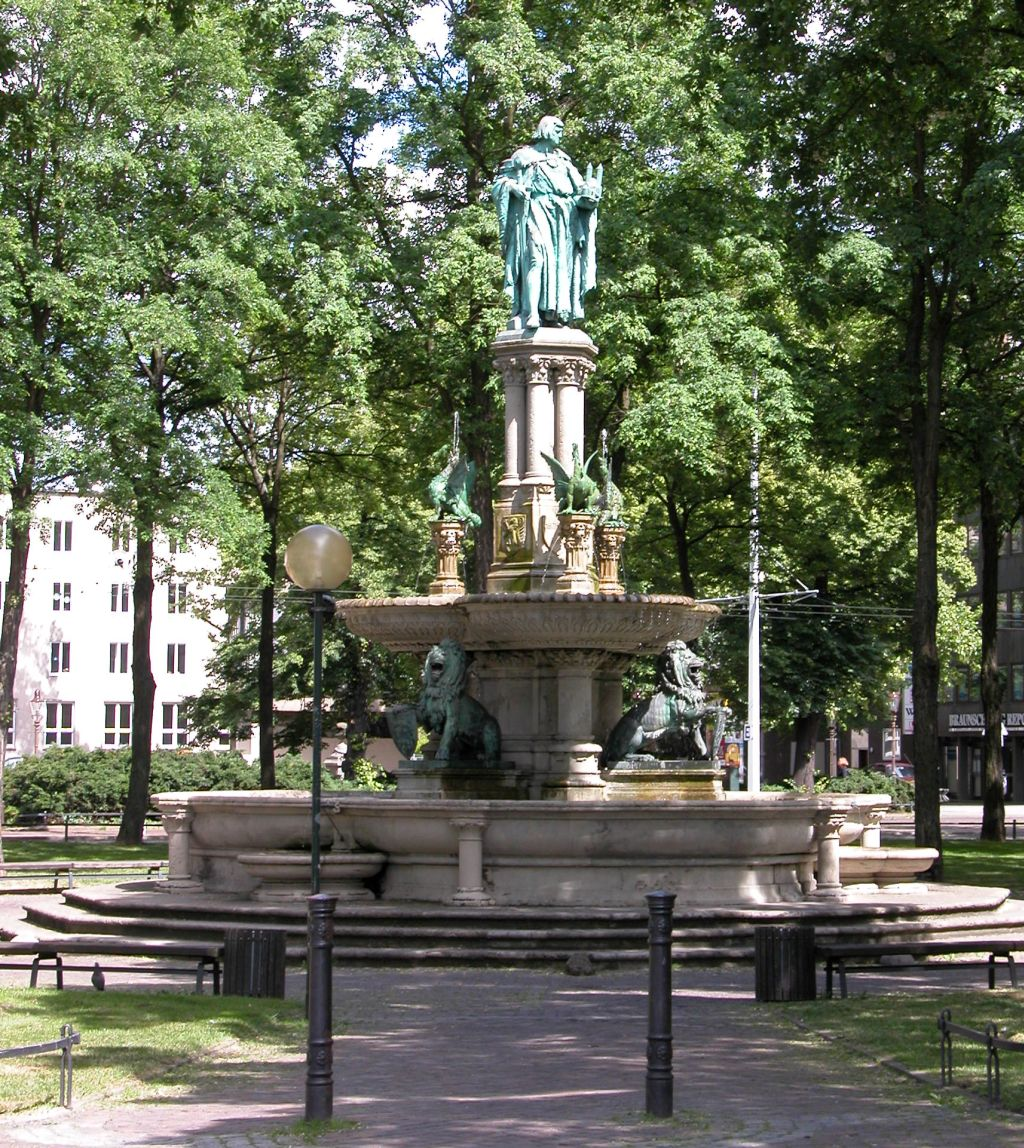
Heinrichsbrunnen

- Anlass: Ehrung Heinrichs des Löwen
- Entwurf: Adolf Breymann
- Ausführung: Georg Ferdinand Howaldt
- Material: Bronze
- Aufstellungsort: Hagenmarkt (52° 16′ 2″ N, 10° 31′ 27″ O)
- Besonderheiten: Die Brunnenschalen stammen von Ludwig Winter, die Drachen und Löwen sind wiederum von Breymann. Ein früherer Brunnen an dieser Stelle aus dem Jahre 1407 wurde 1814 während der Befreiungskriege eingeschmolzen, um daraus Kanonen zu gießen.
- Status: noch am selben Ort

### Reiterstandbild von Herzog Friedrich Wilhelm

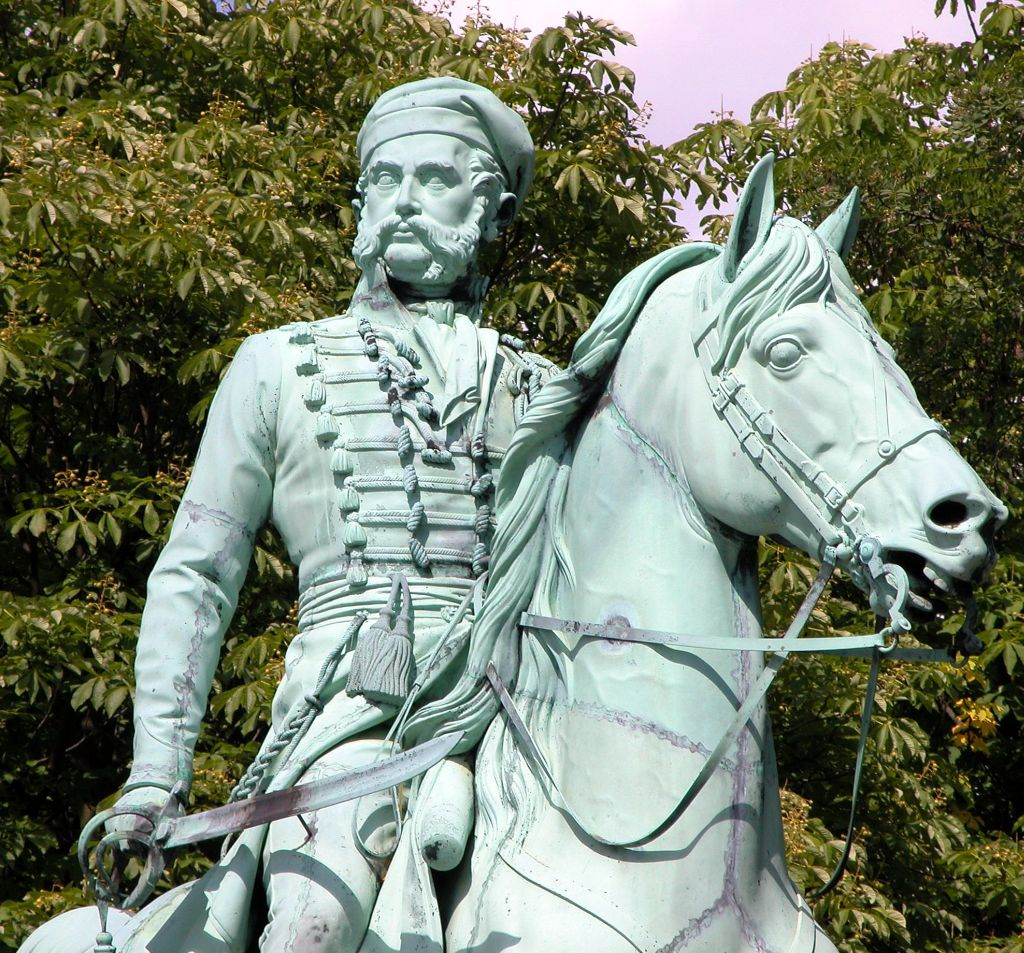
Der „Schwarze Herzog“

- Errichtet: 10. November 1874 (Einweihung)
- Anlass: Ehrung des „Schwarzen Herzogs“, der am 16. Juni 1815, in der Schlacht bei Quatre-Bras gegen Napoleon kämpfend, gefallen war.
- Entwurf: Ernst Hähnel
- Ausführung: Georg Ferdinand Howaldt (Treibarbeit)
- Material: Kupfer
- Aufstellungsort: Ursprünglich auf dem Platz vor dem Braunschweiger Schloss, von 1973 bis zum 3. Juli 2007 südlich des Löwenwalls an der Kurt-Schumacher-Straße. Seit dem frühen Morgen des 3. Juli 2007 wieder vor der neu erbauten Braunschweiger Schlossfassade. (52° 15′ 47″ N, 10° 31′ 37″ O)
- Besonderheiten: Während des Zweiten Weltkrieges und der Nachkriegszeit schwer beschädigt, nach Restaurierungen 1973 und 1992 auf der Kurt-Schumacher-Straße. Seit den frühen Morgenstunden des 3. Juli 2007 steht das Denkmal wieder an seinem alten Standort vor dem neu erbauten Braunschweiger Schloss.
- Status: Seit dem 3. Juli 2007 wieder vor dem Braunschweiger Schloss.

### Reiterstandbild von Herzog Karl Wilhelm Ferdinand

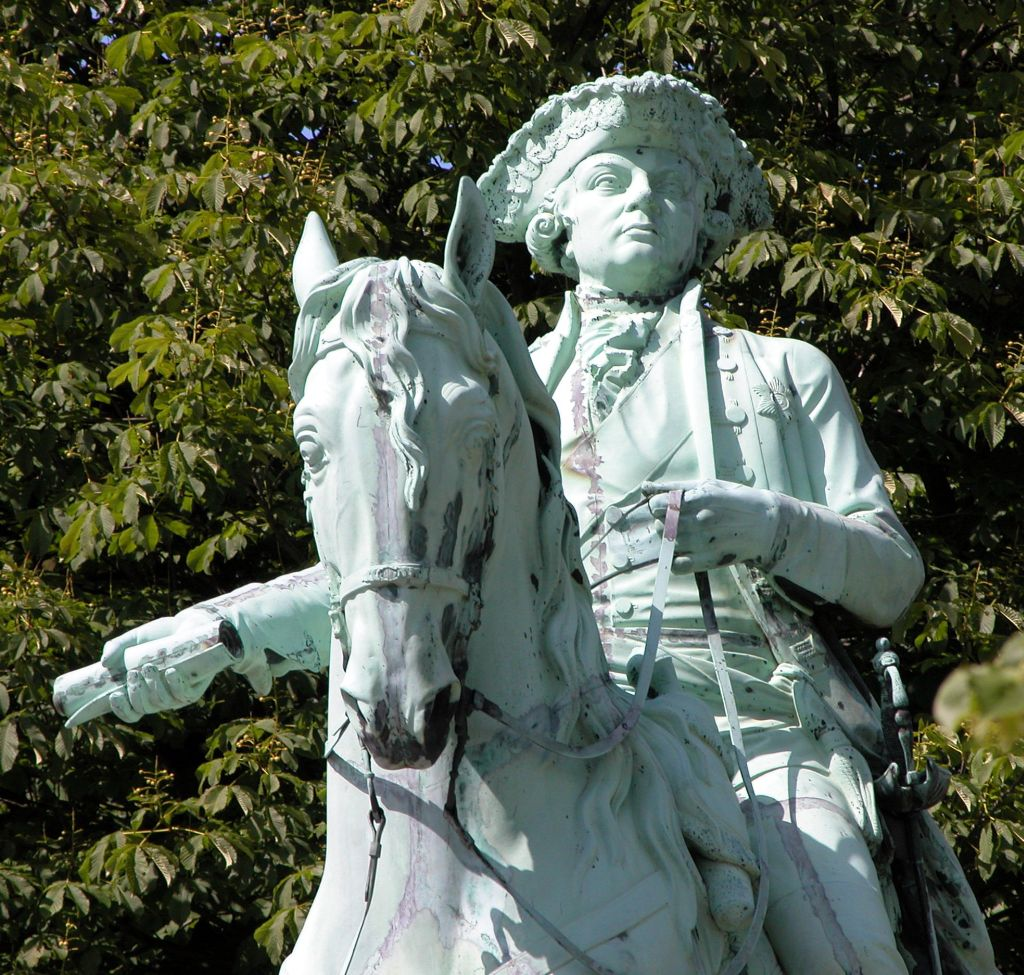
Karl Wilhelm Ferdinand

- Errichtet: 10. November 1874 (Einweihung)
- Anlass: Ehrung Herzogs Karl Wilhelm Ferdinands von Braunschweig, der 1806 seiner Verwundung aus der Schlacht bei Jena und Auerstedt gegen Napoleon erlegen war.
- Entwurf: Zuerst Anton Dominik Ritter von Fernkorn, dann aber wegen Krankheit an Franz Pönninger übergeben.
- Ausführung: Georg Ferdinand Howaldt (Treibarbeit)
- Material: Kupfer
- Aufstellungsort: Ursprünglich auf dem Platz vor dem Braunschweiger Schloss, von 1973 bis zum 3. Juli 2007 südlich des Löwenwalls an der Kurt-Schumacher-Straße. Seit dem frühen Morgen des 3. Juli 2007 wieder vor dem neu erbauten Braunschweiger Schloss. (52° 15′ 49″ N, 10° 31′ 38″ O)
- Besonderheiten: Während des Zweiten Weltkrieges und der Nachkriegszeit schwer beschädigt, nach Restaurierungen 1973 und 1992 auf der Kurt-Schumacher-Straße. Seit den frühen Morgenstunden des 3. Juli 2007 steht das Denkmal wieder an seinem alten Standort vor dem neu erbauten Braunschweiger Schloss.
- Status: Seit dem 3. Juli 2007 wieder vor dem Braunschweiger Schloss.

### Gauß-Denkmal

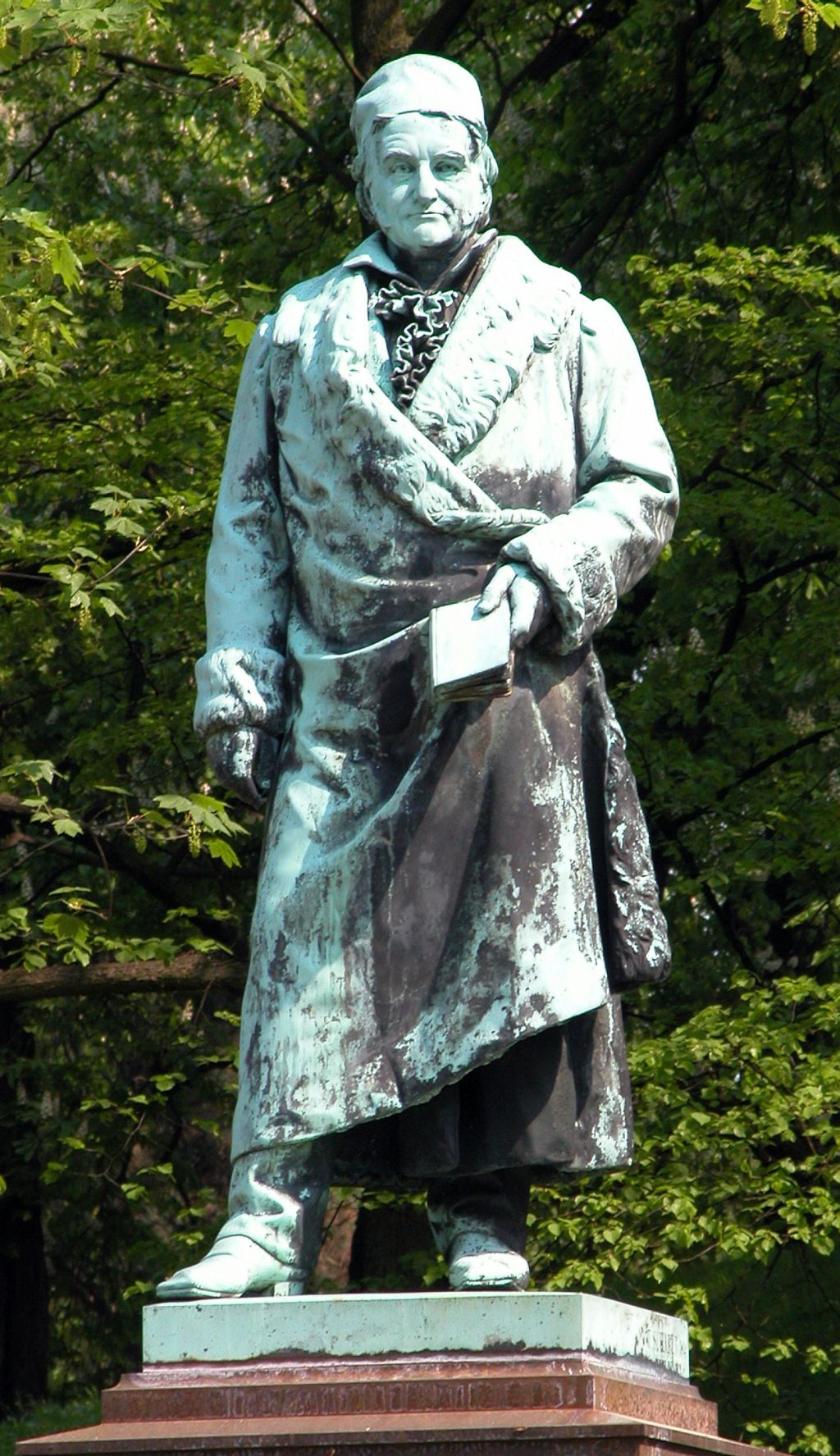
C. F. Gauß

- Errichtet: Grundsteinlegung auf dem Hohetorwall am 30. April 1877 (Gauß’ 100. Geburtstag). Es steht seit seiner Enthüllung am 27. Juni 1880 auf der Südseite des Gaußberg.
- Anlass: Ehrung des in Braunschweig geborenen Mathematikers Carl Friedrich Gauß.
- Entwurf: Fritz Schaper
- Ausführung: Hermann Heinrich Howaldt
- Material: Bronze
- Aufstellungsort: Gaußberg (52° 16′ 19″ N, 10° 31′ 21″ O)
- Besonderheiten: Auf einer Sockelseite befindet sich das Gauß’sche 17-Eck, in der Hand hält er sein berühmtestes Werk „Disquisitiones arithmeticae“. Eine aus Gips gefertigte 1:1-Kopie des Standbildes befindet sich in der Gaußschule.
- Status: noch am selben Ort

### Ehrensäule
- Errichtet: 1880

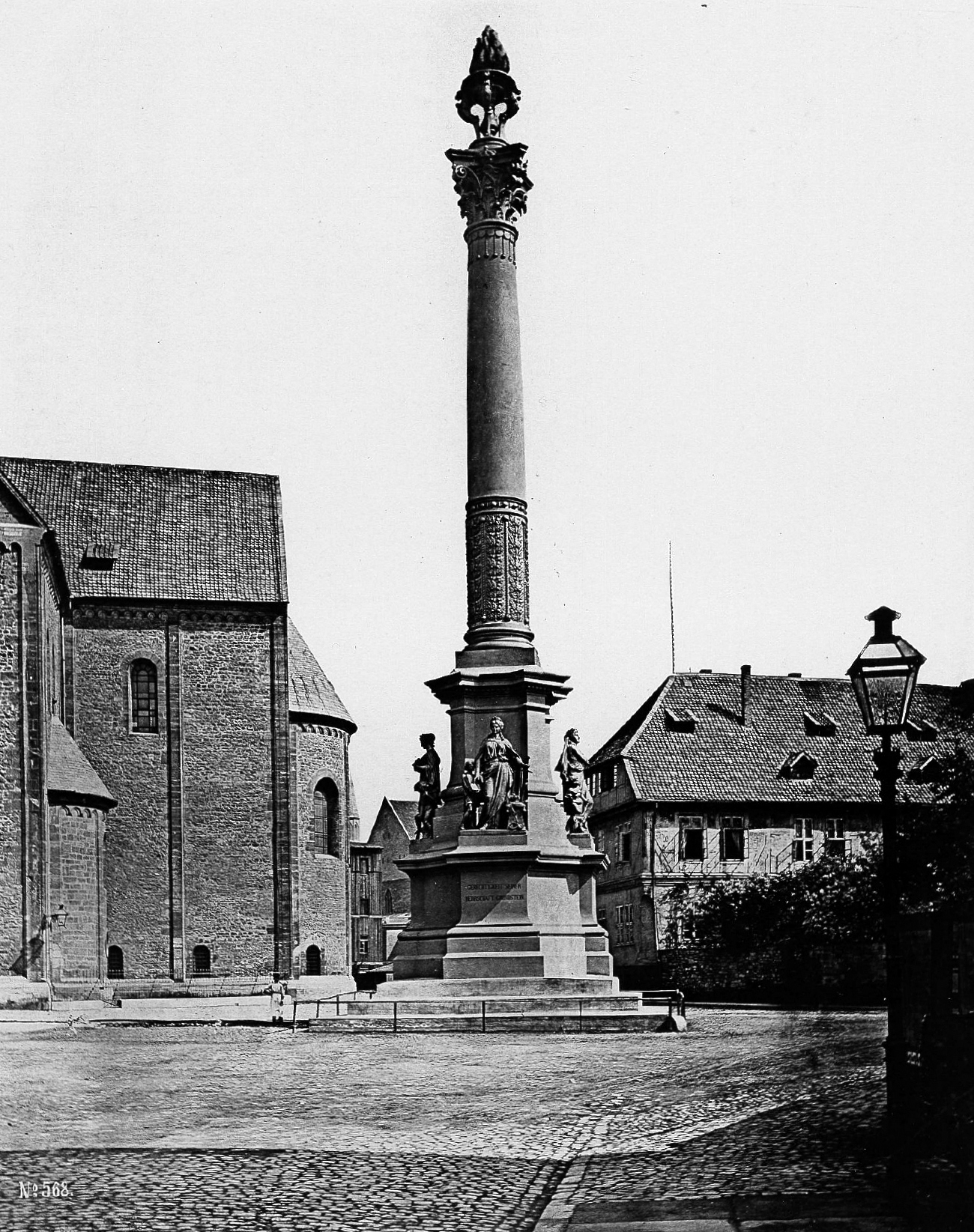
Ehrensäule von Constantin Uhde auf dem Domplatz in Braunschweig

- Anlass: Ehrung  Herzog Wilhelms von Braunschweig zu seinem 50-jährigen Regierungsjubiläum
- Entwurf: Constantin Uhde
- Ausführung: Constantin Uhde
- Material:
- Aufstellungsort: Münzstraße in Höhe Domplatz, südöstlich des Braunschweiger Doms
- Besonderheiten:
- Status: Zeitpunkt der Abtragung und Verbleib unbekannt

### Siegesdenkmal
- Errichtet: 26. April 1881

Siegesdenkmal auf dem Siegesplatz.

- Anlass: Sieg über Frankreich im Deutsch-Französischen Krieg von 1870/71
- Entwurf: Adolf Breymann und Robert Diez
- Ausführung: Hermann Heinrich Howaldt
- Material: Bronze
- Aufstellungsort: Siegesplatz, heute Lessingplatz
- Besonderheiten: „Germania“ mit Schwert (linke Hand) und Lorbeerkranz (rechte Hand) auf einem Sockel, an dessen Fuß drei braunschweigische Soldaten (Infanterie, Kavallerie und Artillerie).
- Status: Während des Zweiten Weltkrieges eingeschmolzen.

### Büste von Franz Abt (1891)
- Errichtet: 13. Juli 1891
- Anlass: Ehrung Franz Abts

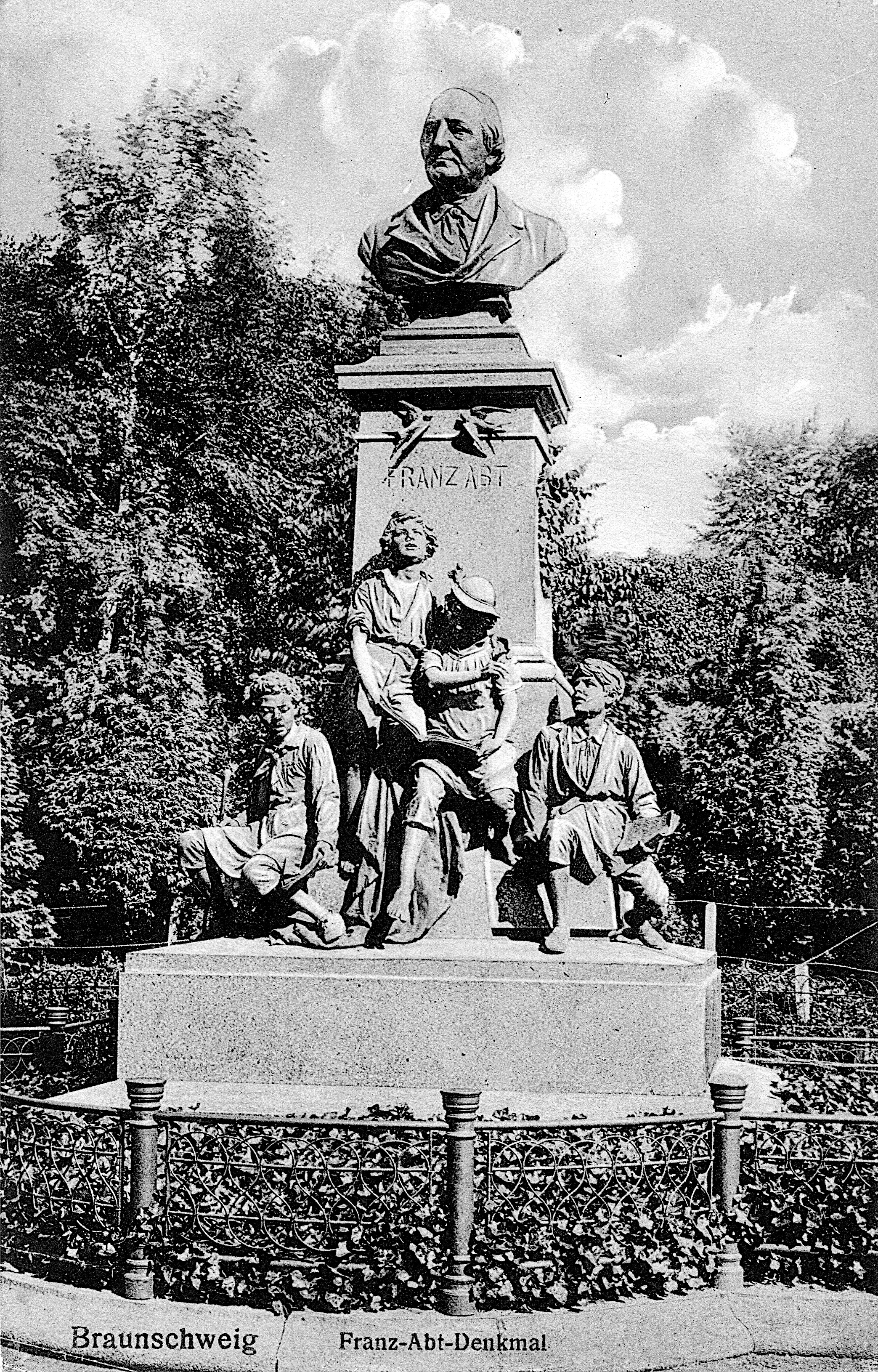
Franz Abt-Denkmal von 1891

- Entwurf: Karl Echtermeier (* 1845; † 1910)
- Ausführung: Hermann Heinrich Howaldt
- Material: Bronze
- Aufstellungsort: Südrand des Theaterparks, gegenüber dem Staatstheater
- Besonderheiten: Das Denkmal wurde von mehreren Gesangvereinen gespendet.
- Status: Während des Zweiten Weltkrieges eingeschmolzen.

### Reliefporträt von Friedrich Wilhelm Reuter

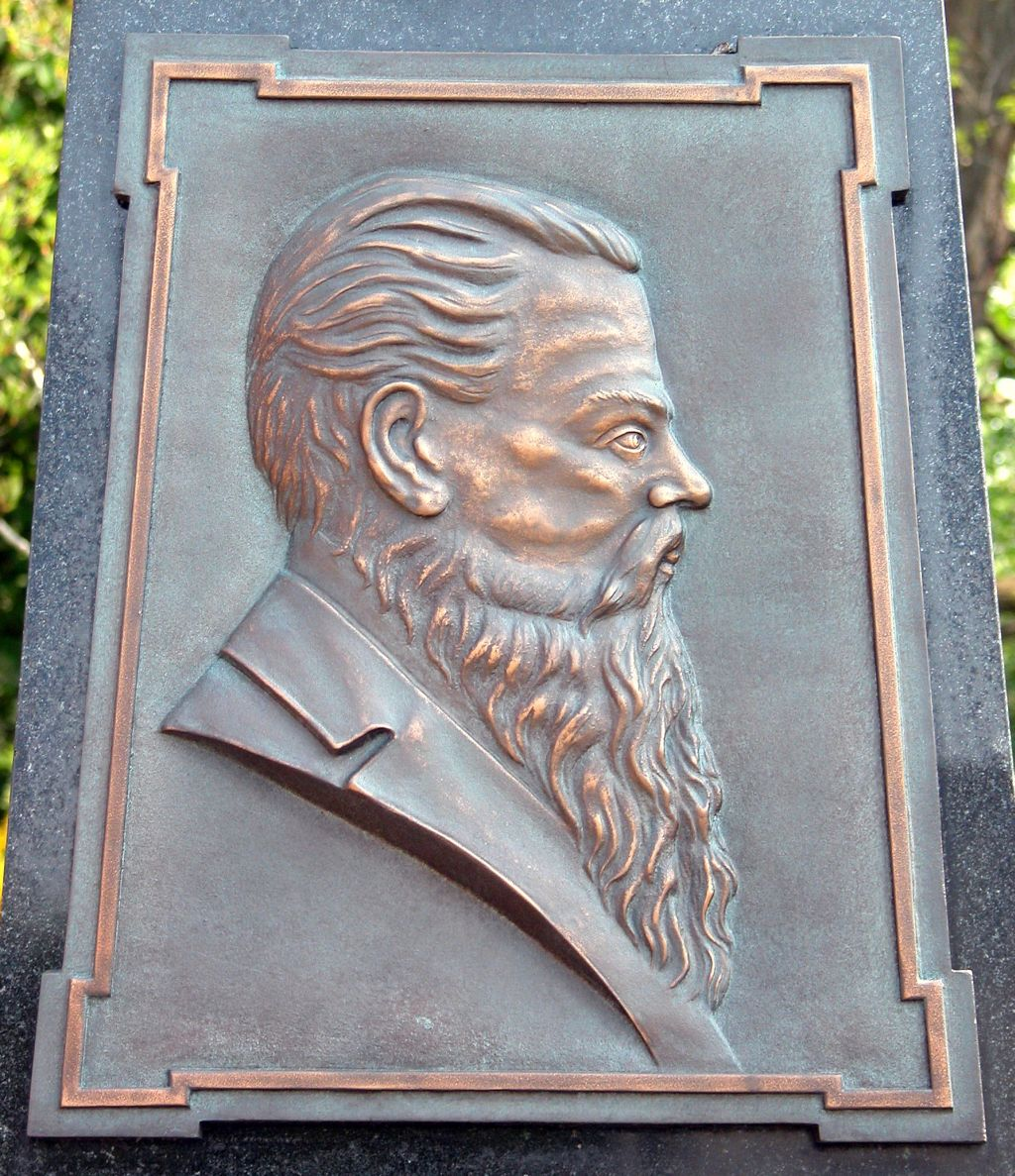
F. W. Reuter

- Errichtet: 1892 auf dem Braunschweiger Centralfriedhof, seit 1969 am Standort Feuerwehrstraße, neben der Hauptwache der Feuerwehr Braunschweig.
- Anlass: Ehrung Friedrich Wilhelm Reuters
- Entwurf: Obelisk von Hermann Strümpell
- Ausführung:
- Material: Diabas und Bronze
- Aufstellungsort: Feuerwehrstraße
- Besonderheiten: Auftraggeber des Grabmals waren die Freiwilligen Feuerwehren des Herzogtums Braunschweig, Umsetzung an den jetzigen Standort im Jahre 1969. Restaurierung zum 125. Gründungsjubiläum der Braunschweiger Berufsfeuerwehr am 1. August 2000. Da das Originalporträt verloren war, wurde nach Fotografien ein neues geschaffen.
- Status: noch am selben Ort

### Reliefportrait von Albert Gottlieb Methfessel
- Errichtet: 1898

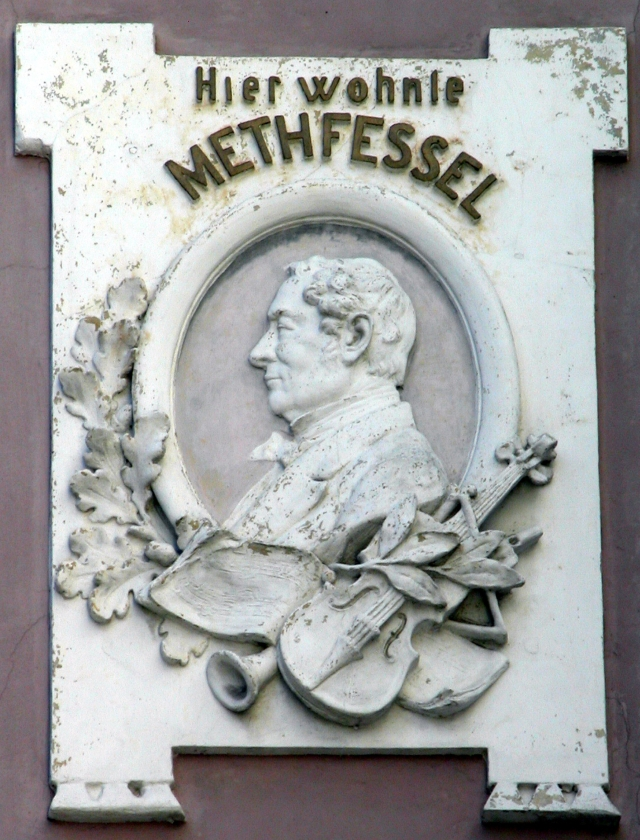
Methfessel

- Anlass: Ehrung Albert Gottlieb Methfessels
- Entwurf: Hermann Siedentop (* 1864; † 1943)
- Ausführung: ?
- Material: Stuck
- Aufstellungsort: Am Magnitor 7, Wohnhaus Methfessels
- Besonderheiten: -
- Status: noch am selben Ort

## 20. Jahrhundert

### Bugenhagen-Denkmal (1902)
- Errichtet: 10. November 1902

Bugenhagen-Denkmal von 1902.

- Anlass: 350. Todestag des Reformators Johannes Bugenhagen
- Entwurf: Karl Echtermeier
- Ausführung: Paul Rinckleben (Guss) bei Hermann Heinrich Howaldt
- Material: Bronze
- Aufstellungsort: Westseite der Brüdernkirche
- Besonderheiten: -
- Status: Während des Zweiten Weltkrieges demontiert und wahrscheinlich eingeschmolzen.

### Herzog-Wilhelm-Denkmal
- Errichtet: 7. Mai 1904

Herzog-Wilhelm-Denkmal am Tage der Enthüllung: 7. Mai 1904.

- Anlass: Ehrung Herzog Wilhelms von Braunschweig
- Entwurf: Karl Ludwig Manzel
- Ausführung: Paul Rinckleben
- Material: Bronze
- Aufstellungsort: Ruhfäutchenplatz, auf der Ostseite der Burg Dankwarderode (52° 15′ 54″ N, 10° 31′ 28″ O)
- Besonderheiten: -
- Status: Während des Zweiten Weltkrieges eingeschmolzen.

### Till Eulenspiegel
- Errichtet: 1905
- Anlass: Ehrung Till Eulenspiegels
- Entwurf: Arnold Kramer
- Ausführung:
- Material: Bronze
- Aufstellungsort: Bäckerklint

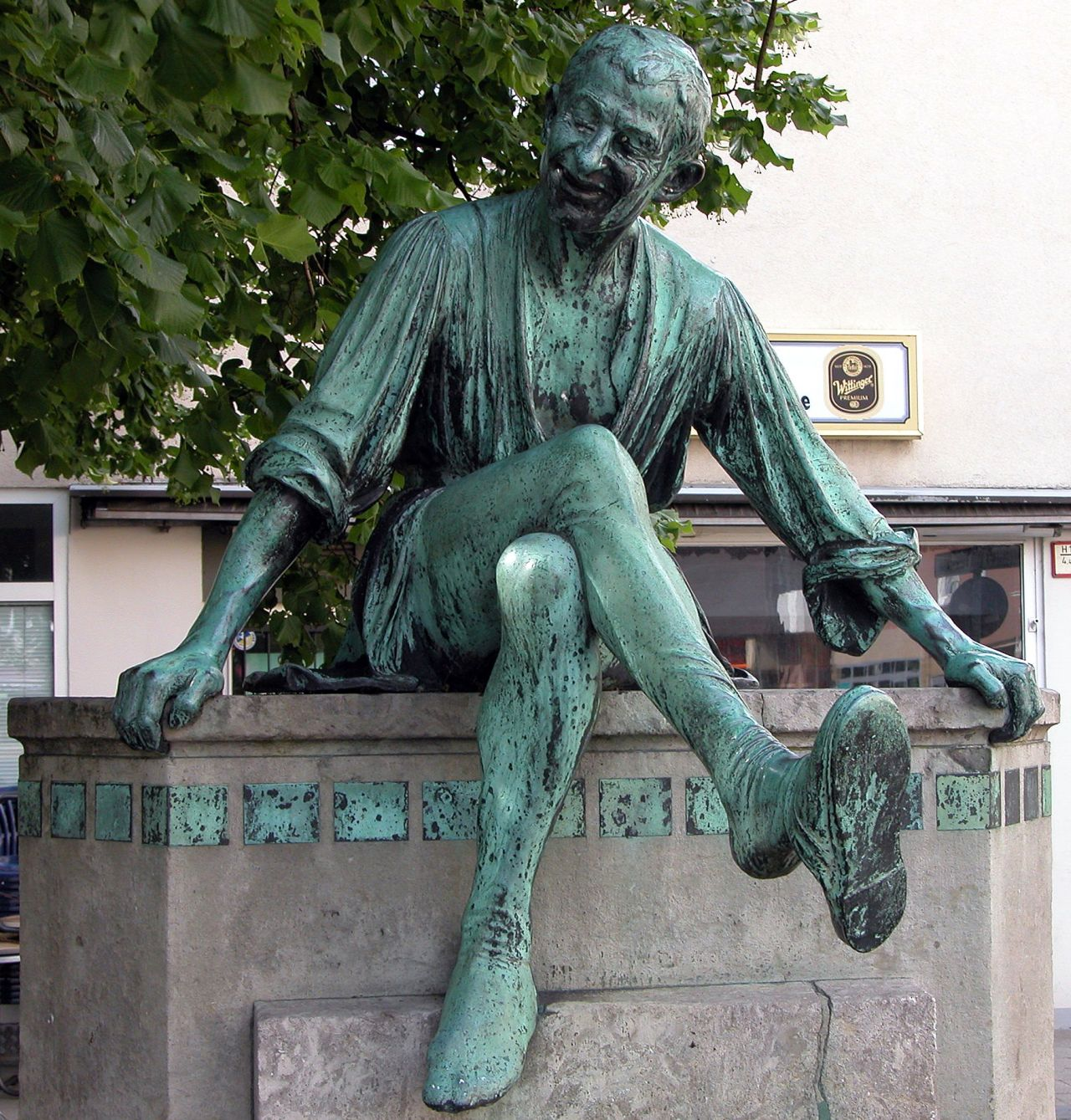
Eulenspiegel

- Besonderheiten: Brunnenfigur, darum herum drei Meerkatzen und zwei Eulen in Anlehnung an die Geschichte „Wie sich Eulenspiegel in Braunschweig bei einem Brotbäcker als Bäckergeselle verdingte und wie er Eulen und Meerkatzen backte“.[2]
- Status: noch am selben Ort

### 4 Soldaten-Statuen
- Errichtet: 1907
- Anlass: -
- Entwurf: Hermann Siedentop (* 1864; † 1943)
- Ausführung: Paul Rinckleben
- Material: Metall
- Aufstellungsort: Oker-Brücke am Fallersleber Tor
- Besonderheiten: -
- Status: Während des Zweiten Weltkrieges eingeschmolzen.

### Runenstein
- Errichtet: 14. April 1909
- Anlass: Widmung an die Runen.

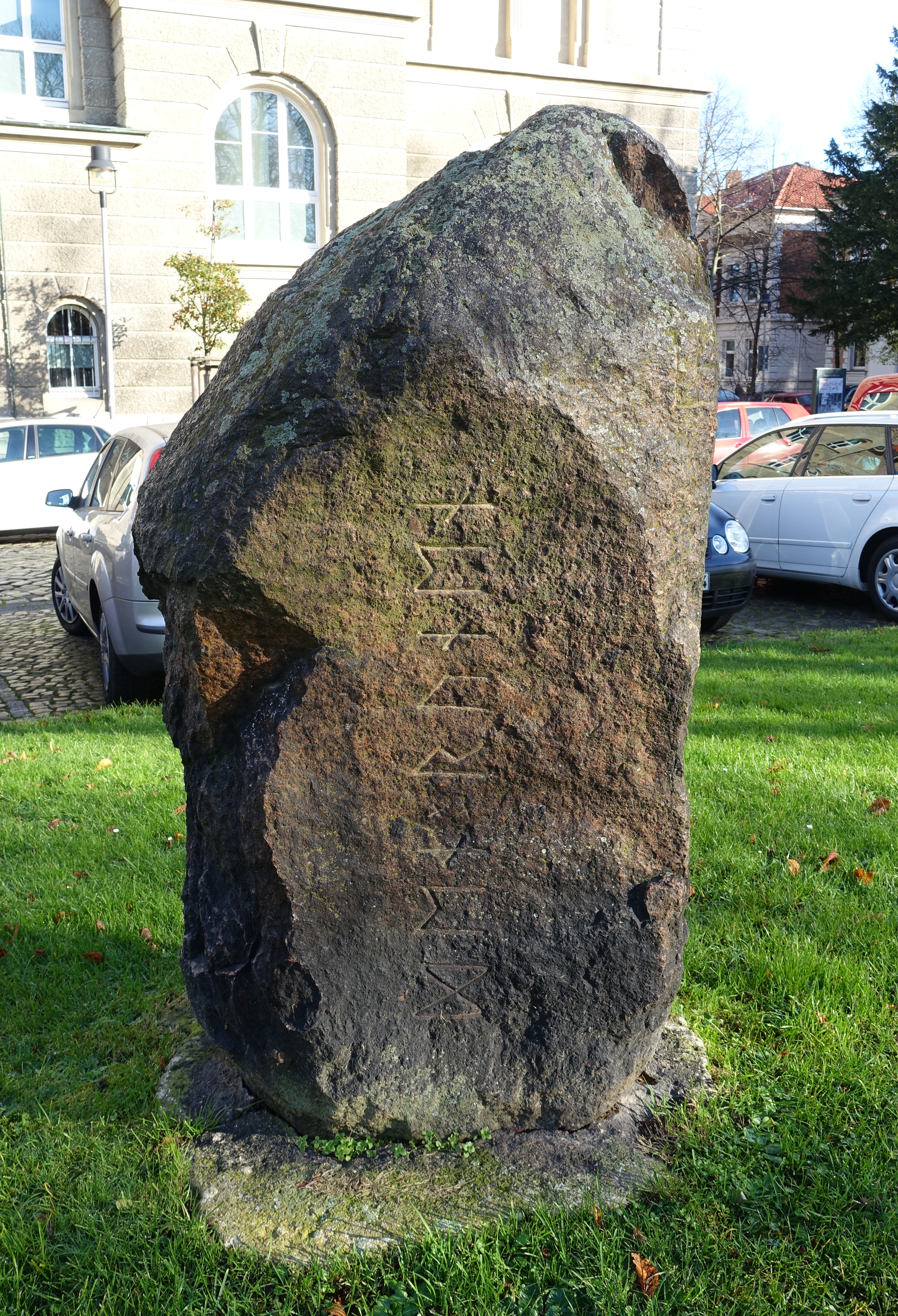
Südseite des Runensteins

- Entwurf: Paul Kahle (Stadtgeometer)
- Ausführung: Paul Kahle (Stadtgeometer)
- Material: roter Granit-Findling
- Aufstellungsort: Auf der Südseite des Städtischen Museums, östlich der Gaußschule (52° 15′ 39″ N, 10° 31′ 53″ O)
- Besonderheiten: Ostseite des Steins: Name des Ausführenden und Stifters: P Kahle, Westseite: abgekürzte Namen der Stifter des Steines, Nordseite: diverse Runen, Südseite: Widmung „Den Runen“.
- Status: noch am selben Ort

### Flötenspieler
- Errichtet: 1910/11
- Anlass:
- Entwurf: Arnold Kramer
- Ausführung:
- Material: Bronze

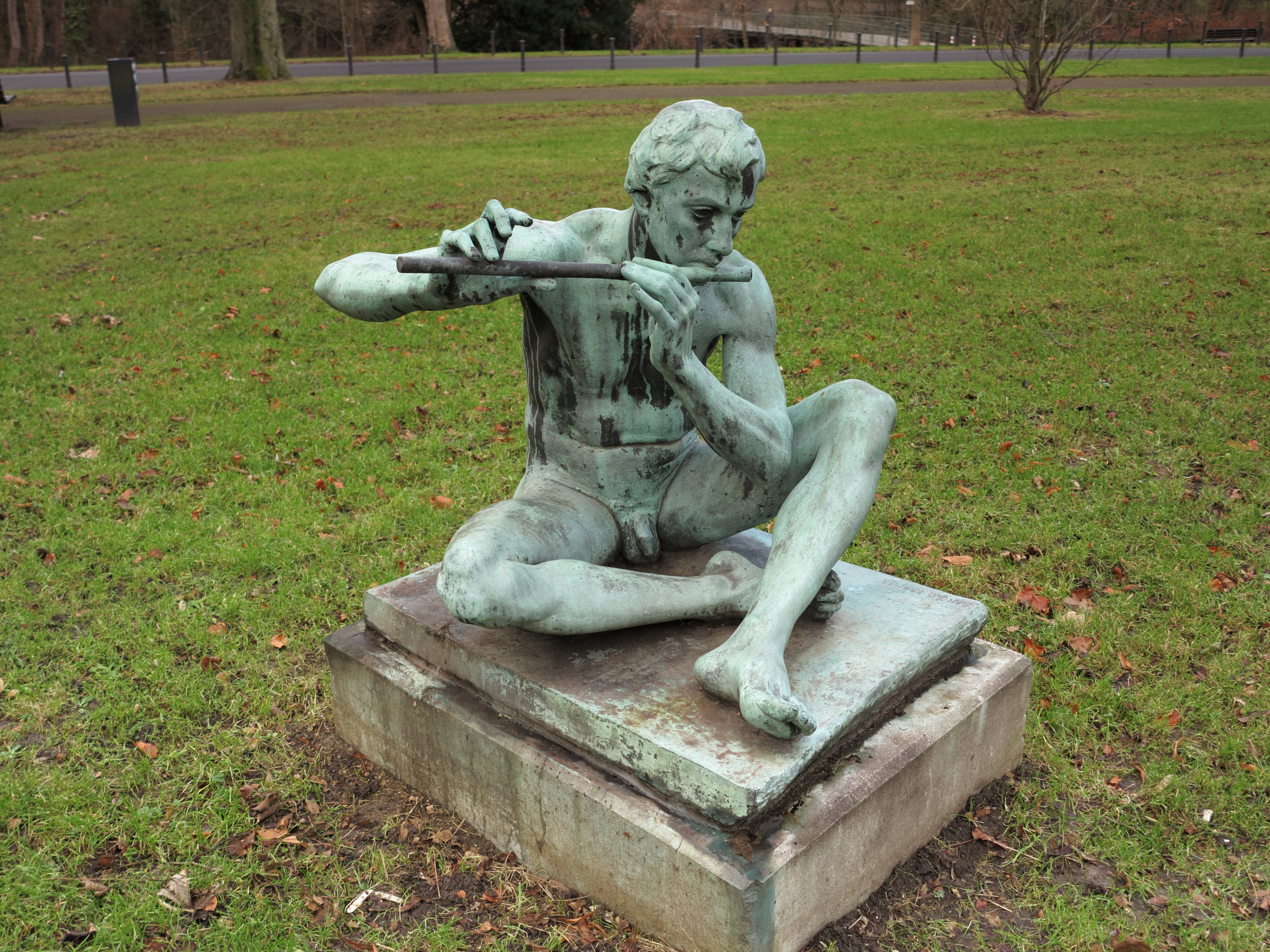
Flötenspieler

- Aufstellungsort: 1983 im Garten der Gerloffschen Villa; dann Städtischer Bauhof, seit 2013 auf einer Grünfläche des Hohetorwalls
- Besonderheiten: -
- Status: noch am selben Ort

### Denkmal für Prinz Albrecht
- Errichtet: 1911

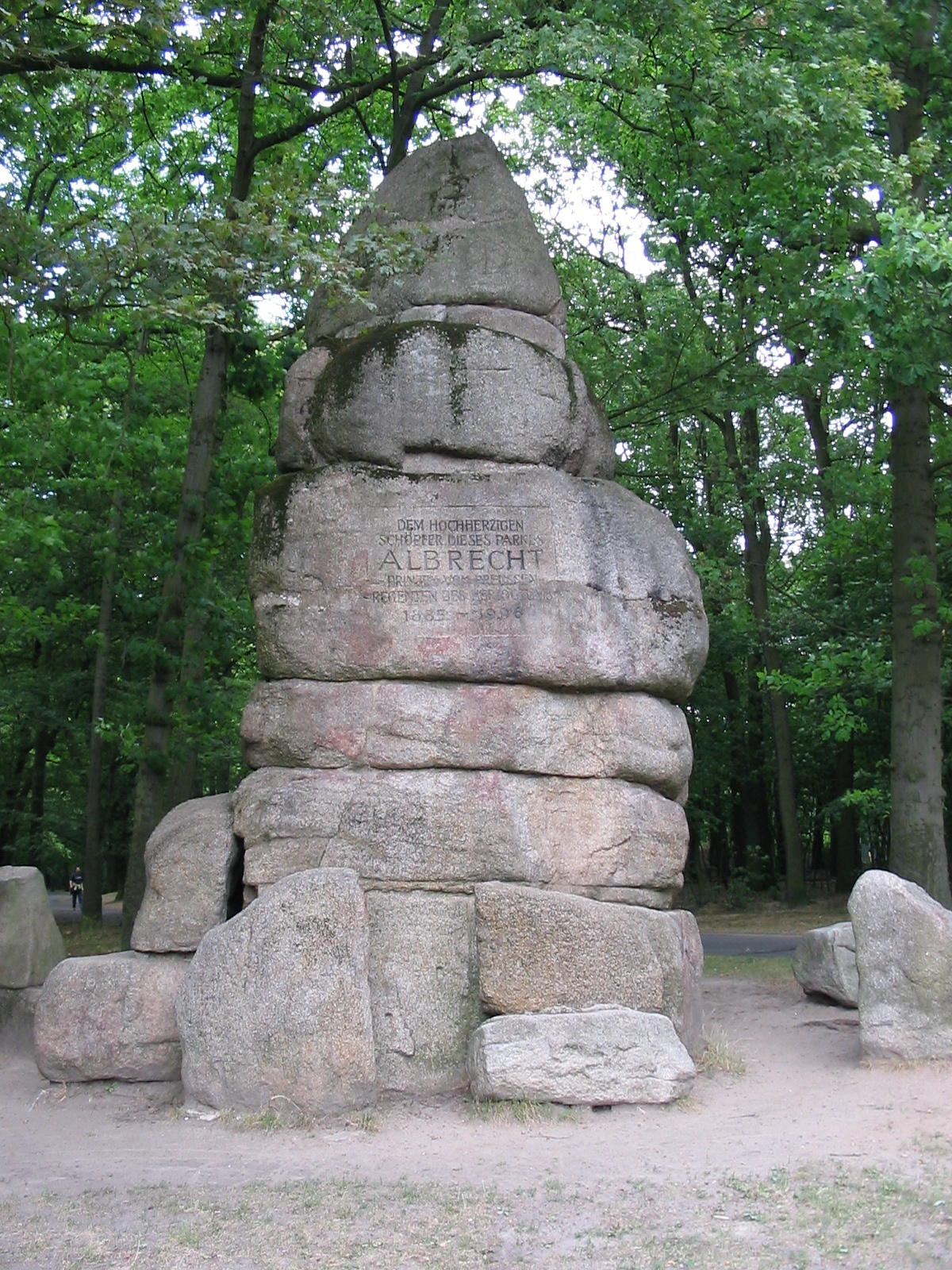
Denkmal für Prinz Albrecht

- Anlass: Ehrung des Braunschweiger Regenten Prinz Albrecht
- Entwurf:
- Ausführung:
- Material: Felsblöcke aus dem Harz
- Aufstellungsort: Prinz-Albrecht-Park
- Besonderheiten: 1981 wurde eine Brunnenanlage ergänzt.
- Status: noch am selben Ort

### „Heinrich der Löwe in Eisen“
- Errichtet: 5. Dezember 1915

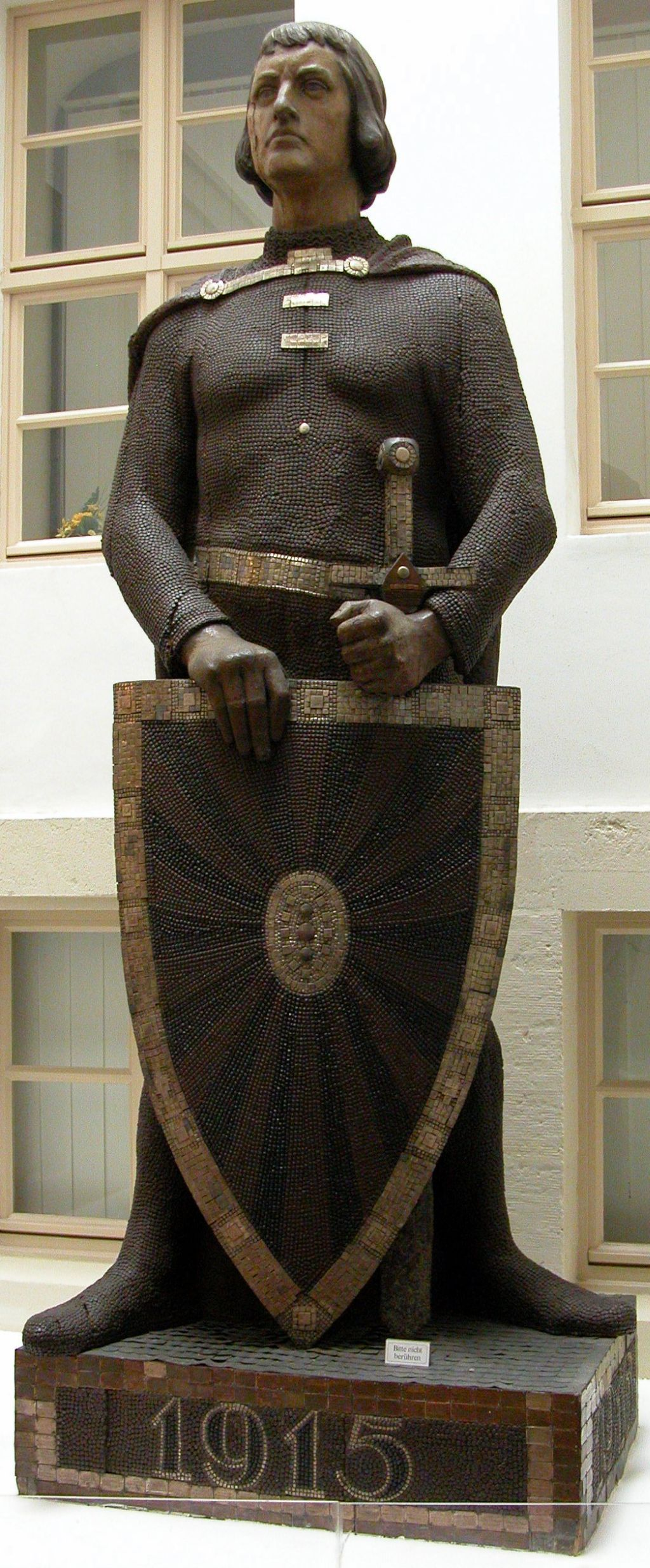
Heinrich der Löwe in Eisen

- Anlass: Sammlung von Spenden während des Ersten Weltkrieges
- Entwurf: Arnold Kramer
- Ausführung: Wilhelm Lüddeckens und Hans Bethmann
- Material: afrikanisches Weißholz
- Aufstellungsort: ursprünglich vor dem Braunschweiger Schloss
- Besonderheiten: -
- Status: seit Ende des Ersten Weltkrieges im Braunschweigischen Landesmuseum aufgestellt

### Gedenkstein für die Gefallenen des Ersten und Zweiten Weltkrieges der St. Martini-Gemeinde
- Errichtet: nach 1917

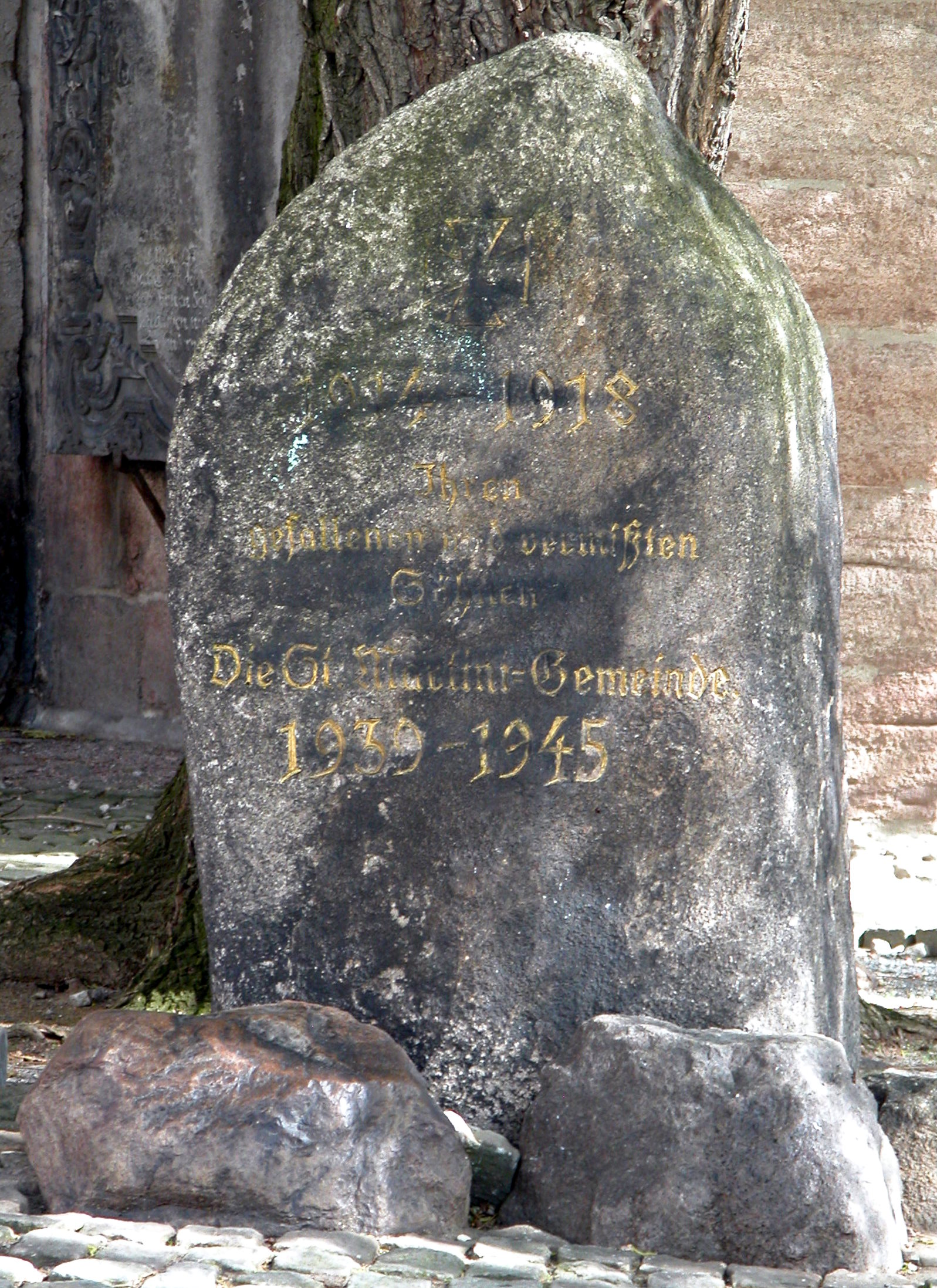
Gedenkstein der St. Martini-Gemeinde

- Anlass: Gedenken an die im Ersten Weltkrieg (1914–1918) und im Zweiten Weltkrieg (1939–1945) Gefallenen der Martini-Gemeinde.
- Entwurf: unbekannt
- Ausführung: unbekannt
- Material: Stein
- Aufstellungsort: Südwestseite der Martinikirche.
- Besonderheiten: Aufschrift: „(Abbildung eines Eisernen Kreuzes) / 1914–1918 / Ihren gefallenen und vermißten Söhnen / Die St. Martini-Gemeinde / 1939–1945“
- Status: noch am selben Ort

### Kolonialdenkmal
- Errichtet: 14. Juni 1925

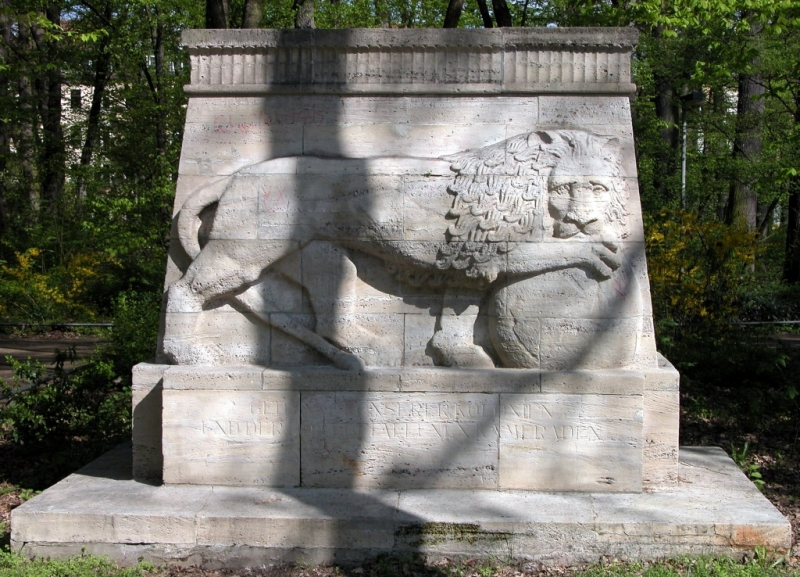
Kolonialdenkmal

- Anlass: Gedenken an die durch den Ersten Weltkrieg verlorenen deutschen Kolonien sowie an die dort gefallenen deutschen Soldaten
- Entwurf: Herman Flesche
- Ausführung: Jakob Hofmann
- Material: Stein
- Aufstellungsort: Stadtpark (52° 16′ 11″ N, 10° 32′ 48″ O)
- Besonderheiten: Spendenaufruf durch den „Verein ehemaliger Ostasiaten und Afrikaner“.
- Status: Ursprünglicher Aufstellungsort am Ende der Jasperallee; mit dem Straßendurchbruch durch den Stadtpark in den 1930er Jahren Versetzen des Denkmals an den heutigen Ort; soweit noch am selben Ort

### Gedenksäule für das Reserve Infanterie-Regiment 273
- Errichtet: 1925[3]

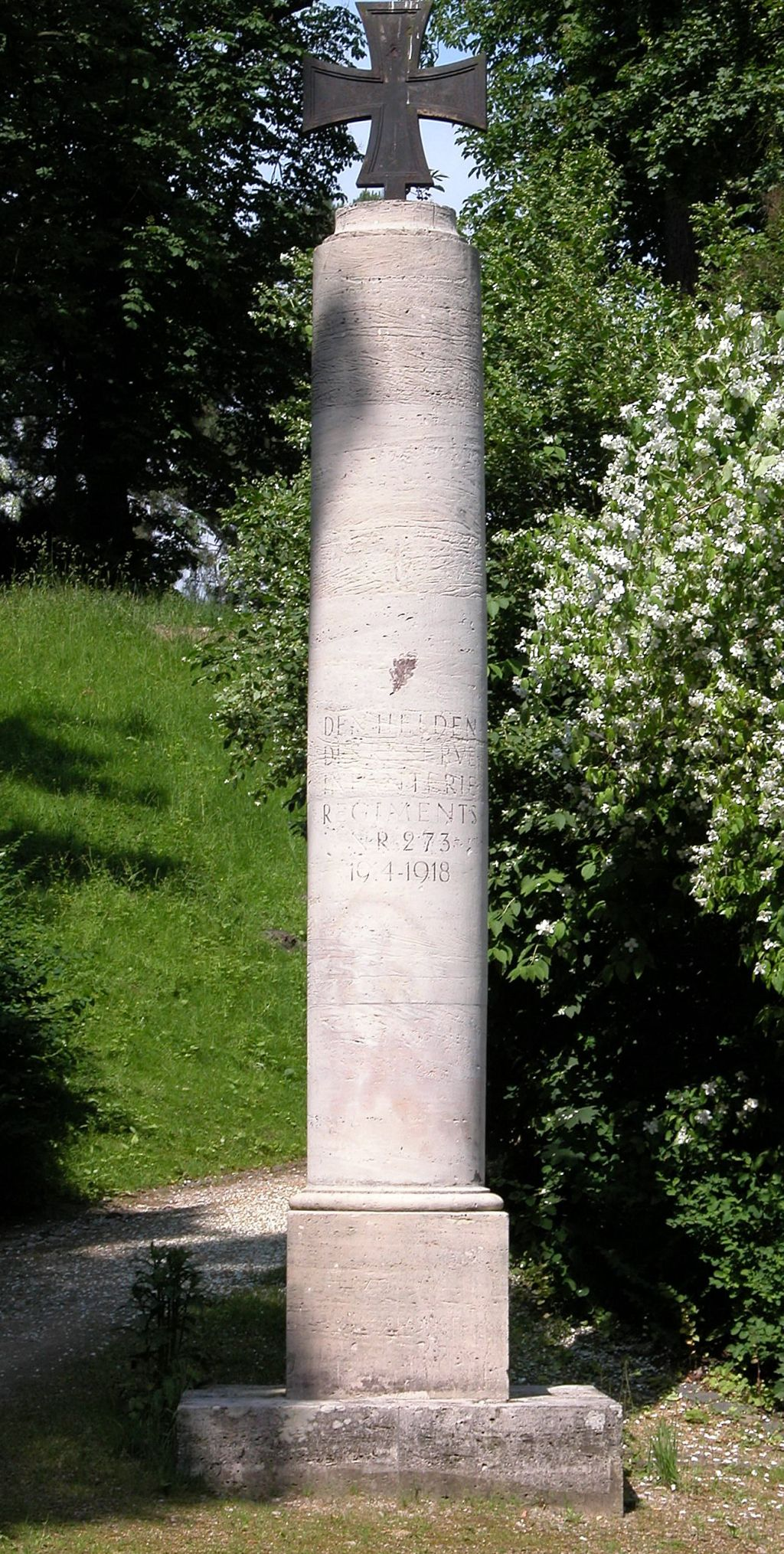
Res. Inf.-Rgt 273

- Anlass: Gedenken der Gefallenen des Ersten Weltkrieges
- Entwurf: unbekannt
- Ausführung: unbekannt
- Material: Stein (Säule und Sockel) und Metall (Eisernes Kreuz)
- Aufstellungsort: Ostseite des Gaußberges
- Besonderheiten: Auf der Säule befindet sich unter einem Eichenblatt die Inschrift „Den Helden des Reserve Infanterie-Regiments 273 – 1914–1918“. Auf den vier Seiten des Sockels befinden sich (kaum noch leserlich) folgende Orte, an denen das Regiment eingesetzt war: Bussiares, Bzowica (Galizien), Chemin des Dames, Gricourt, Jaroslawice (letzte Reiterschlacht der Weltgeschichte), Novon (? unleserlich), Sereth (Bukowina), Verdun, Zbricz (? unleserlich), Złota Góra (Polen)
- Status: noch am selben Ort

### Kämpfende Hirsche
- Errichtet: 1930er-Jahre
- Anlass:
- Entwurf: H. Darsow

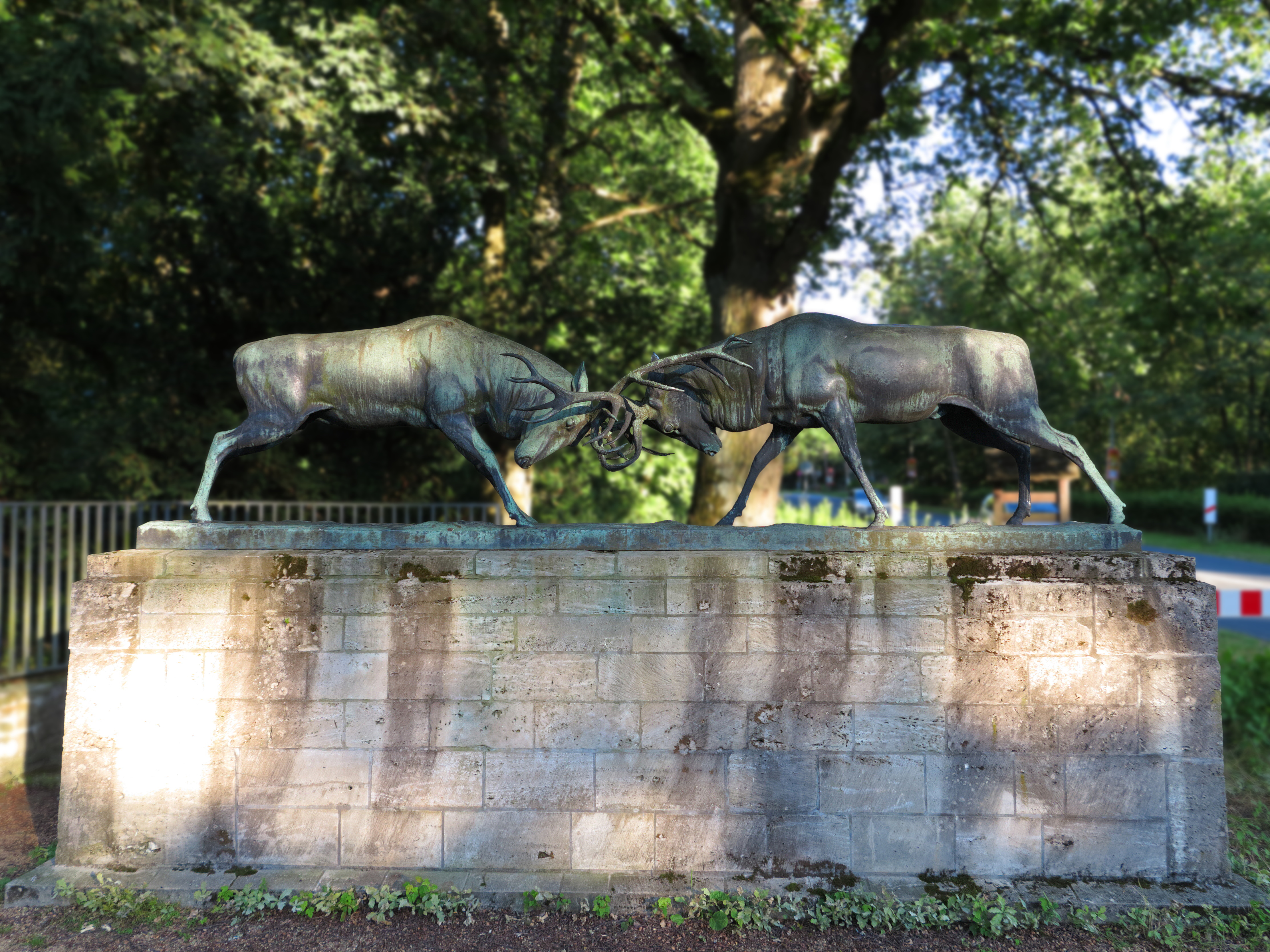
Kämpfende Hirsche, Ebertallee Riddagshausen

- Ausführung: Martin u. Piltzing, Berlin
- Material: Metall
- Aufstellungsort: Eingang zum ehemaligen Reichsjägerhof „Hermann Göring“ (52° 15′ 45″ N, 10° 35′ 12″ O)
- Besonderheiten: -
- Status: noch am selben Ort

### Mutter & Kind
- Errichtet: 1937
- Anlass:

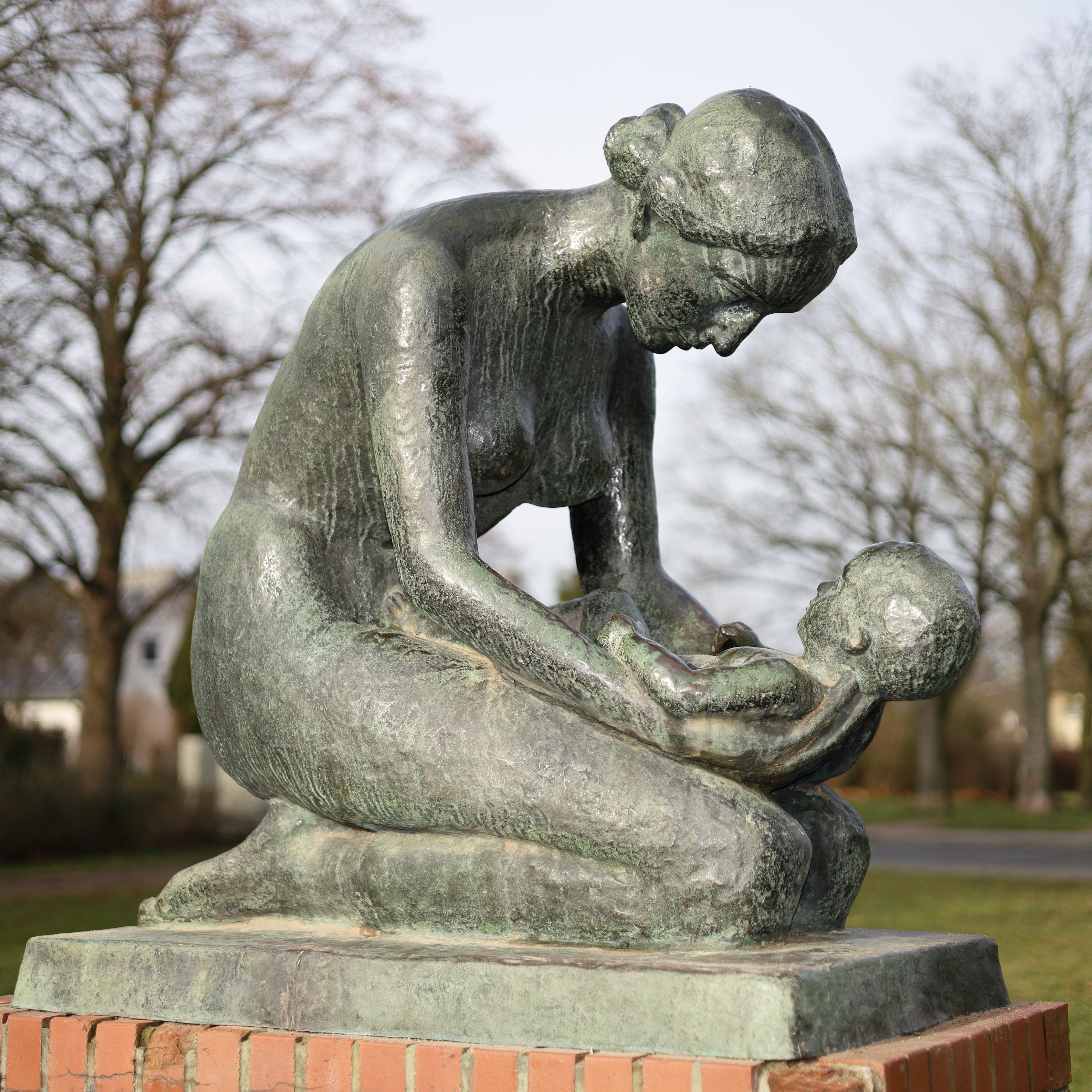
Mutter & Kind, Saarlouisstraße

- Entwurf: Gertrude Henninger (1889–1977)
- Ausführung: Erzgießerei Oswald Haberland, Hannover[4]
- Material: Bronze
- Aufstellungsort: Saarlouisstraße, Braunschweig-Lehndorf (52° 16′ 25″ N, 10° 28′ 22″ O)
- Besonderheiten: -
- Status: noch am selben Ort

### Besenmännchen

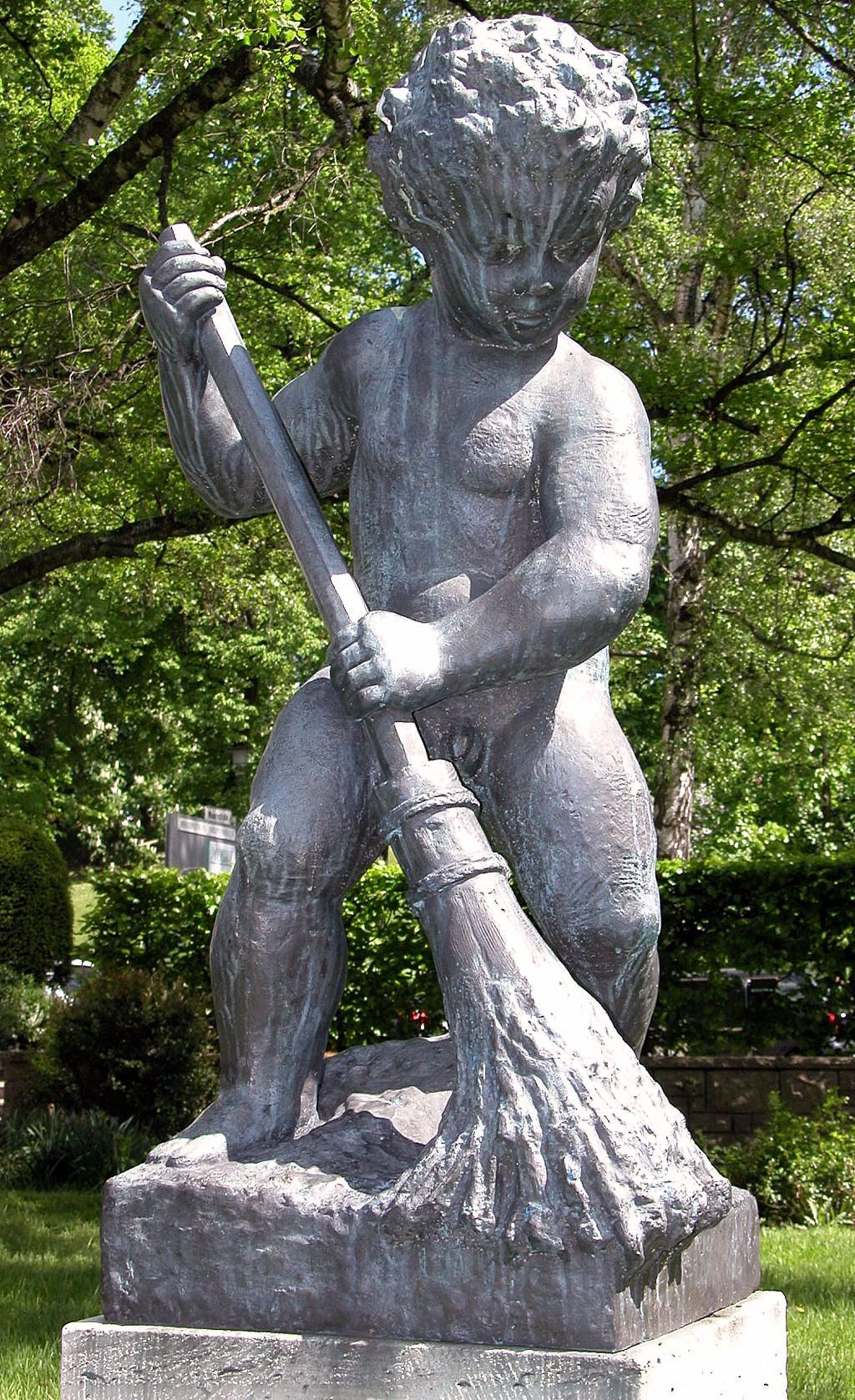
Besenmännchen

- Errichtet: 28. Juni 1939 bzw. 3. Juni 1987
- Anlass: Sanierung der Braunschweiger Neustadt 1933–1939 (Beendigung des 1. [und einzigen] Abschnitts)
- Entwurf: Jakob Hofmann
- Ausführung: Jakob Hofmann
- Material: Metall
- Aufstellungsort: ursprünglich auf dem Kinderspielplatz Weberstraße, Ecke Langestraße
- Besonderheiten: Das Original-Besenmännchen wurde während des Zweiten Weltkriegs eingelagert und nach Kriegsende in der Hugo-Luther-Straße aufgestellt, wo es 1953 wahrscheinlich von Schrott-Räubern entwendet wurde. 1954 wurde eine Kopie aus Stein vor dem Gebäude der Braunschweiger Baugenossenschaft in der Mauernstraße aufgestellt. Nach zahlreichen Beschädigungen wurde am 3. Juni 1987 anlässlich des hundertjährigen Bestehens der Baugenossenschaft erneut eine Bronzefigur gegossen.
- Status: das neue Besenmännchen steht wieder in der Mauernstraße

### Große Kniende
- Errichtet: 1944
- Anlass:
- Entwurf: Ludwig Kasper
- Ausführung:
- Material: Bronze
- Aufstellungsort: Inselwallpark

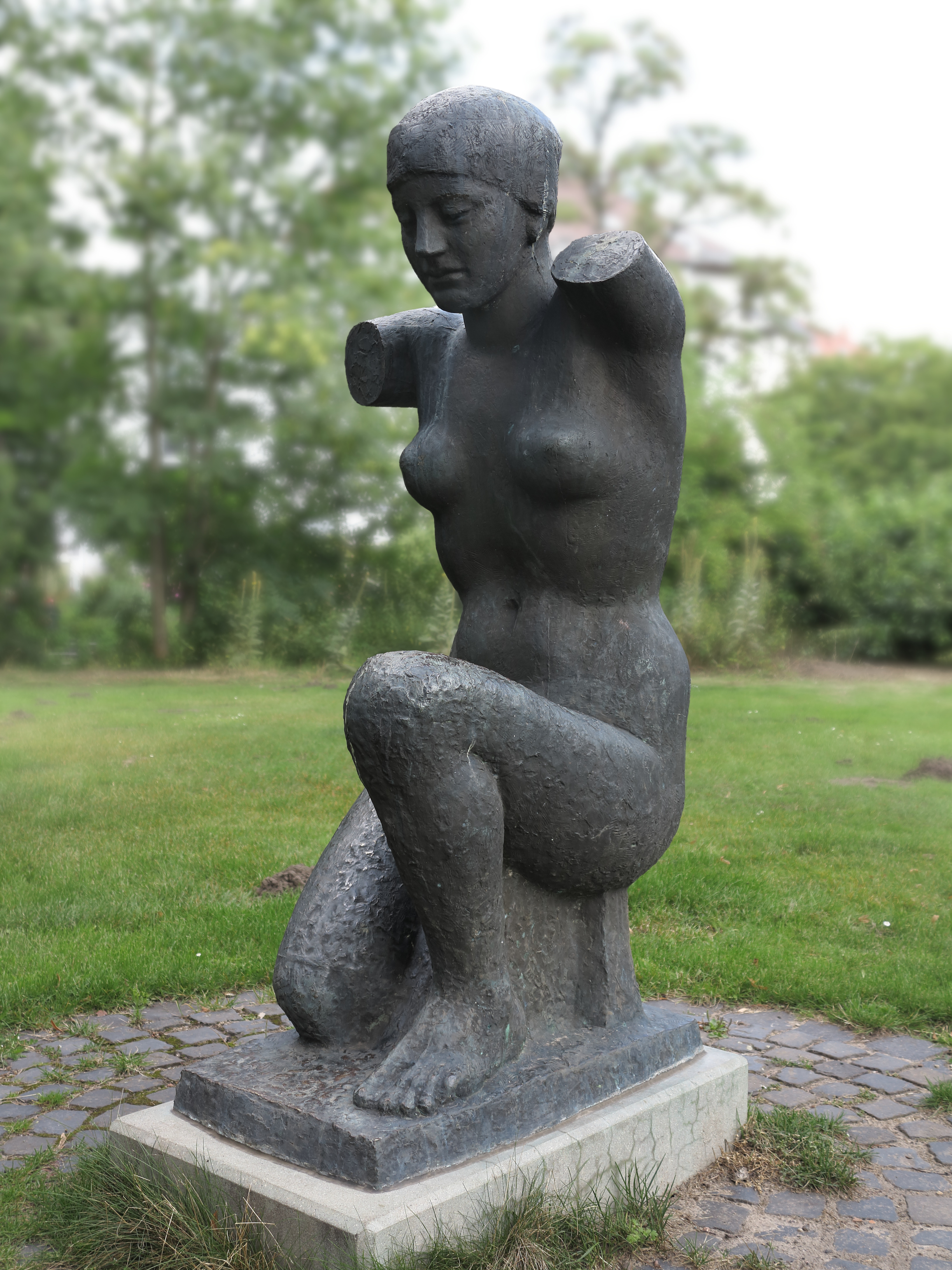
Große Kniende

- Besonderheiten: Es existieren weitere Abgüsse dieser Skulptur.
- Status: noch am selben Ort

### Fischmännchen
- Errichtet: 1949 bzw. 1978

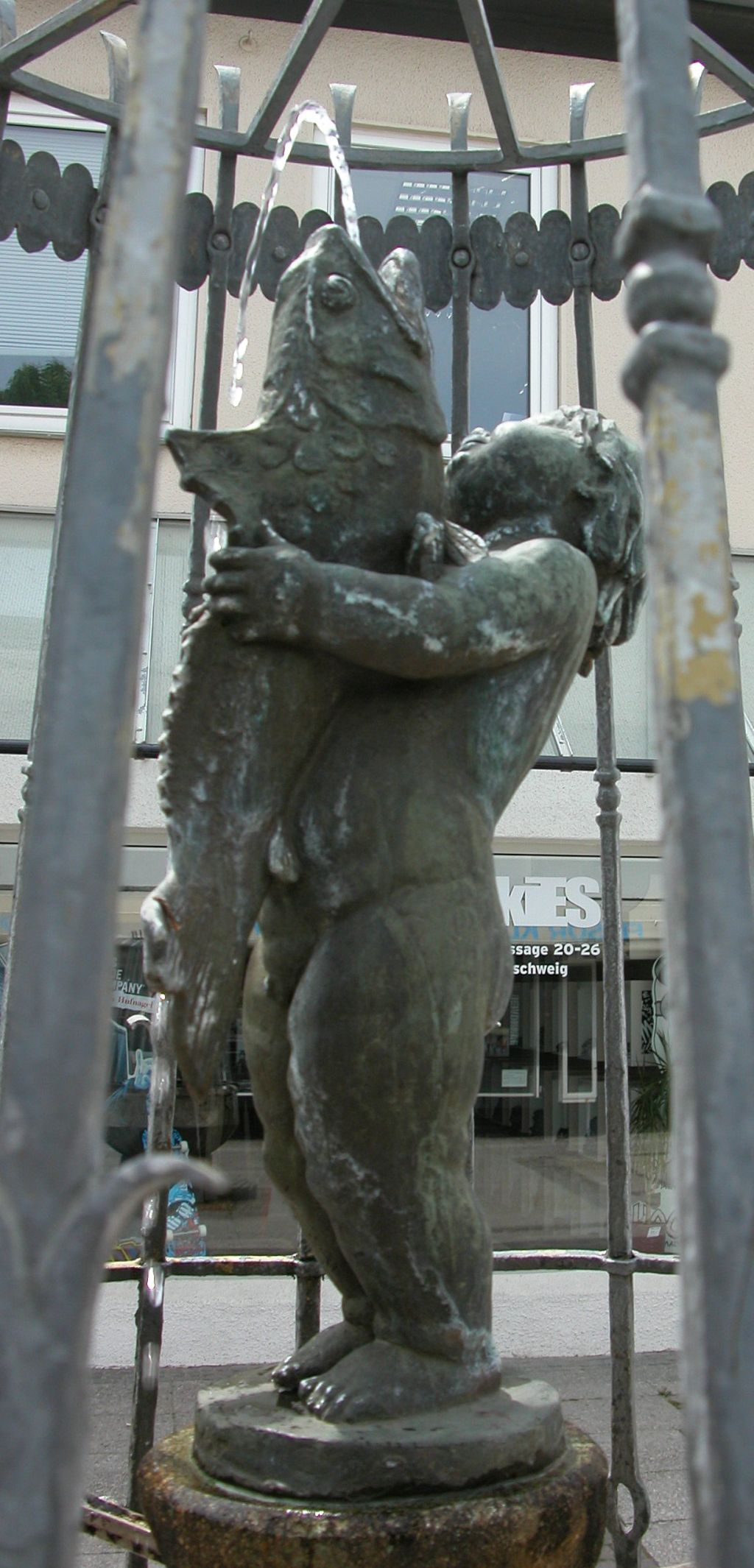
Fischmännchen

- Anlass: Fertigstellung der neuen Schlosspassage (Verbindung zwischen Bohlweg und Münzstraße)
- Entwurf: Grete Krämer-Zschäbitz (1904-)(Fischmännchen), Hochbauamt der Stadt Braunschweig (Brunnen mit Säule und Gitter)
- Ausführung:
- Material: Bronze
- Aufstellungsort: Platzartige Erweiterung in der Mitte der Schlosspassage (52° 15′ 47″ N, 10° 31′ 30″ O)
- Besonderheiten: Das Original-Fischmännchen wurde 1965 von Schrottdieben gestohlen, später in der Oker wiedergefunden und wieder am ursprünglichen Standort aufgestellt. 1976 wurde es erneut gestohlen und blieb unauffindbar. 1978 wurde eine neu gegossene Figur aufgestellt.
- Status: noch am selben Ort

### Büste von Heinrich Jasper
- Errichtet: 23. Dezember 1951
- Anlass: Ehrung Heinrich Jaspers
- Entwurf: Jakob Hofmann
- Ausführung: Jakob Hofmann
- Material: Stein (Elmkalk)

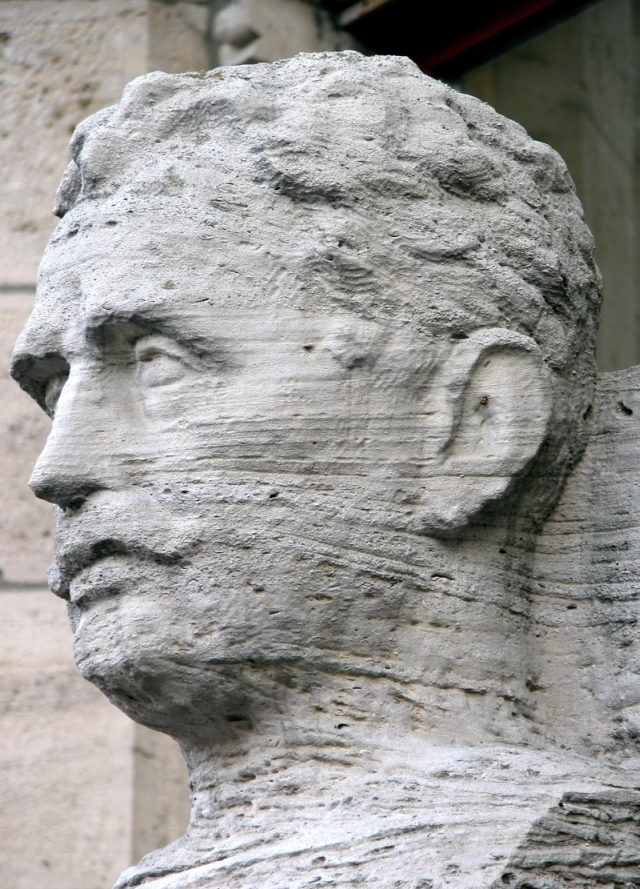
Jasper

- Aufstellungsort: zunächst auf der Ostseite des Gebäudes der Bezirksregierung (Bohlweg), seit 1998 auf der Westseite (Ruhfäutchenplatz).
- Besonderheiten: umgesetzt
- Status: noch am selben Ort

### Reliefportrait von Ernst Böhme

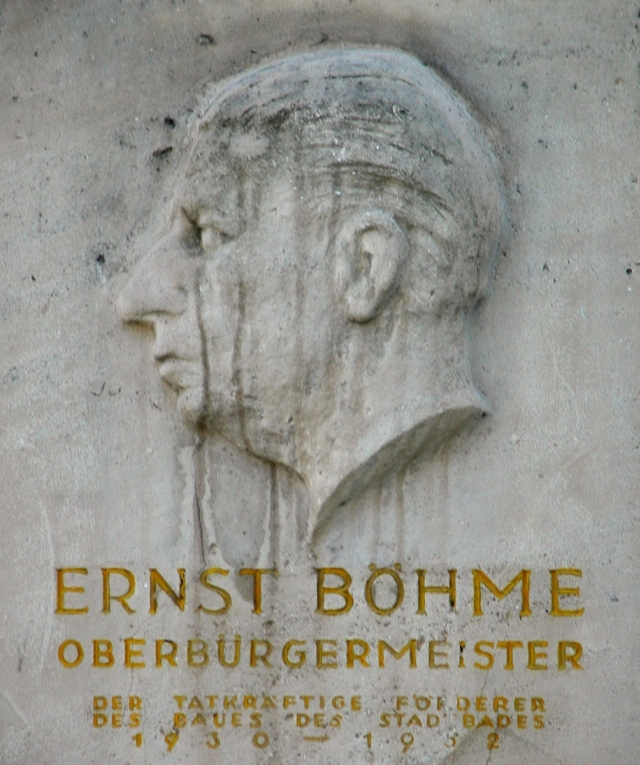
Ernst Böhme

- Errichtet: 1953/54
- Anlass: Ehrung Ernst Böhmes
- Entwurf: Jakob Hofmann
- Ausführung: Jakob Hofmann
- Material: Elmkalkstein
- Aufstellungsort: Am Stadtbad
- Besonderheiten: -
- Status: noch am selben Ort

### Kragenbär
- Errichtet: 19. Mai 1954
- Anlass: unbekannt

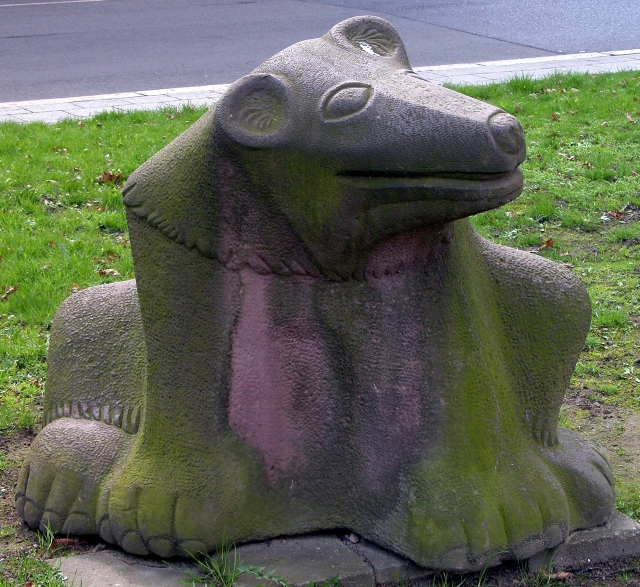
Kragenbär

- Entwurf: Anatol Buchholtz (* 1. Februar 1927 in Sensburg)
- Ausführung: Anatol Buchholtz ?
- Material: Sandstein aus dem Solling
- Aufstellungsort: Am Kreuzungspunkt Steintorwall, Magnitorwall, Leonhardstraße (52° 15′ 42″ N, 10° 31′ 57″ O)
- Besonderheiten: -
- Status: noch am selben Ort

### Brunnennixe
- Errichtet: 1955
- Anlass: unbekannt

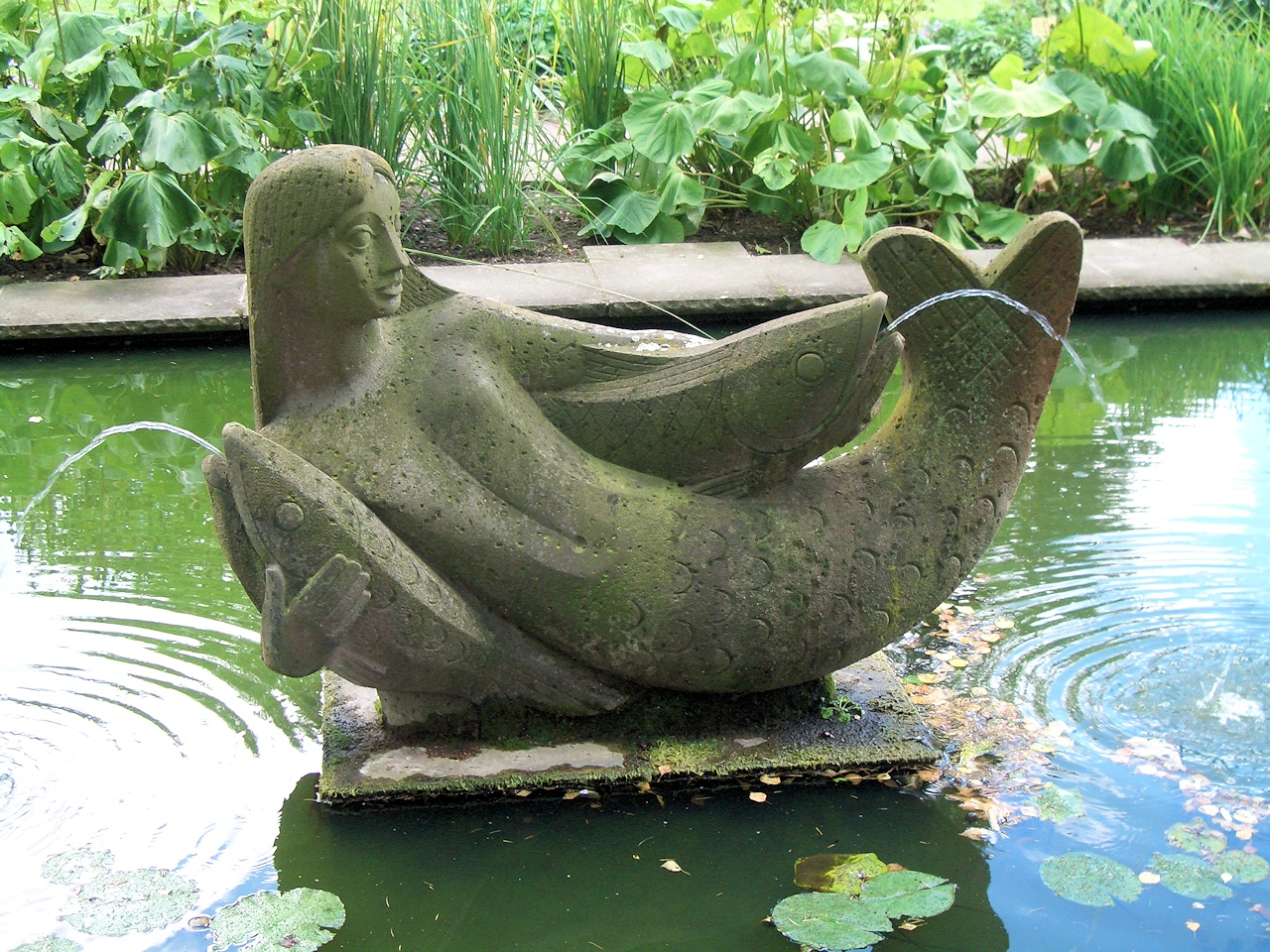
Brunnennixe

- Entwurf: Anny Funke-Schmidt (* 9. August 1904 in Kobrow; † 5. Juli 1967 in Braunschweig)
- Ausführung: Anny Funke-Schmidt
- Material: Buntsandstein
- Aufstellungsort: Schul- und Bürgergarten (52° 17′ 32″ N, 10° 31′ 54″ O)
- Besonderheiten: -
- Status: noch am selben Ort

### Die Trauernde
- Errichtet: 30. September 1955

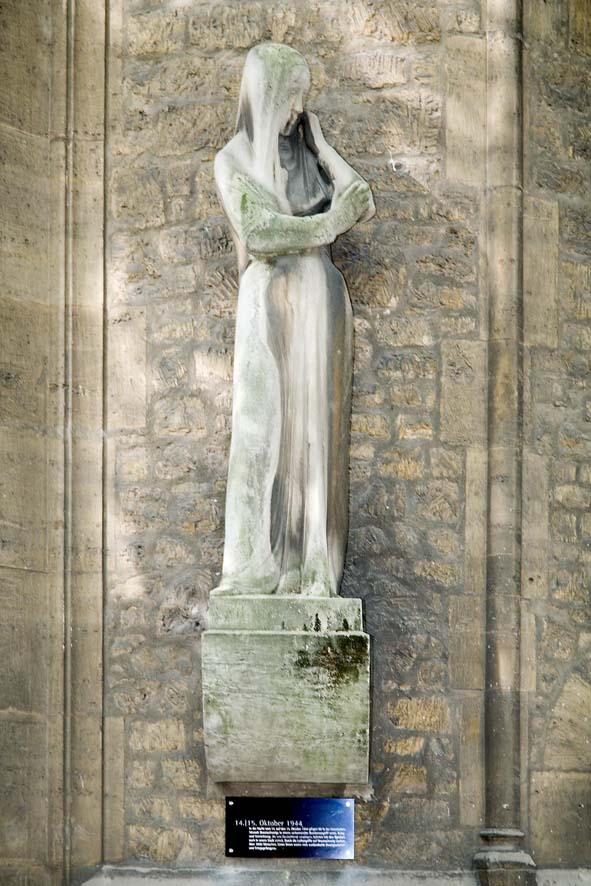
Die Trauernde

- Anlass: Zum Gedenken an den Bombenangriff auf Braunschweig am 15. Oktober 1944
- Entwurf: Karl Paul Egon Schiffers
- Ausführung: Karl Paul Egon Schiffers
- Material: Stein
- Aufstellungsort: Südostfassade des Braunschweiger Doms an der ehemaligen Sakristei, dem heutigen Chorsaal (52° 15′ 51″ N, 10° 31′ 27″ O)
- Besonderheiten: -
- Status: noch am selben Ort

### Justitia
- Errichtet: 1956

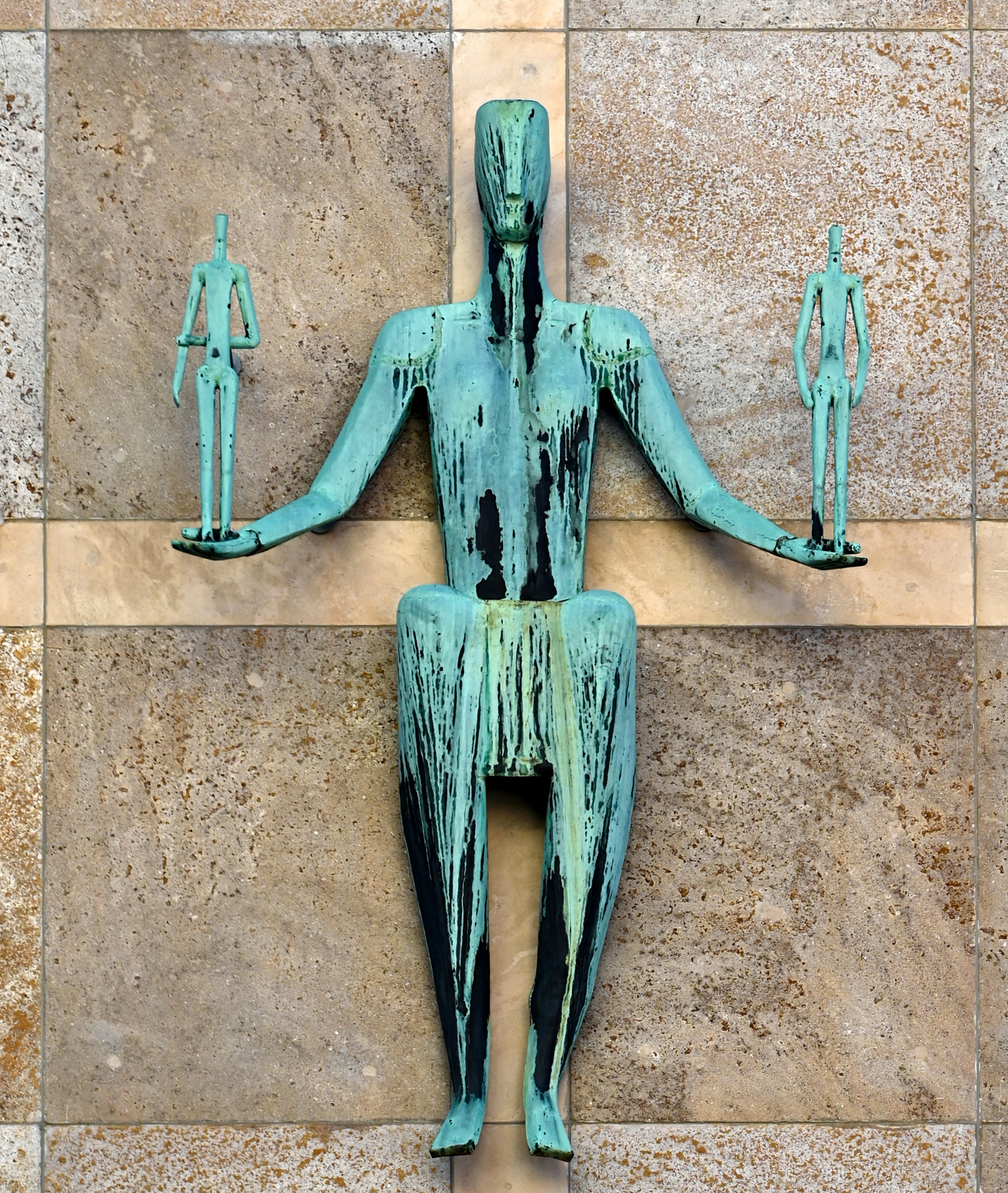
Justitia

- Anlass: Neubau der Staatsanwaltschaft Braunschweig
- Entwurf: Bodo Kampmann (* 1913; † 1978)
- Ausführung: Bodo Kampmann
- Material: getriebenes Kupfer
- Aufstellungsort: Gebäude der Staatsanwaltschaft
- Besonderheiten: wurde 2013 von der West- an die Nordfassade der Staatsanwaltschaft versetzt
- Status: am selben Gebäude

### Mahnmal für die Opfer von Rieseberg
- Errichtet: 4. Juli 1958

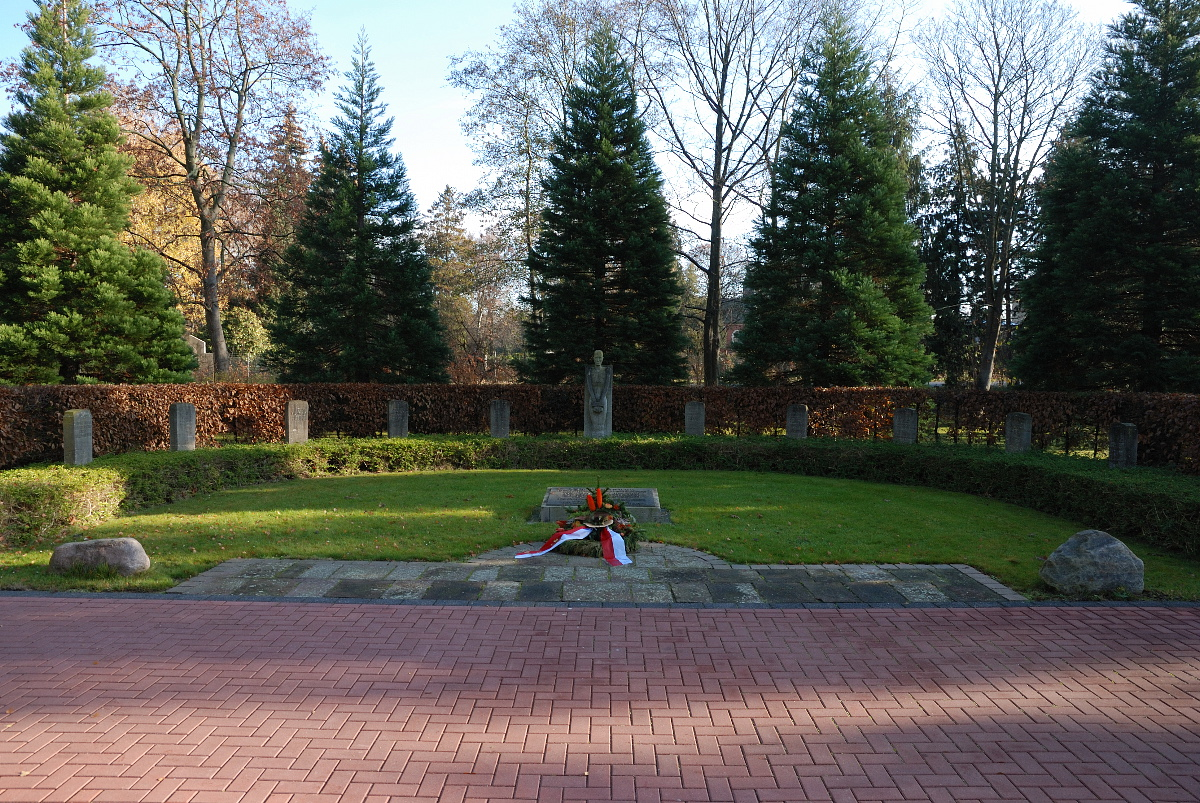
Denkmal für die Opfer der Rieseberg-Morde

- Anlass: Gedenken an die Opfer der Rieseberg-Morde 1933
- Entwurf:
- Ausführung:
- Material:
- Aufstellungsort: Hauptfriedhof Braunschweig
- Besonderheiten:
- Status: noch am selben Ort

### Der Rufer
- Errichtet: 14. Oktober 1958

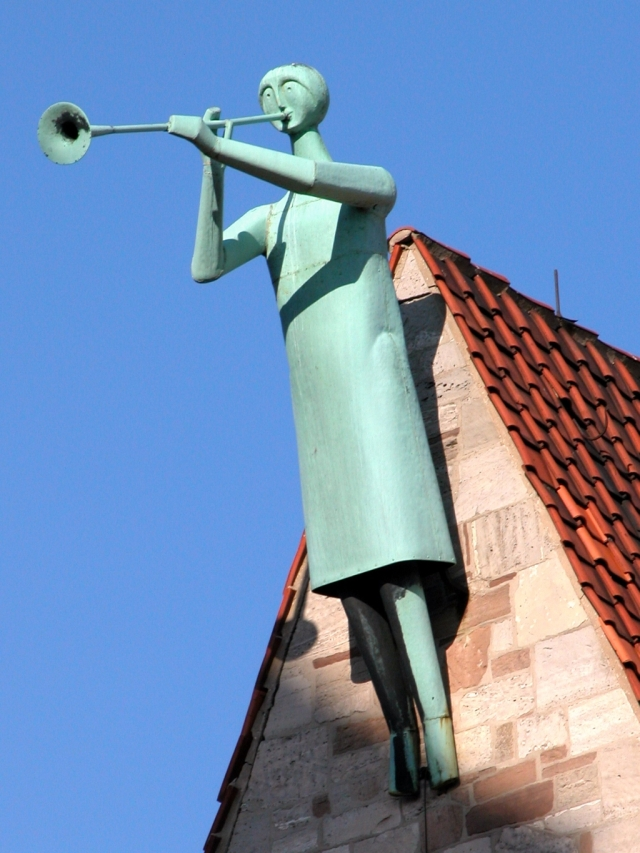
Der Rufer

- Anlass: Gedenken an die Zerstörung Braunschweigs im Zweiten Weltkrieg, insbesondere durch den Bombenangriff vom 15. Oktober 1944 auf Braunschweig (14. Jahrestag)
- Entwurf: Bodo Kampmann
- Ausführung: Bodo Kampmann
- Material: Kupfer
- Aufstellungsort: Westgiebel des Chores der Magni-Kirche (52° 15′ 45″ N, 10° 31′ 47″ O)
- Besonderheiten: -
- Status: noch am selben Ort

### Phoenix aus der Asche
- Errichtet: 1959

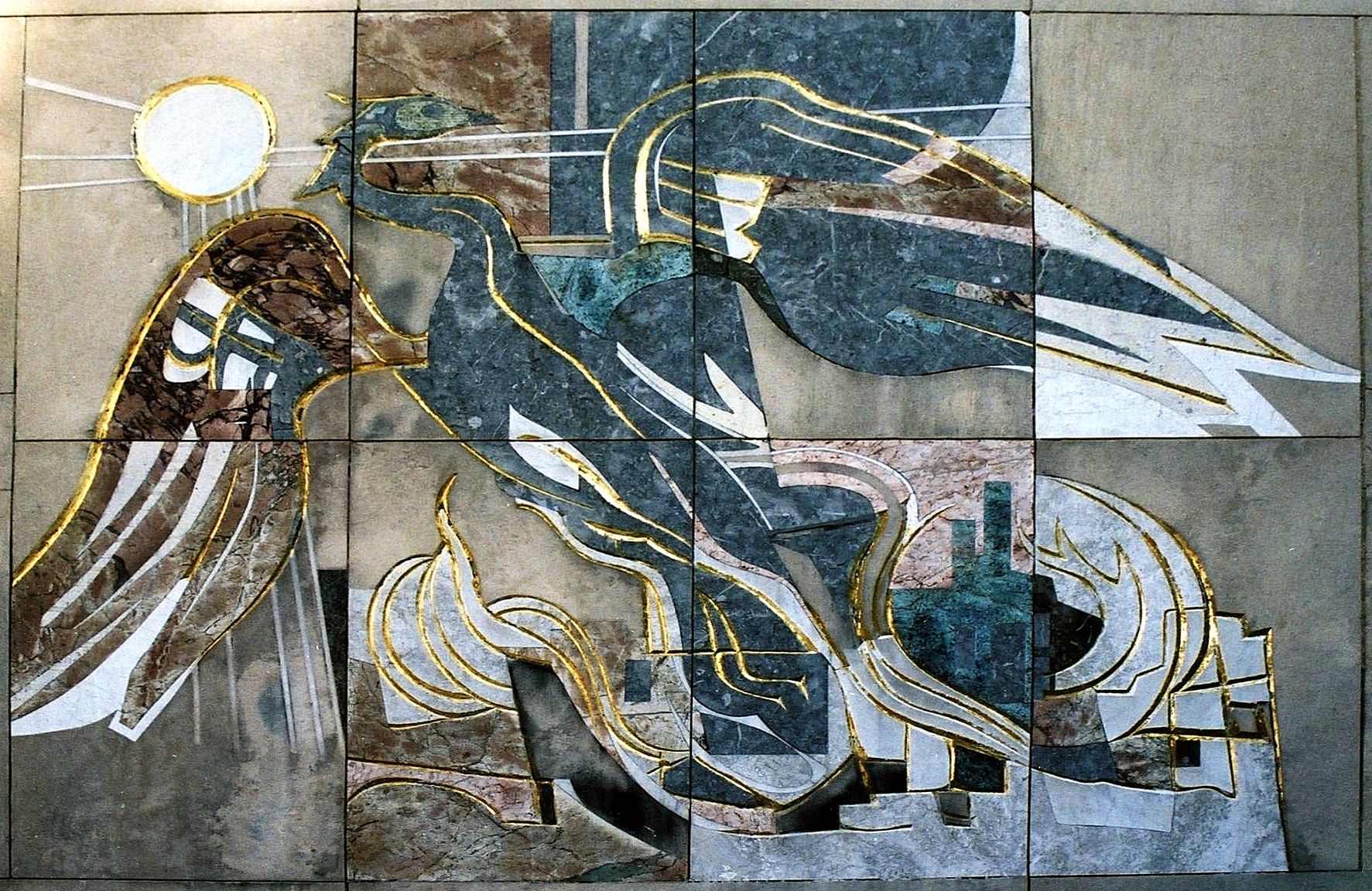
Phoenix aus der Asche

- Anlass: Gedenken an die Zerstörung Braunschweigs im Zweiten Weltkrieg und den Wiederaufbau der Stadt in der Nachkriegszeit.
- Entwurf: Karl-Heinz Meyer
- Ausführung: unbekannt
- Material: Fliesen
- Aufstellungsort: Rückwand des ehemaligen Verwaltungsgerichts Braunschweig hinter der Katharinen-Kirche.
- Besonderheiten: -
- Status: noch am selben Ort

### Der Mensch, eingebunden in Kommunikationssträngen
- Errichtet: 20. Dezember 1960
- Anlass:
- Entwurf: Karl Schubert
- Ausführung: Karl Schubert
- Material: Bronze

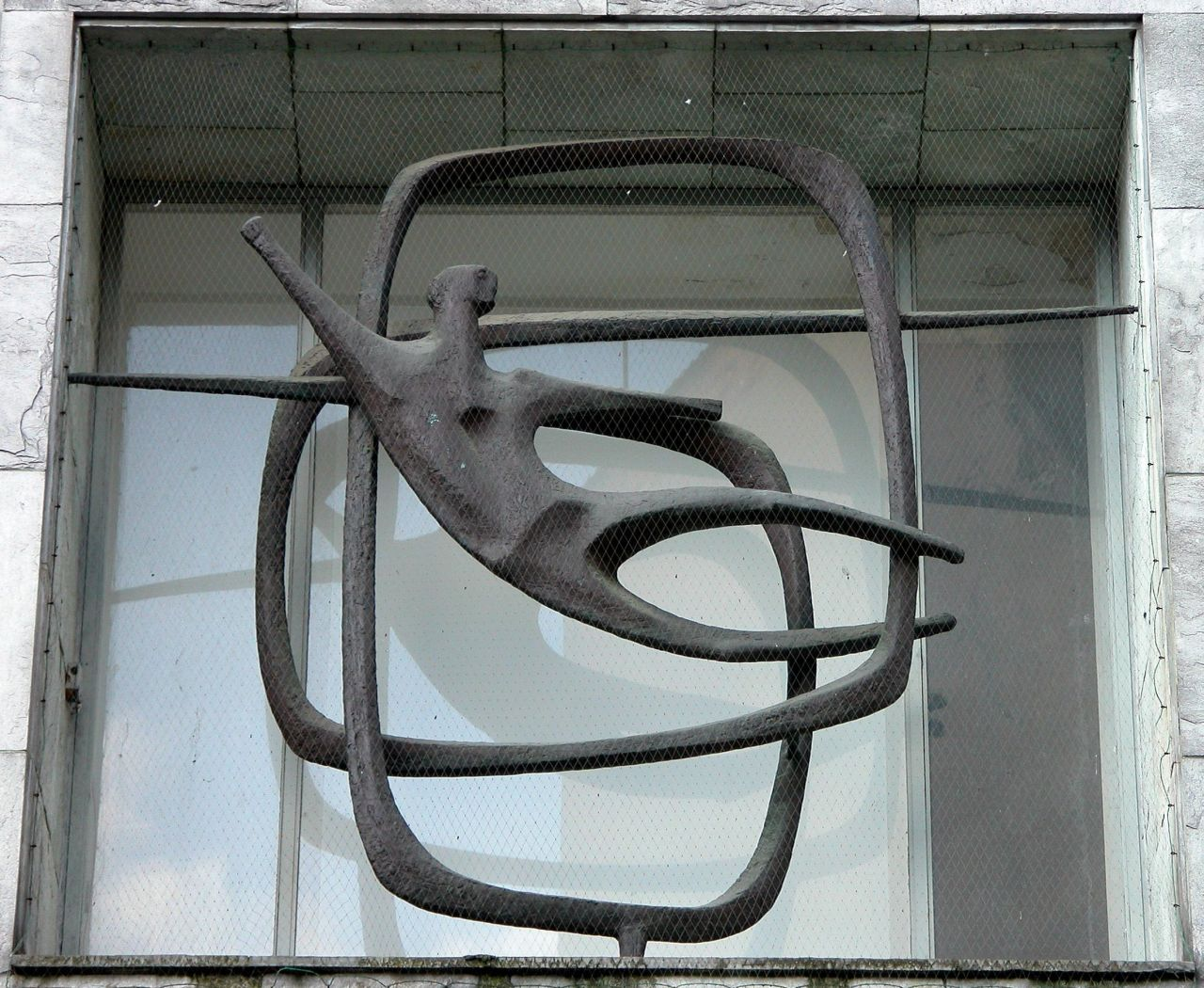
Der Mensch, eingebunden in Kommunikationssträngen

- Aufstellungsort: Ehemaliges Fernmeldeamt Kattreppeln
- Besonderheiten: Die Plastik stellt das Symbol des Fernmeldewesens dar
- Status: Bei Abrissarbeiten des ehemaligen Fernmeldeamtes im Dezember 2010 entfernt. Verbleib unbekannt.

### Reliefportrait von Franz Abt (1960)
- Errichtet: 1960
- Anlass: Ehrung Franz Abts
- Entwurf: Karl Paul Egon Schiffers

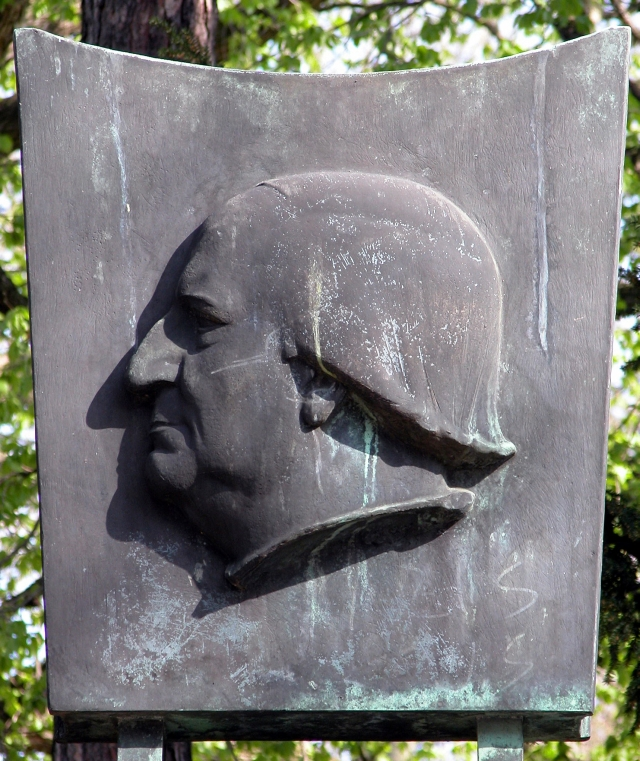
Franz Abt

- Ausführung: Karl Paul Egon Schiffers
- Material: Bronze
- Aufstellungsort: Südrand des Theaterparks, gegenüber dem Staatstheater
- Besonderheiten: ersetzte das Vorgänger-Denkmal
- Status: noch am selben Ort

### Mahnmal „Den Toten des Krieges, der Gewaltherrschaft, der Vertreibung“
- Errichtet: 18. November 1962

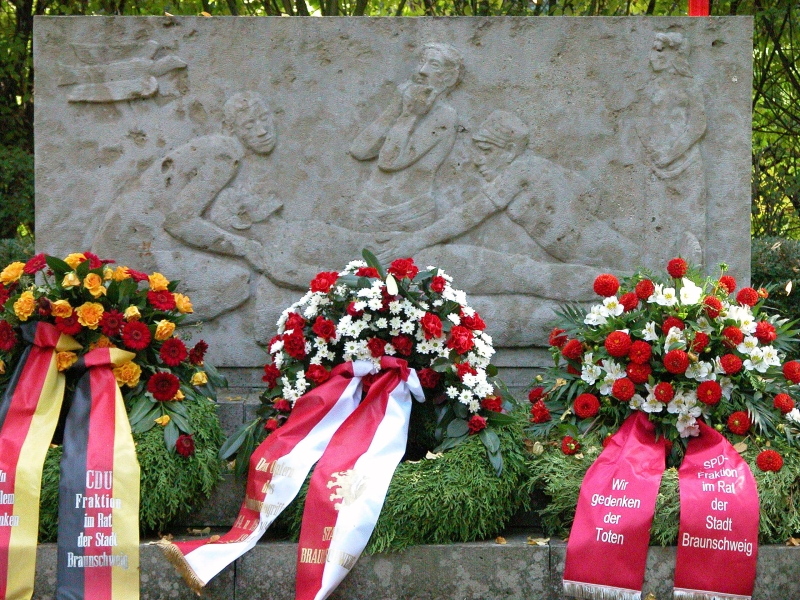
„Den Toten des Krieges, der Gewaltherrschaft, der Vertreibung“

- Anlass: Gedenken an die Opfer des Zweiten Weltkriegs
- Entwurf: Kurt Edzard
- Ausführung:
- Material: Stein
- Aufstellungsort: Städtischer Urnenfriedhof
- Besonderheiten: -
- Status: noch am selben Ort

### Große Säulenkaryatide Braunschweig
- Errichtet: 19. Dezember 1967
- Anlass:
- Entwurf: Professor Fritz Koenig
- Ausführung:
- Material: Bronze

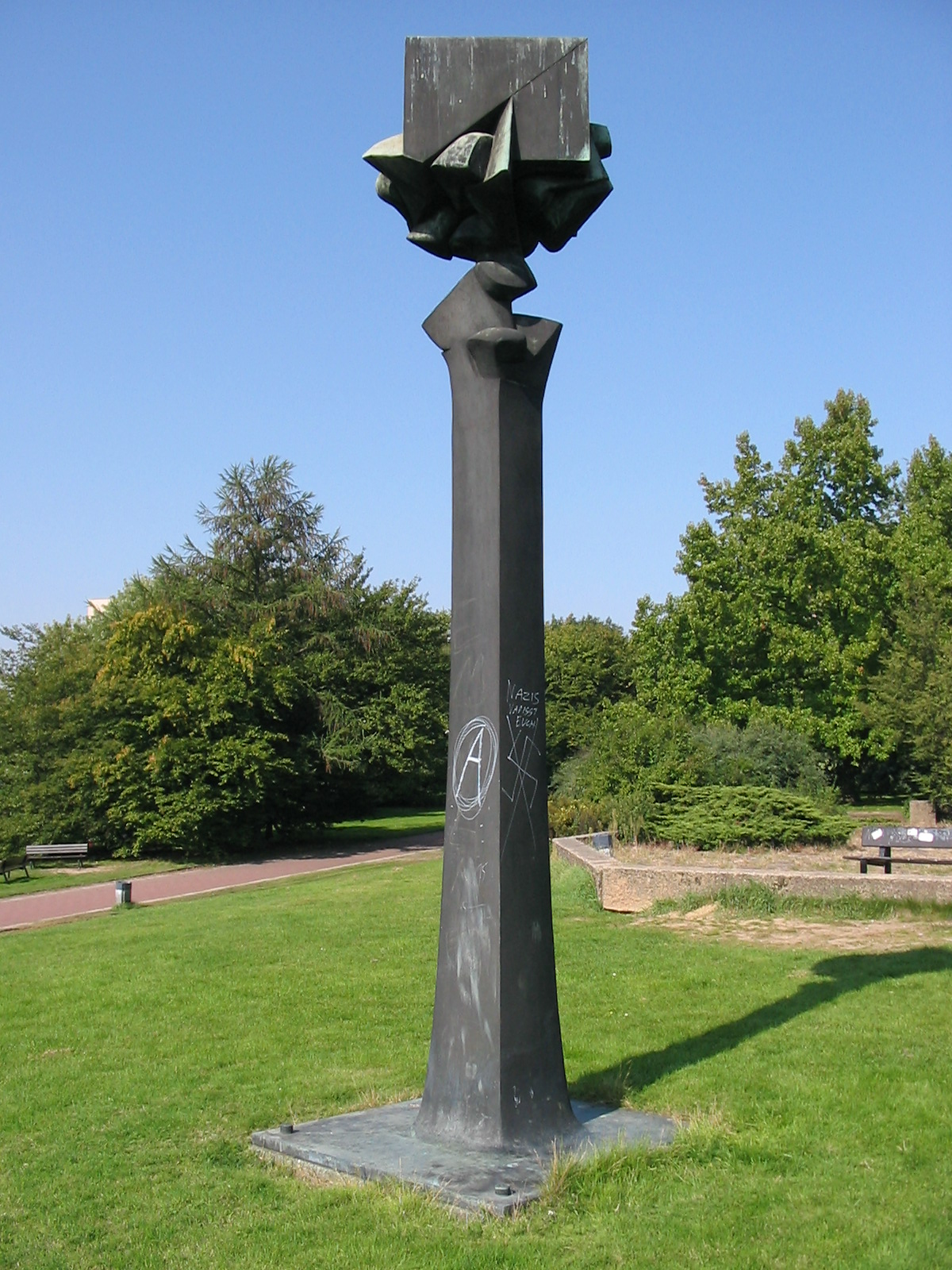
Säule im Viewegs Garten

- Aufstellungsort: Viewegs Garten (Park), am Berliner Platz (52° 15′ 16″ N, 10° 32′ 18″ O)
- Besonderheiten: -
- Status: noch am selben Ort

### Die Kauernde
- Errichtet: 20. Dezember 1967
- Anlass: ?
- Entwurf: Karl Paul Egon Schiffers

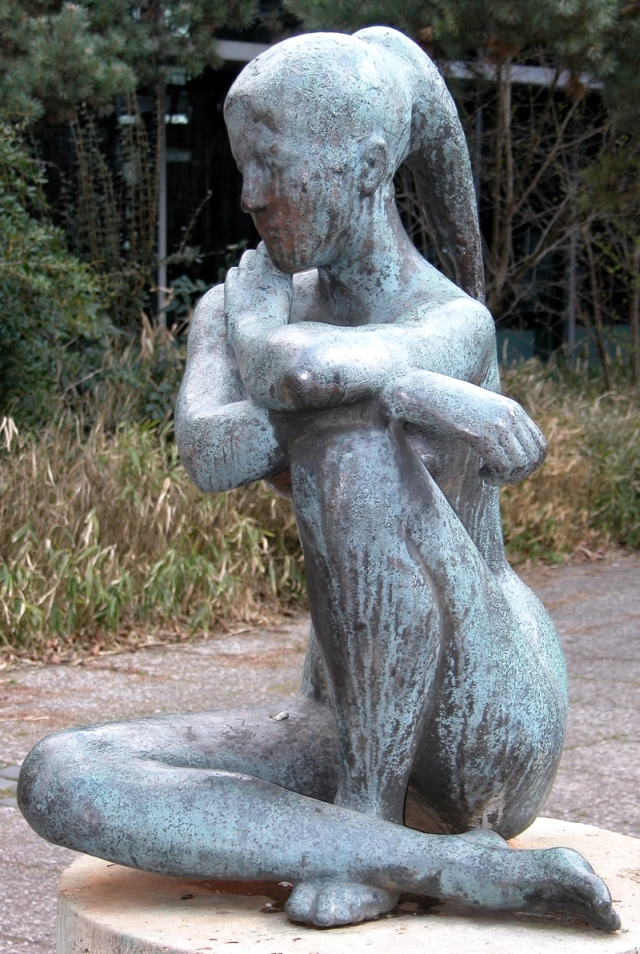
Die „Kauernde“

- Ausführung: Karl Paul Egon Schiffers ?
- Material: Bronze
- Aufstellungsort: Bartholomäustwete
- Besonderheiten: Die Plastik wurde Ende Oktober 2009 von ihrem ursprünglichen Aufstellungsort im kleinen Park auf der Westseite der ehemaligen Öffentlichen Bücherei an den neuen Aufstellungsort in der Bartholomäustwete, in unmittelbarer Nähe der Bartholomäuskapelle, versetzt.
- Status: noch am selben Ort

### Rehe
- Errichtet: 5. Juni 1968
- Anlass: unbekannt

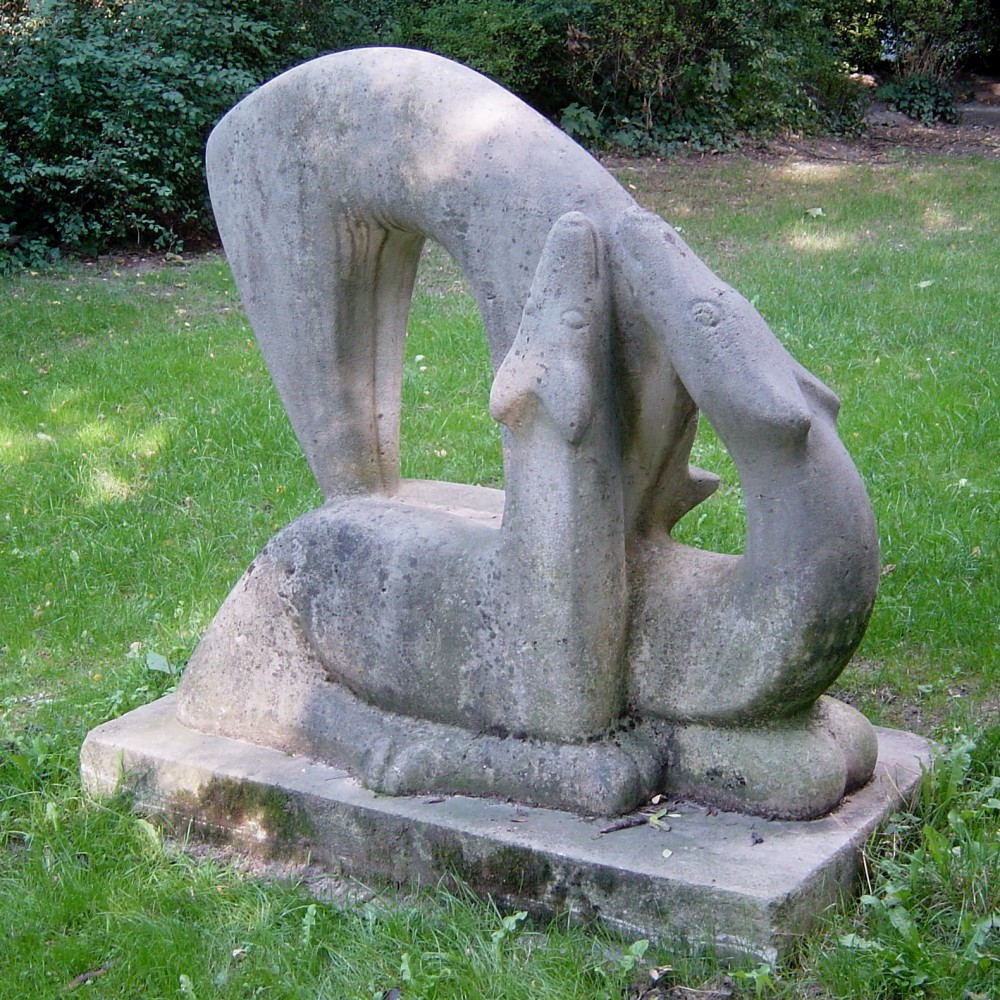
„Rehe“ von Anatol Buchholtz

- Entwurf: Anatol Buchholtz (* 1. Februar 1927 in Sensburg)
- Ausführung: Anatol Buchholtz ?
- Material: Stein
- Aufstellungsort: Rimpaus Garten
- Besonderheiten:
- Status: noch am selben Ort

### Reliefportrait von Wilhelm Bracke
- Errichtet: 1969
- Anlass: Ehrung Wilhelm Brackes

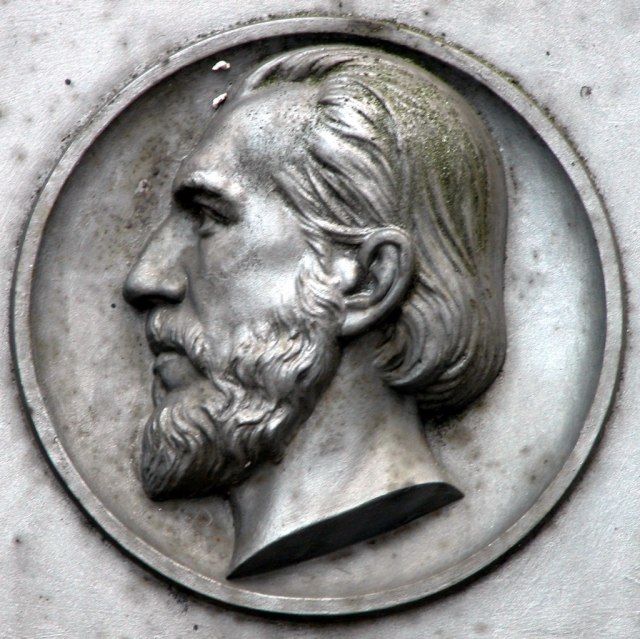
Wilhelm Bracke

- Entwurf: Bruno Skibbe (* 8. Juni 1906 in Berlin; † 21. Mai 1975 in Braunschweig)
- Ausführung: ?
- Material: Gusseisen
- Aufstellungsort: Das Denkmal befand sich ursprünglich in der Schützenstraße 17 und wurde 1973 an seinen jetzigen Standort versetzt, der Westseite der Brüdern-Kirche, wo es sich noch heute befindet. Der neue Standort befindet sich gegenüber Brackes Geburtshaus Hintern Brüdern 9, das allerdings im Zweiten Weltkrieg zerstört wurde.
- Besonderheiten: -
- Status: noch am neuen Ort

### Bugenhagen-Denkmal (1970)
- Errichtet: 1970

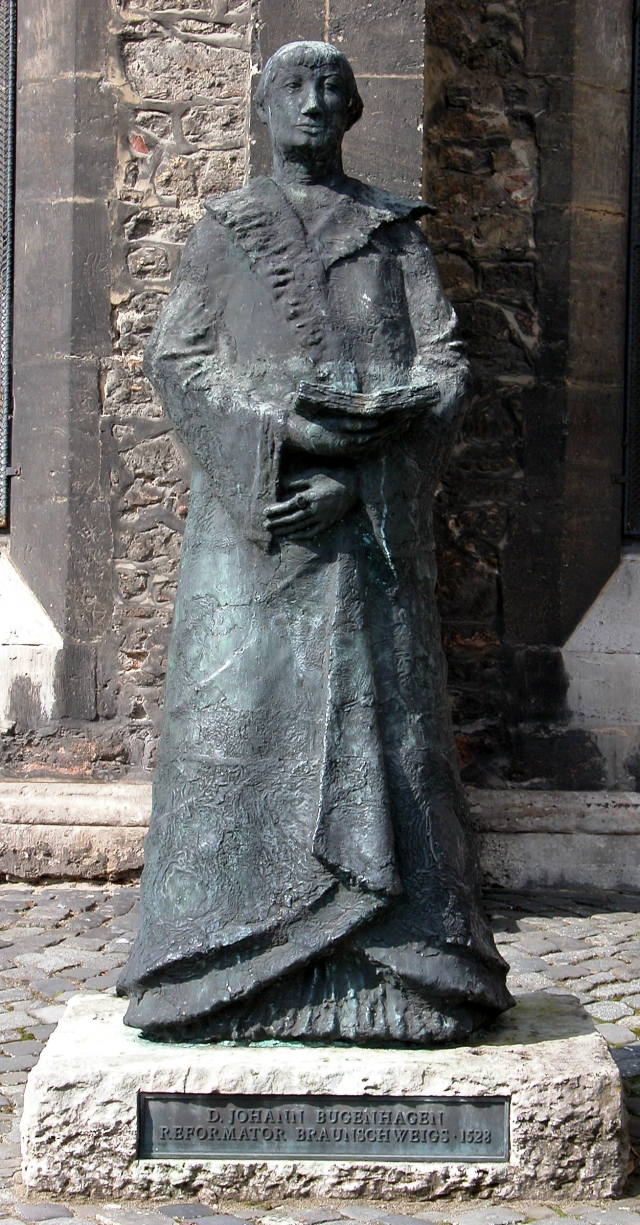
Bugenhagen

- Anlass: Ehrung des Reformators Johannes Bugenhagen
- Entwurf: Ursula Querner-Wallner
- Ausführung: 1968/69
- Material: Bronze
- Aufstellungsort: Ostseite der Brüdernkirche, neben dem Chor. (52° 15′ 55″ N, 10° 31′ 10″ O)
- Besonderheiten: -
- Status: noch am selben Ort

### Große Flora
- Errichtet: Juli 1970
- Anlass:
- Entwurf: Emil Cimiotti
- Ausführung:
- Material:

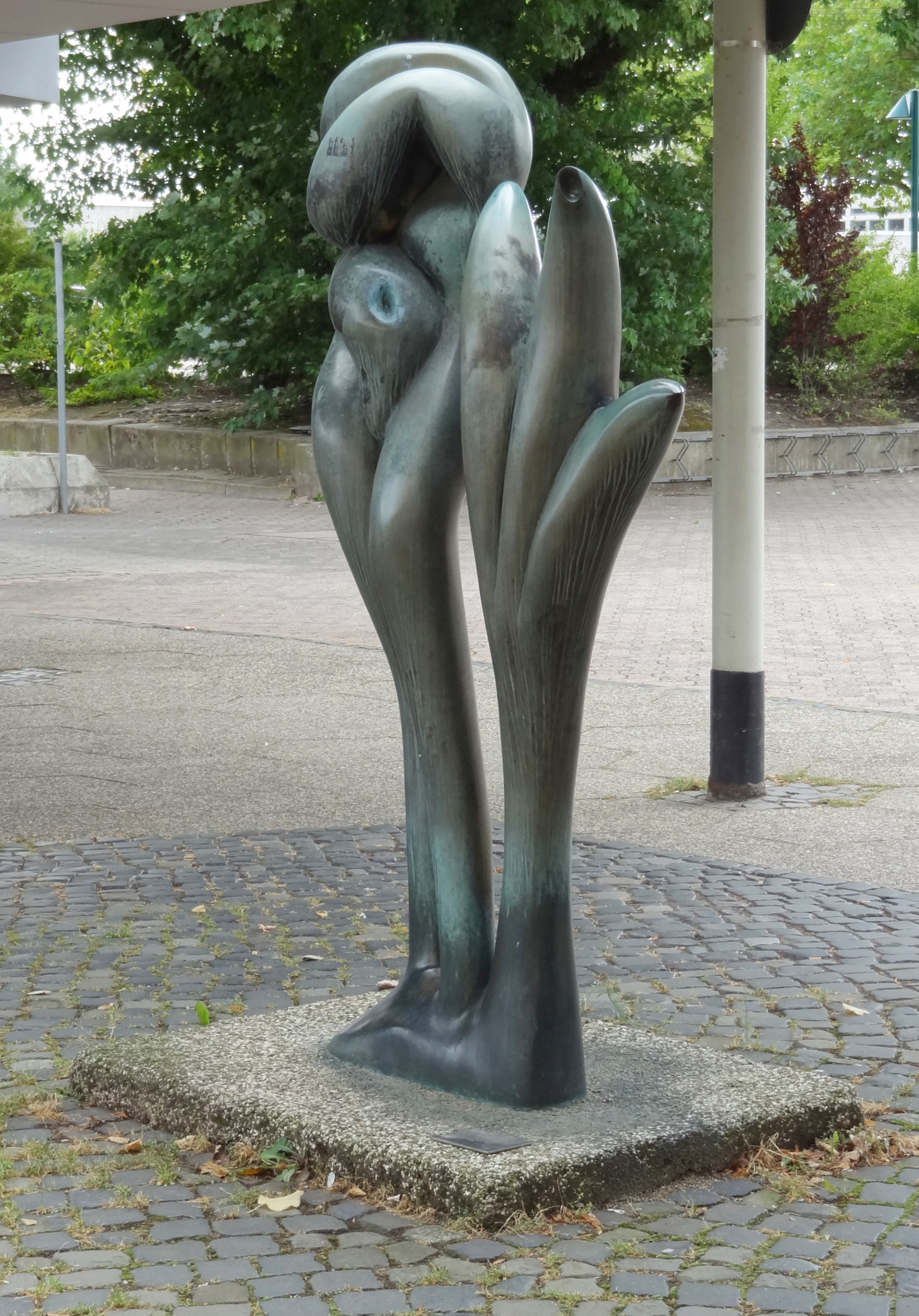
Große Flora

- Aufstellungsort: Erfurtplatz in Braunschweig-Heidberg
- Besonderheiten: Eine Tafel am Sockel trägt folgende Inschrift: „GROSSE FLORA – Emil Cimiotti – Juli 1970“ [sic]
- Status: noch am selben Ort

### Der Hahn auf der Petri-Kirche
- Errichtet: 8.–9. Oktober 1970

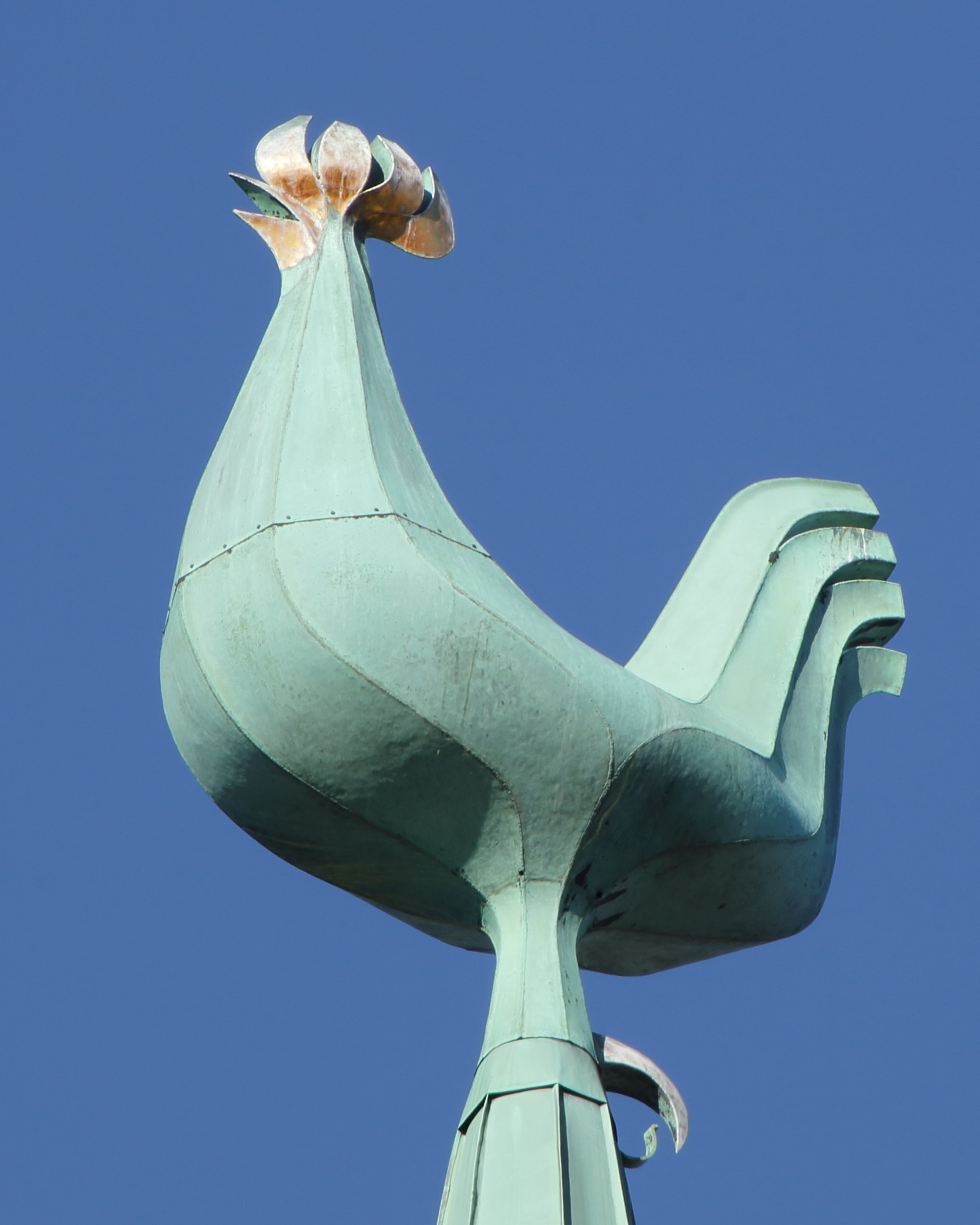
Petri-Kirche

- Anlass: Wiederaufbau der Kirche und Fertigstellung der Kirchturmspitze
- Entwurf: Bodo Kampmann (* 1913; † 1978)
- Ausführung: Bodo Kampmann
- Material: Kupfer
- Aufstellungsort: Turmspitze der Petri-Kirche
- Besonderheiten: -
- Status: noch am selben Ort

### Oktaeder-Kubus
- Errichtet: 1971
- Anlass:

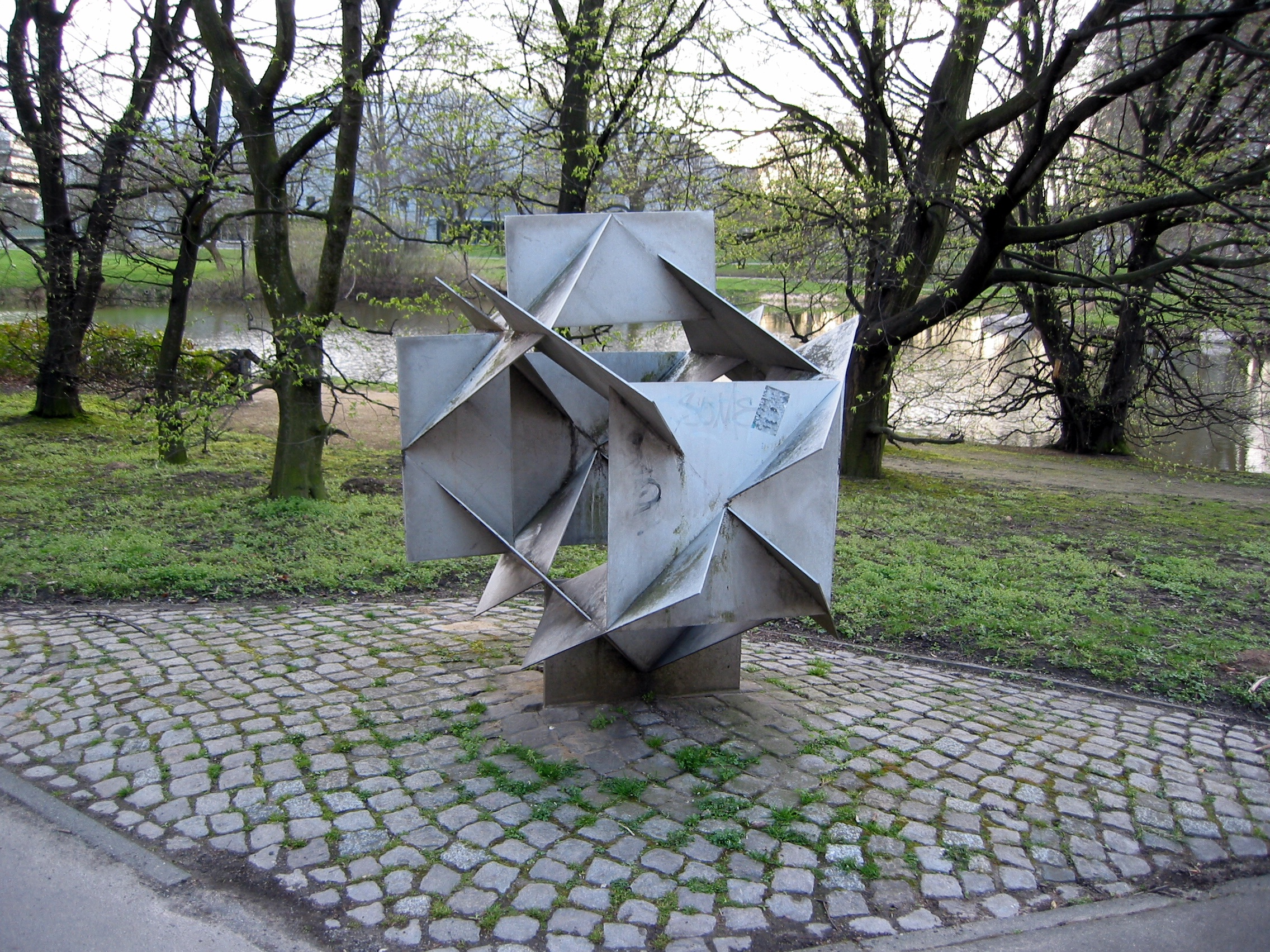
Oktaeder-Kubus

- Entwurf: Karl-Ludwig Schmaltz (* 1932)
- Ausführung: unbekannt
- Material: Edelstahl
- Aufstellungsort: Kiryat-Tivon-Park
- Besonderheiten: -
- Status: noch am selben Ort

### Reliefportrait von Wilhelm Raabe
- Errichtet: 1975
- Anlass: Ehrung Wilhelm Raabes

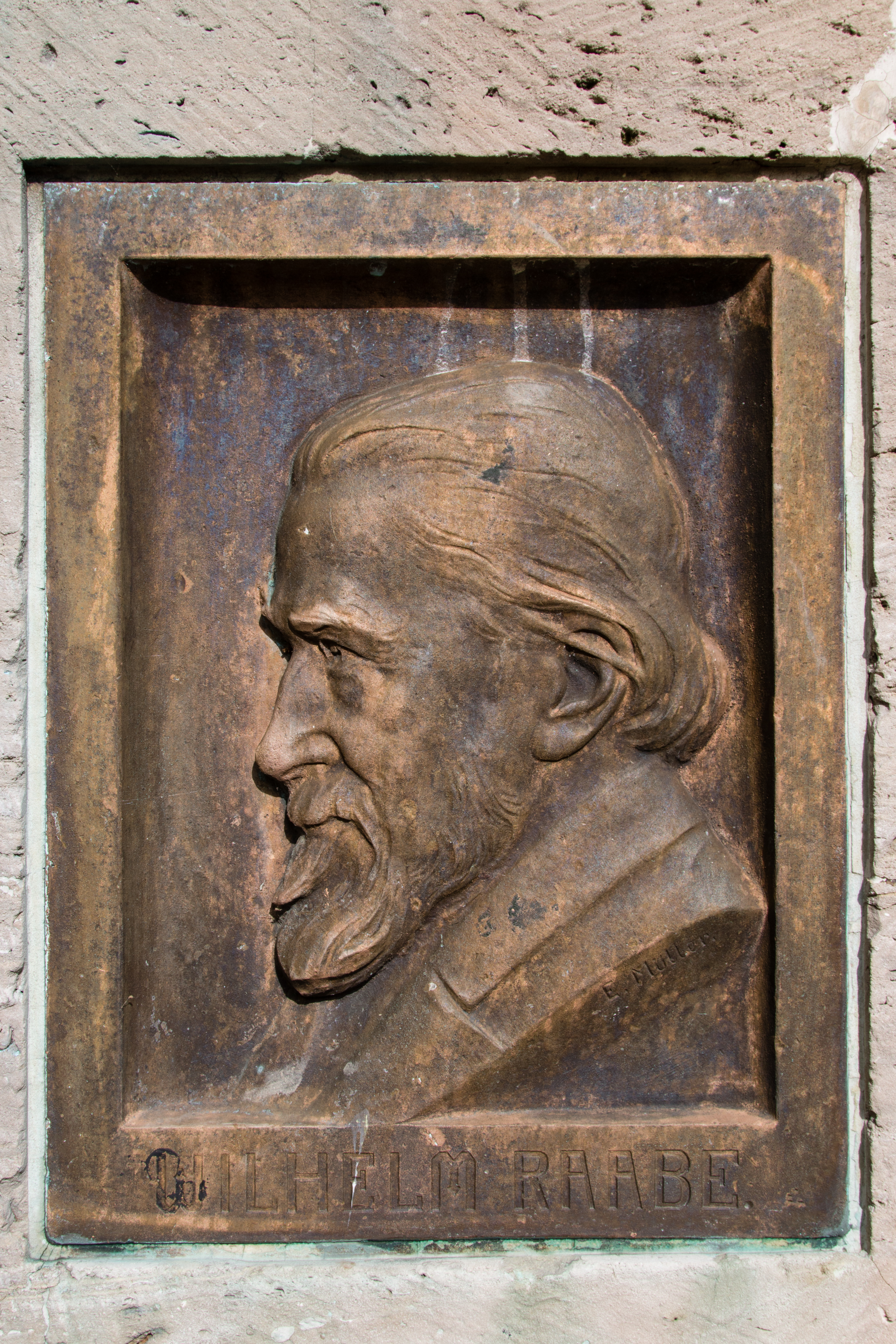
Wilhelm Raabe

- Entwurf: Ernst Müller-Braunschweig (* 23. Januar 1860 in Ölper; † 7. September 1928 in Charlottenburg)
- Ausführung: unbekannt
- Material: Elmkalkstein und Bronze
- Aufstellungsort: Platz vor der Magnikirche
- Besonderheiten: -
- Status: noch am selben Ort

### Tafel am ehemaligen Standort der Neuen Synagoge von 1875
- Errichtet: 23. September 1976[5]

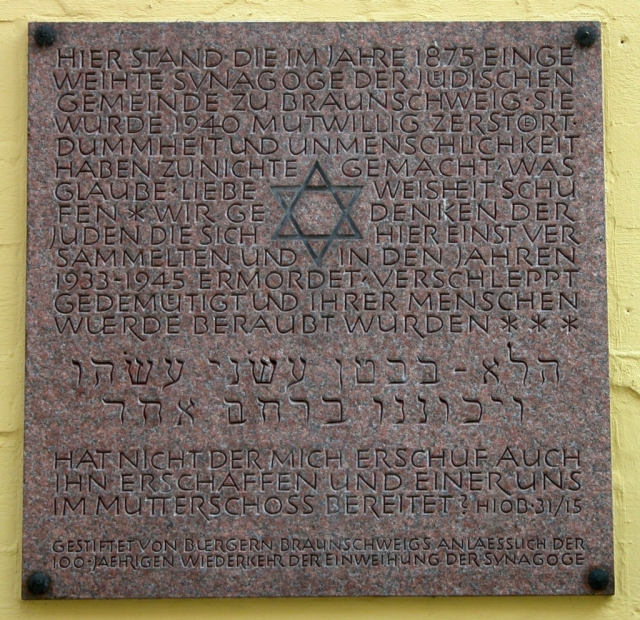
Gedenktafel

- Anlass: 100. Jahrestag der Synagogen-Weihe
- Entwurf: ?
- Ausführung: ?
- Material: Stein
- Aufstellungsort: Am Bunker in der „Alten Knochenhauerstraße“, der auf dem Grundstück der 1940 von den Nationalsozialisten abgerissenen Neuen Synagoge steht.
- Besonderheiten: „gestiftet von den Bürgern Braunschweigs“
- Status: noch am selben Ort

### Dampflokomotive der Baureihe 01.10
- Errichtet: 29. April 1977[6]
- Anlass: unbekannt

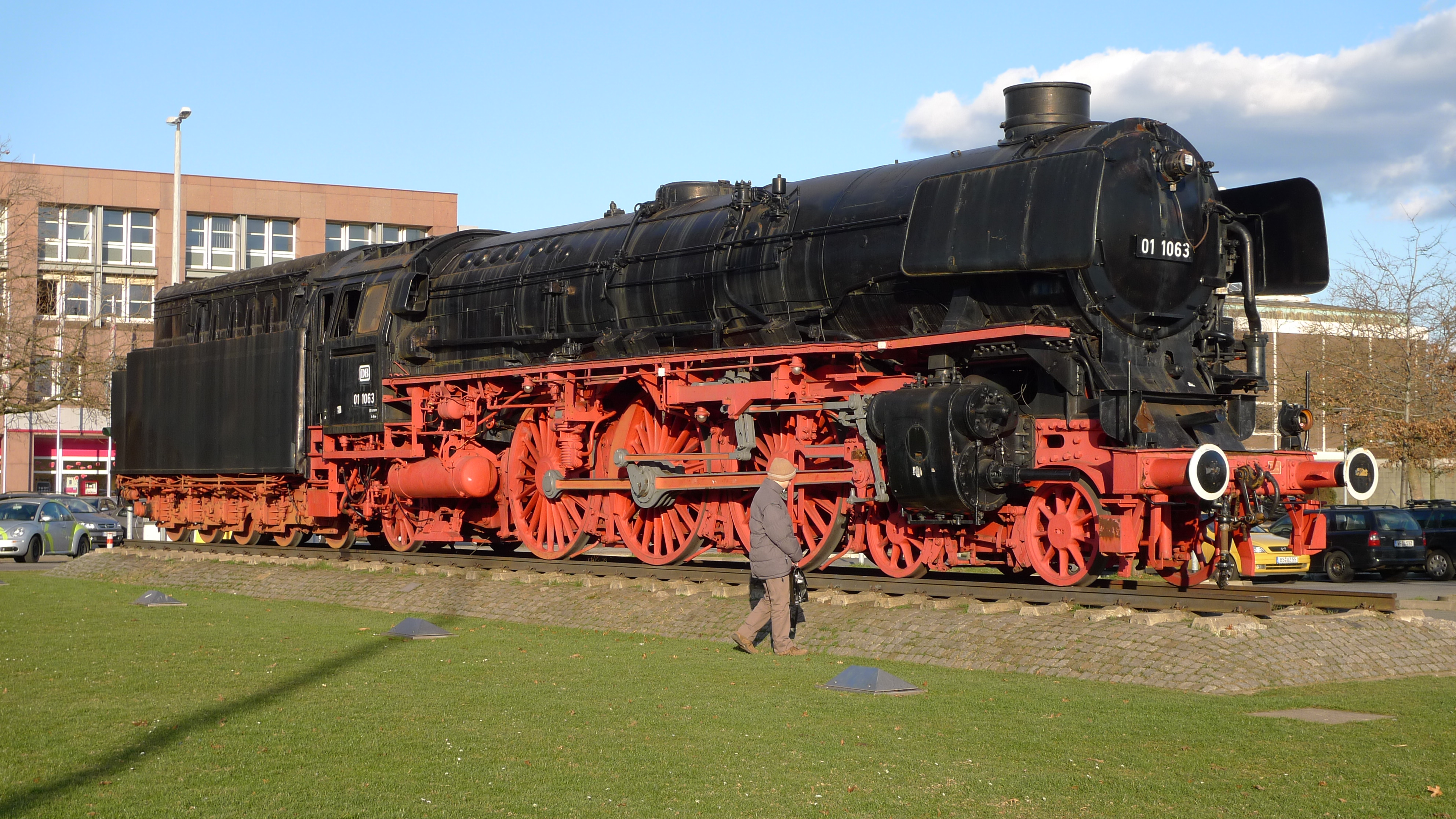
Dampflok 01 1063

- Entwurf: Firma Schwartzkopff, Berlin
- Ausführung: Firma Schwartzkopff
- Material: Stahl auf Gleisbett
- Aufstellungsort: Auf dem Vorplatz des Braunschweiger Hauptbahnhofs.
- Besonderheiten: Die in Braunschweig aufgestellte Schnellzuglokomotive mit der Seriennummer 01 1063 ist eine von nur noch zehn erhaltenen der 1975 ausgemusterten DR-Baureihe 01.10.[7]
- Status: noch am selben Ort

### Liebe zum Vollmond
- Errichtet: 10. Mai 1980
- Anlass: -
- Entwurf: Kurt Edzard
- Ausführung: unbekannt
- Material: Bronze

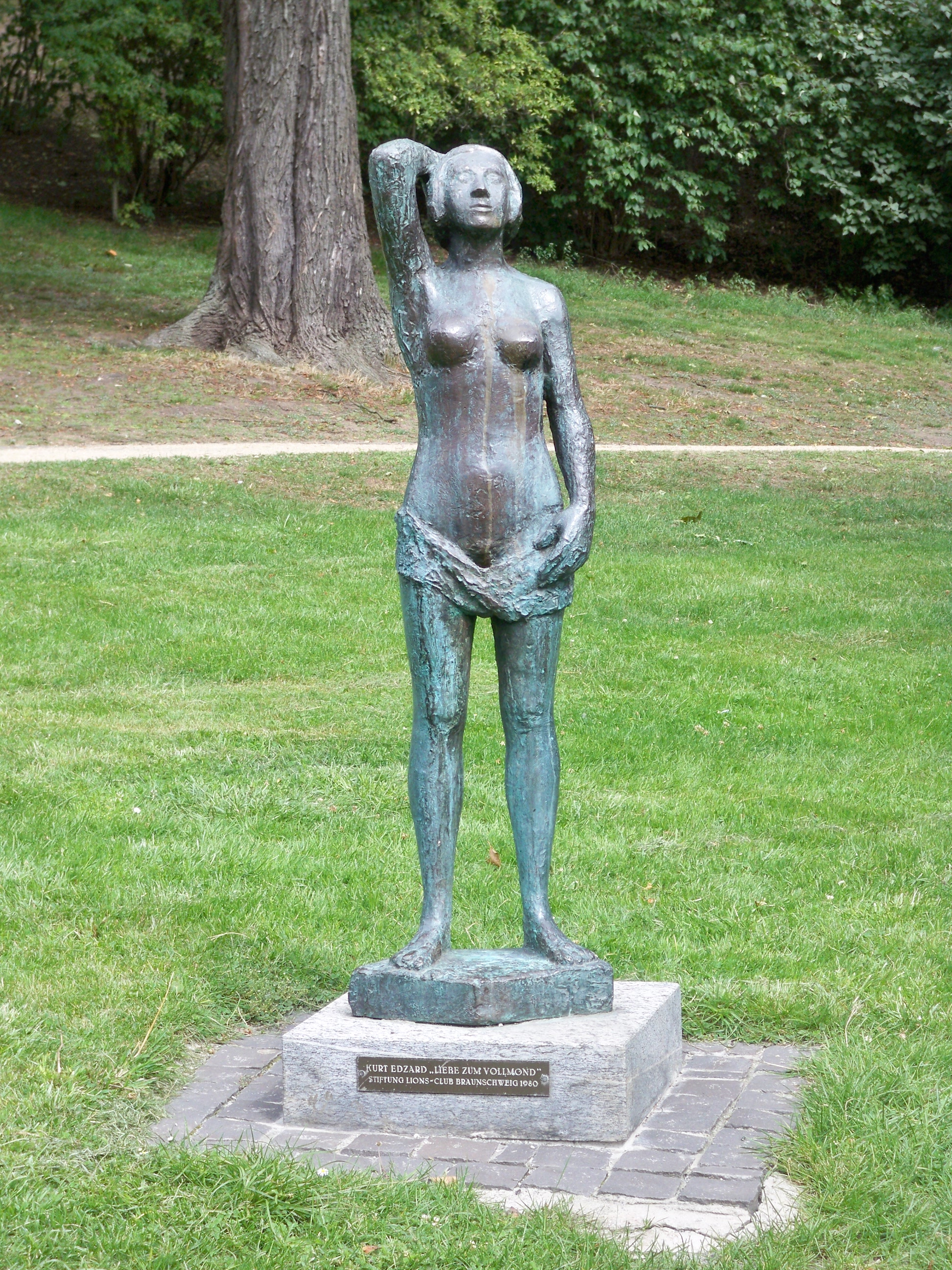
Liebe zum Vollmond

- Aufstellungsort: Bis 2005 im Schlosspark, seit Juni 2010 im Theaterpark
- Besonderheiten: Entwurf stammt von 1950
- Status: im Theaterpark

### Heinrich Kielhorn-Relief
- Errichtet: 10. Juni 1981
- Anlass: Ehrung Heinrich Kielhorns
- Entwurf: Ulrich Kasper Herzog
- Ausführung: unbekannt
- Material: Bronze

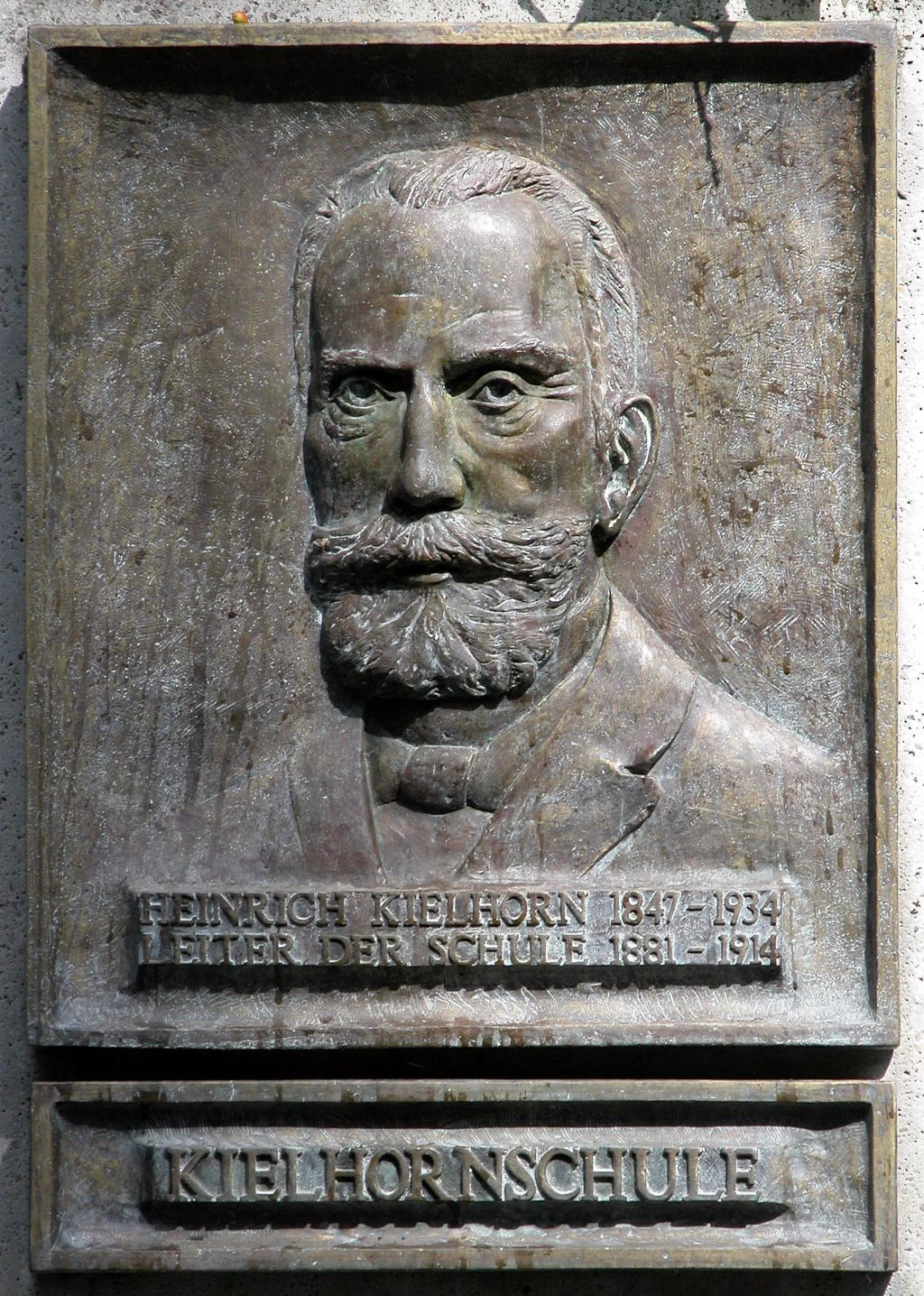
Heinrich Kielhorn

- Aufstellungsort: an der Kielhorn-Schule, Reichsstraße 22
- Besonderheiten: -
- Status: noch am selben Ort

### Thüringer Venus
- Errichtet: 7. Oktober 1981
- Anlass: -
- Entwurf: Gerhard Marcks
- Ausführung: unbekannt
- Material: Bronze

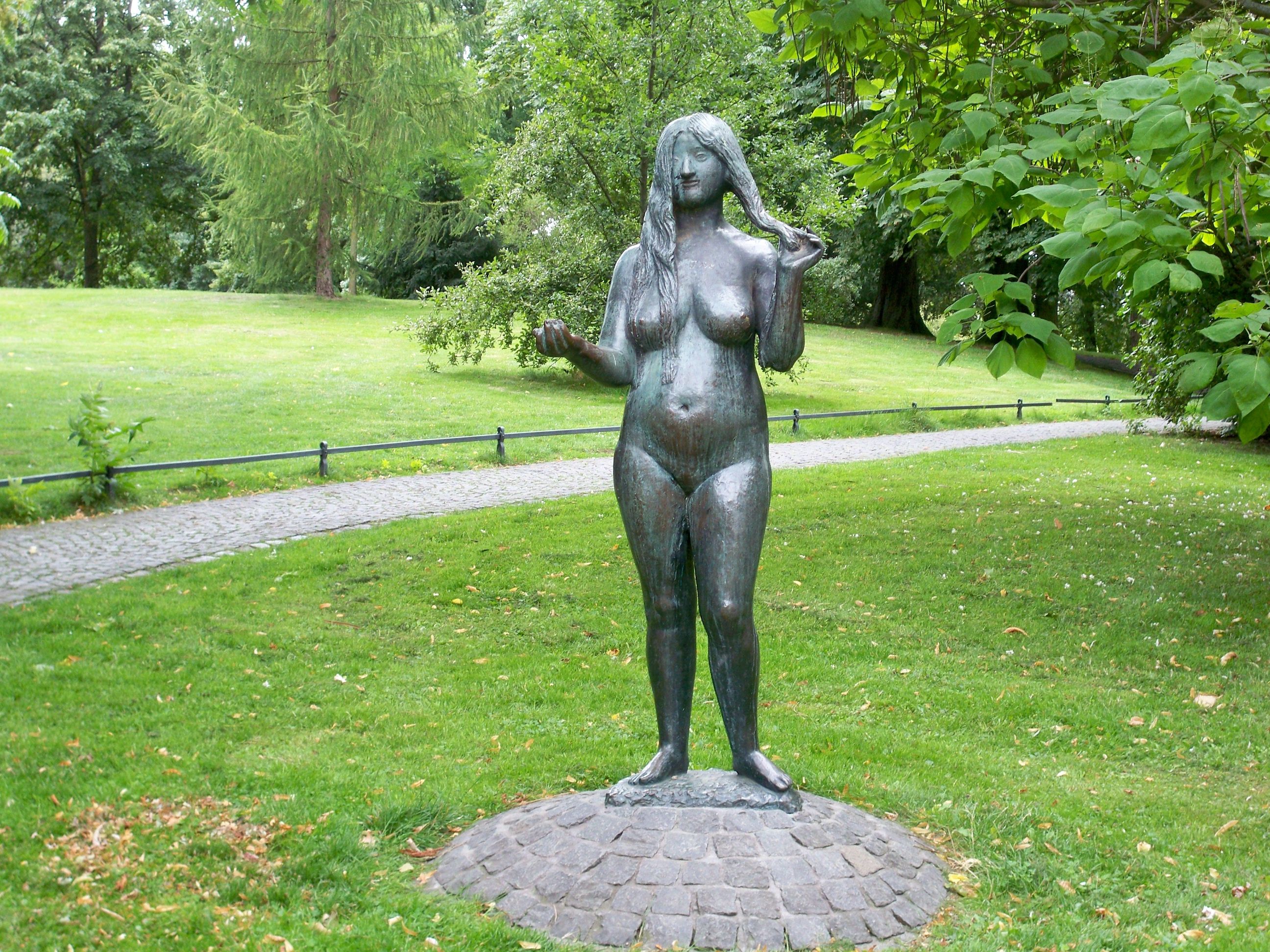
Thüringer Venus

- Aufstellungsort: Bis 2005 im Schlosspark, seit Juni 2007 im Museumpark
- Besonderheiten: 1930 geschaffen
- Status: Entfernt während der Einebnung des Schlossparks 2005 und von 2005 bis 2007 im städtischen Betriebshof gelagert; Umsetzung erfolgte in den Museumpark

### Katzenbalgen
- Errichtet: 30. September 1981
- Anlass:

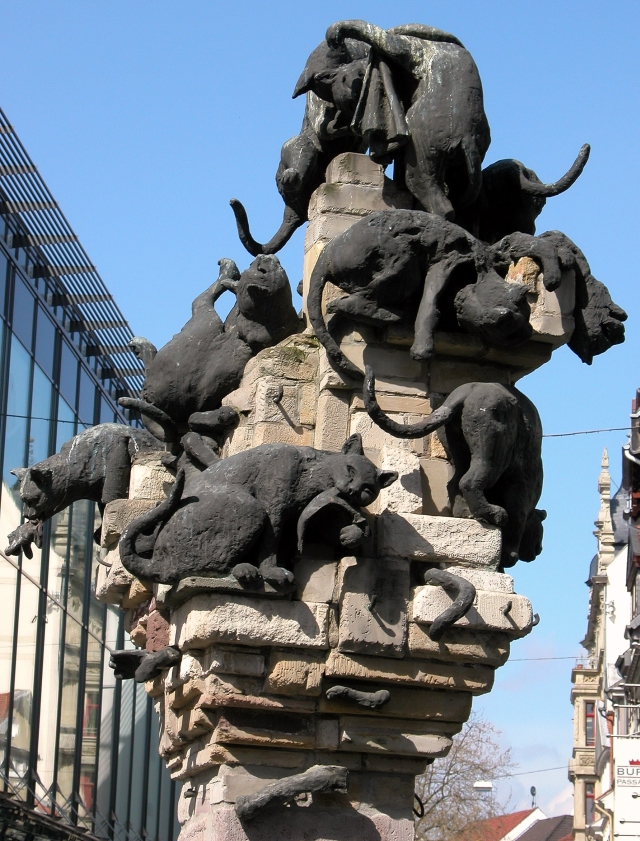
Katzenbalgen

- Entwurf: Siegfried Neuenhausen (* 1931 in Dormagen)
- Ausführung: Studenten der Bildhauerklasse von Neuenhausen 1980/81
- Material: Kalkstein und Bronze
- Aufstellungsort: Kattreppeln (52° 15′ 44″ N, 10° 31′ 20″ O)
- Besonderheiten: -
- Status: noch am selben Ort

### Befreiung des Menschen aus starren Bindungen und Normen
- Errichtet: Oktober 1981
- Anlass:

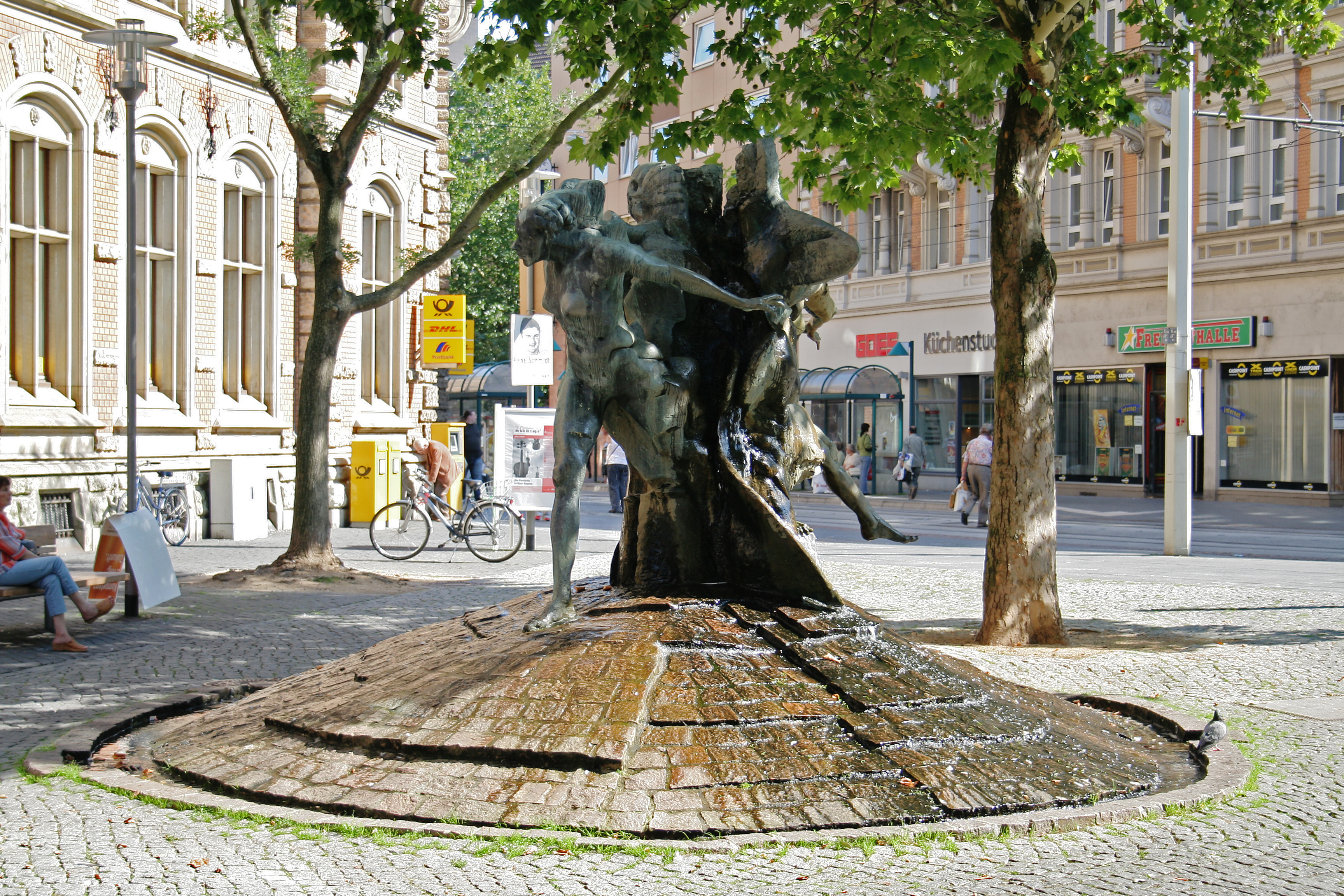
Befreiung des Menschen aus starren Bindungen und Normen

- Entwurf: Bernd Altenstein (* 1943 in Schlossberg/Ostpreußen)
- Ausführung: ?
- Material: Bronze
- Aufstellungsort: ursprünglich auf dem Friedrich-Wilhelm-Platz, jetzt aber an der Friedrich-Wilhelm-Straße vor dem Gebäude der ehemaligen Oberpostdirektion (52° 15′ 41″ N, 10° 31′ 14″ O)
- Besonderheiten: umgesetzt
- Status:

### Fischotter
- Errichtet: 7. Februar 1982
- Anlass: unbekannt

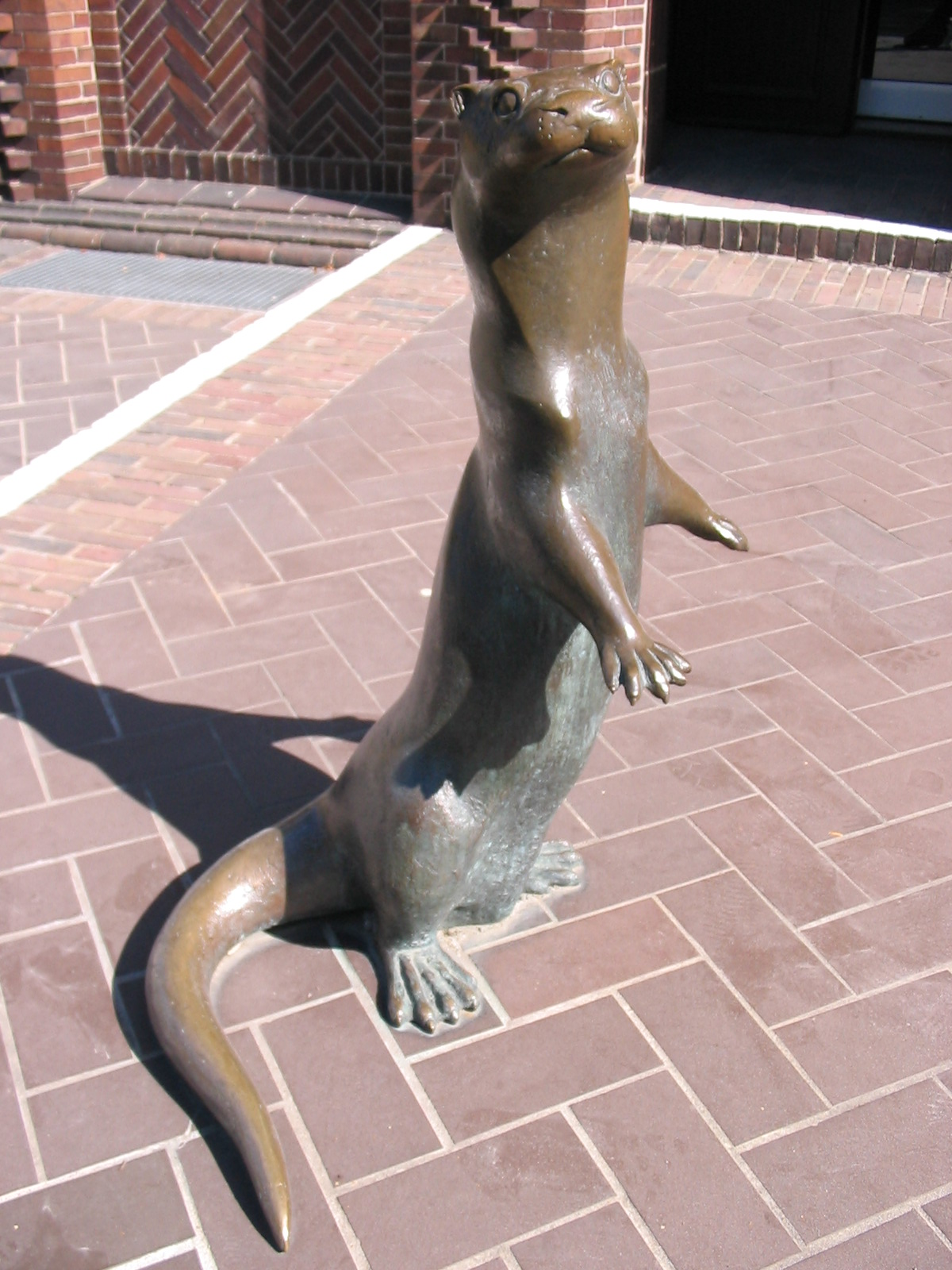
Fischotter Skulptur

- Entwurf: Hans-Joachim Ihle (1919–1997)
- Ausführung:
- Material: Bronze
- Aufstellungsort: Vor dem Eingang zum Naturhistorischen Museum
- Besonderheiten:
- Status: noch am selben Ort

### Wächtergruppe
- Errichtet: 1982
- Anlass: unbekannt

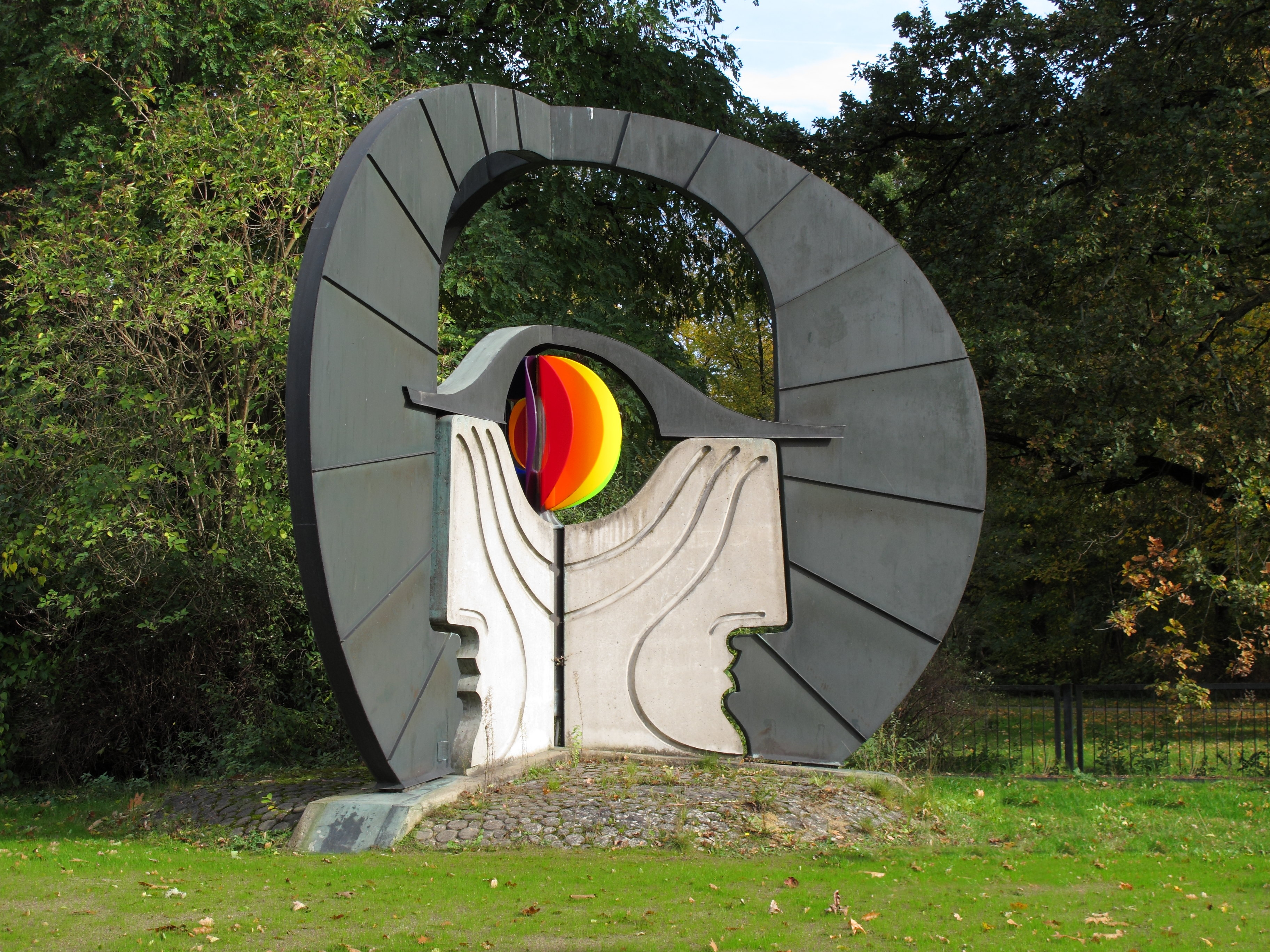
Wächtergruppe

- Entwurf: Friedrich-Wilhelm Voswinkel (* 1929)[8]
- Ausführung:
- Material: Beton, Kupfer, Kunststoff
- Aufstellungsort: Vor dem Eingang zur Physikalisch-Technischen Bundesanstalt.
- Besonderheiten:
- Status: noch am selben Ort

### Kreuzabnahme
- Errichtet: 10. November 1983
- Anlass: unbekannt
- Entwurf: Helmut Moos
- Ausführung: -
- Material: -

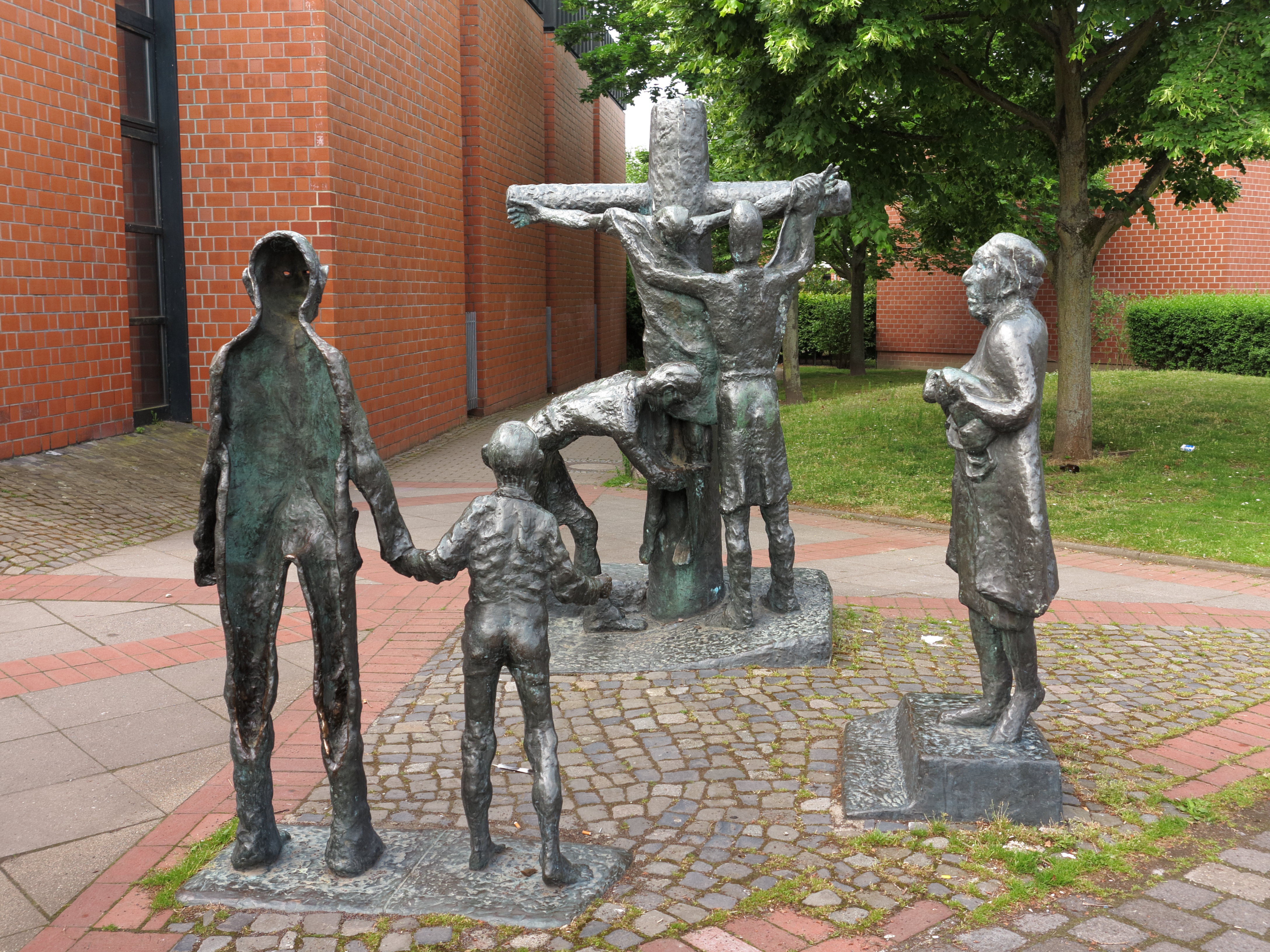
Kreuzabnahme

- Aufstellungsort: Marktplatz vor der Emmauskirche in Braunschweig-Weststadt
- Besonderheiten: -
- Status: noch am selben Ort

### Gedenkstein 100 Jahre Alpenverein Braunschweig
- Errichtet: 1984

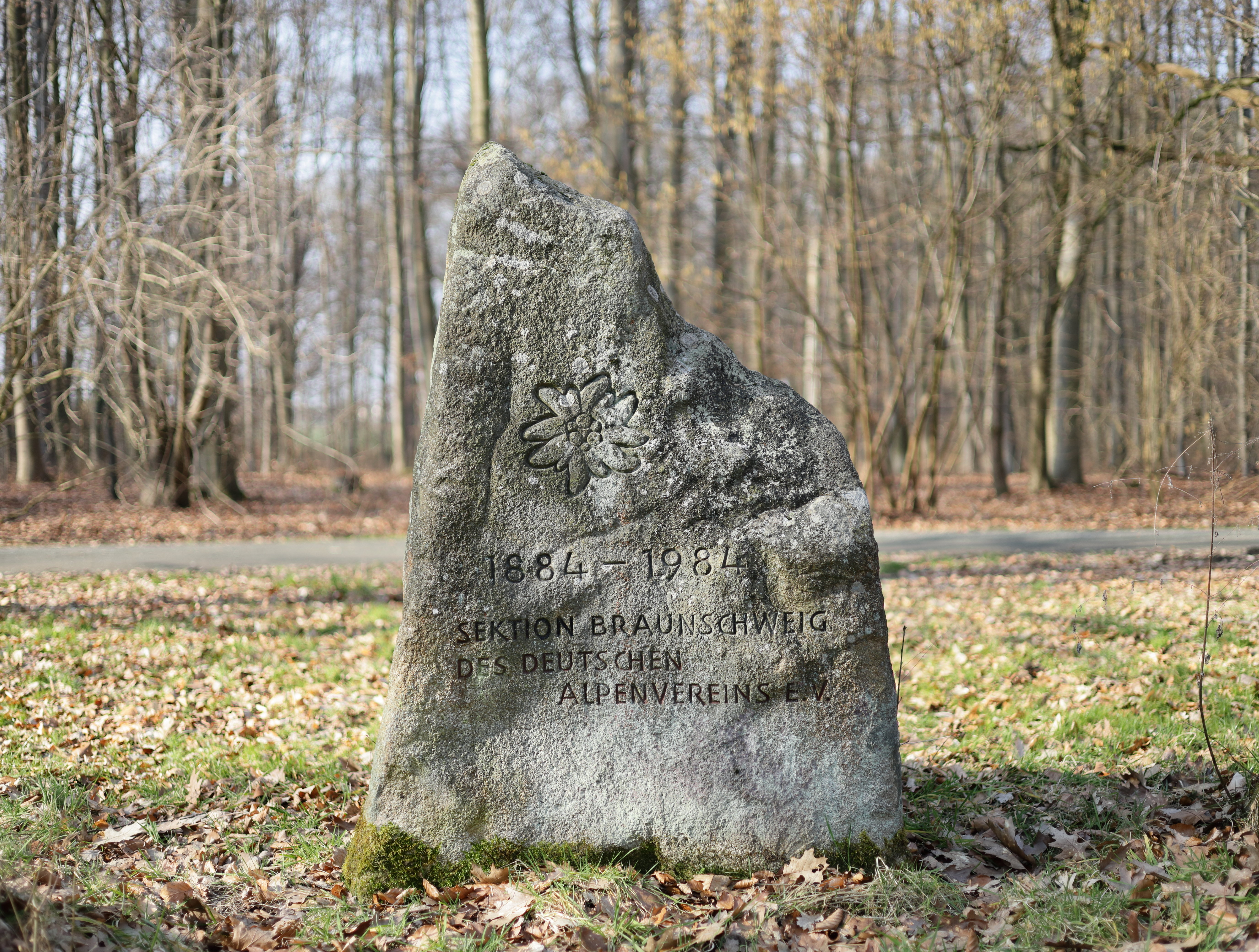
100. Jubiläum Alpenverein

- Anlass: Hundertjähriges Jubiläum des Alpenvereins Braunschweig
- Entwurf: unbekannt
- Ausführung: unbekannt
- Material: Naturstein, grob behauen
- Aufstellungsort: Westpark
- Besonderheiten: -
- Status: noch am selben Ort

### Judith
- Errichtet: 1985
- Anlass:
- Entwurf: Sabine Hoppe
- Ausführung: unbekannt
- Material: Bronze

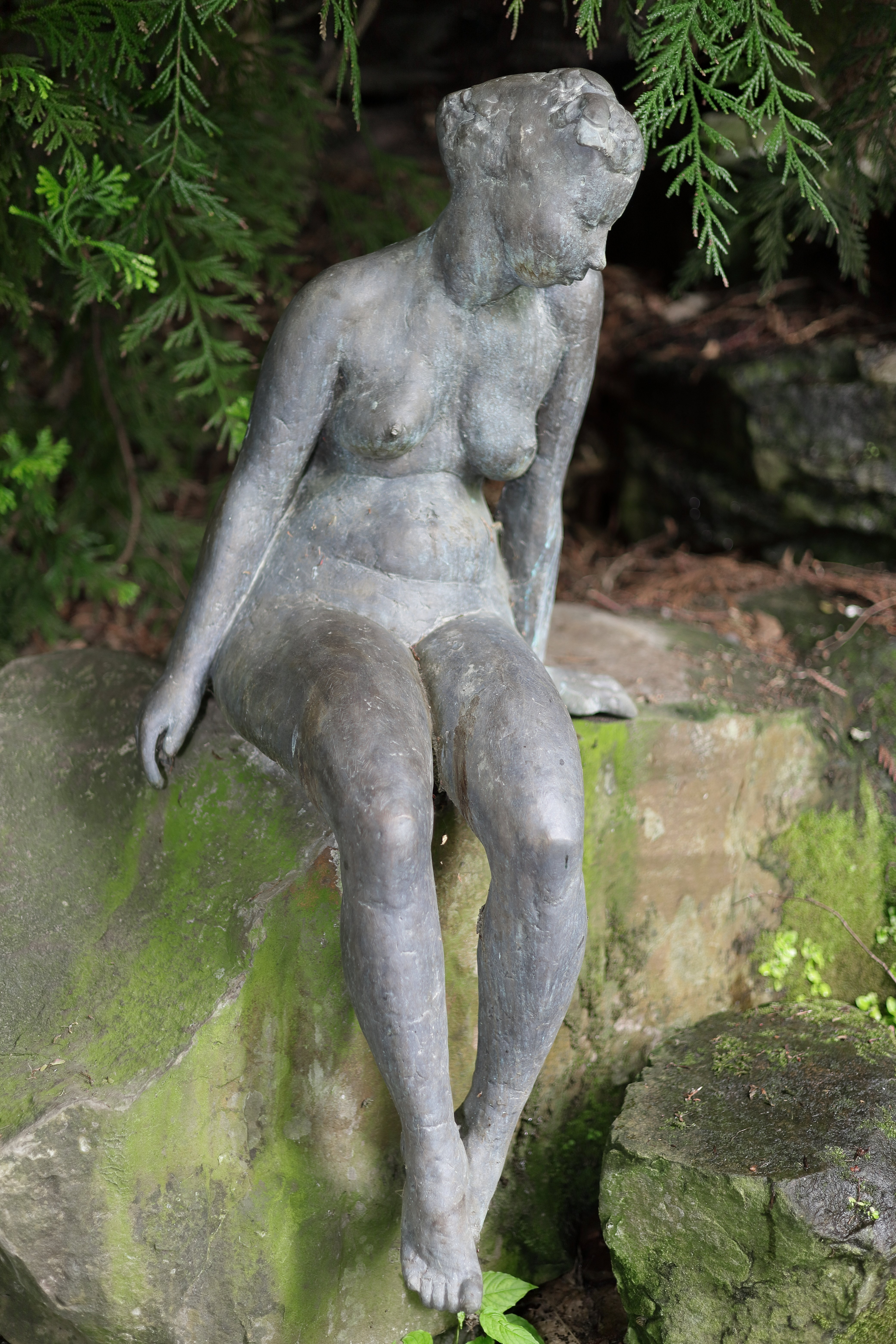
Judith

- Aufstellungsort: Botanischer Garten, am Wasserfall
- Besonderheiten: -
- Status: noch am selben Ort

### Ohne Titel
- Errichtet: 1987
- Anlass:

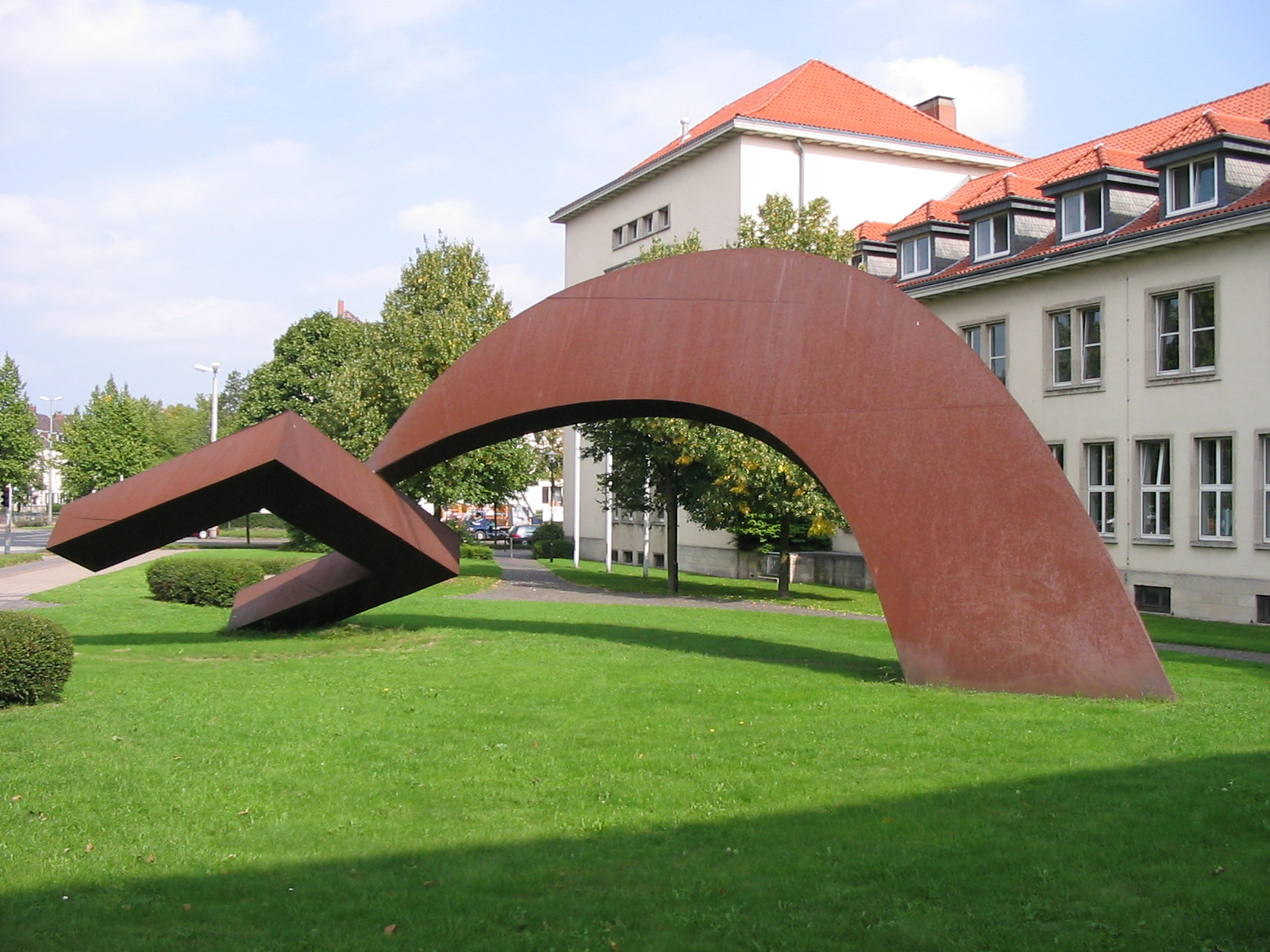
Ohne Titel

- Entwurf: Franz Bernhard (1934–2013)
- Ausführung: ?
- Material: Wetterfester Baustahl
- Aufstellungsort: beim Arbeitsamt, Kreuzung Cyriaksring/Münchenstraße (52° 15′ 16″ N, 10° 30′ 21″ O)
- Besonderheiten: -
- Status: noch am selben Ort

### Siegfried (1988)
- Errichtet: 1988[9]

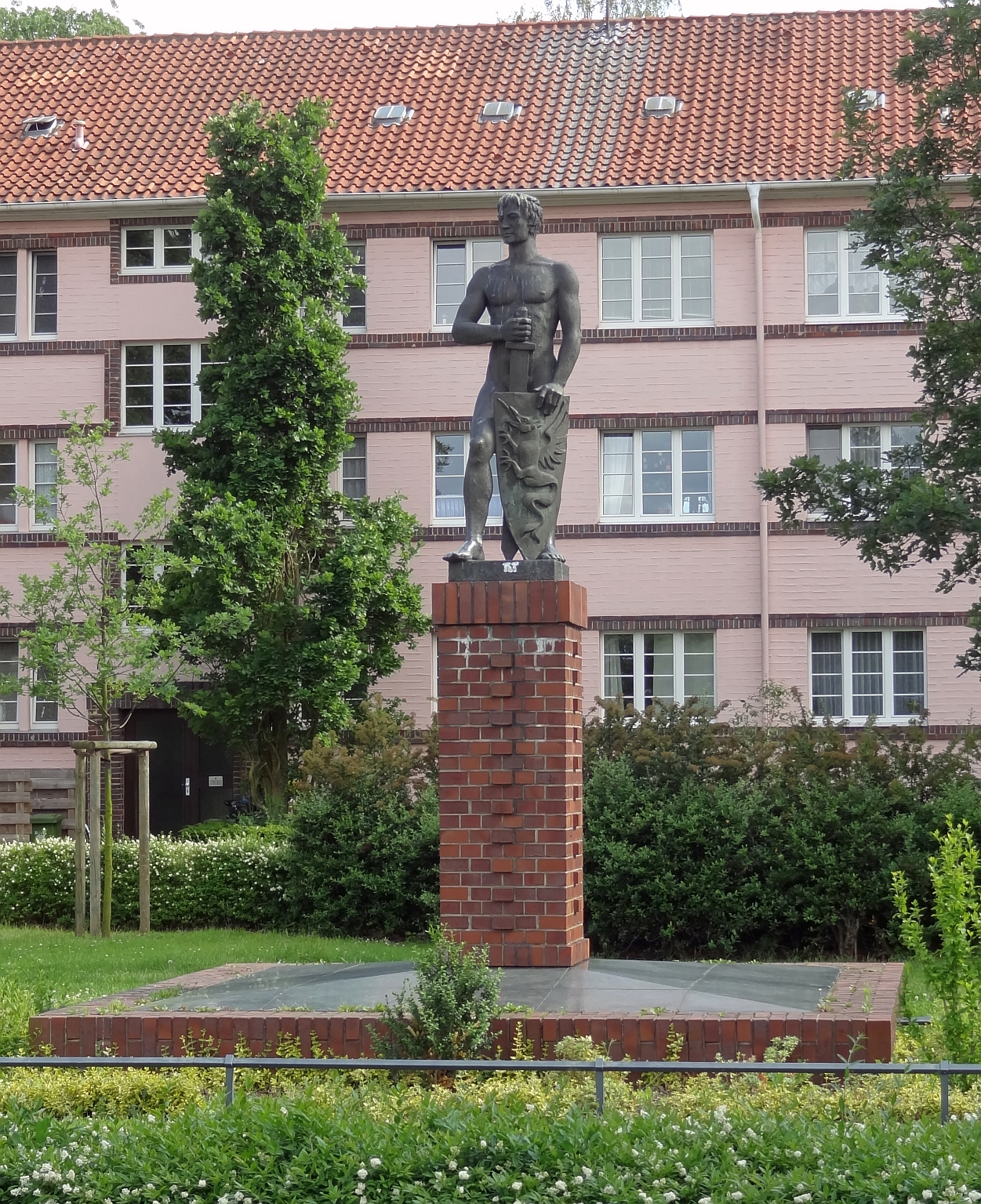
Siegfried

- Anlass: Rekonstruktion des  Originals von 1930
- Entwurf: Jakob Hofmann
- Ausführung: unbekannt
- Material: Bronze
- Aufstellungsort: Siegfriedstraße, Siegfriedviertel (52° 17′ 13,8″ N, 10° 31′ 55,8″ O)
- Besonderheiten: Neuguss des 1943, im Zweiten Weltkrieg eingeschmolzen Originals – allerdings ohne Brunnen.

### Tisch (1988)
- Errichtet: 1988
- Anlass: 1. Braunschweiger Bildhauersymposium
- Entwurf: Reinhard Buxel
- Ausführung: Reinhard Buxel
- Material: Sandstein
- Aufstellungsort: Ägidienmarkt
- Besonderheiten: Ausmaße 0,8 × 3,4 × 3,6 m
- Status: noch am selben Ort

### Löwenköpfe auf dem Burgplatz
- Errichtet: 1986

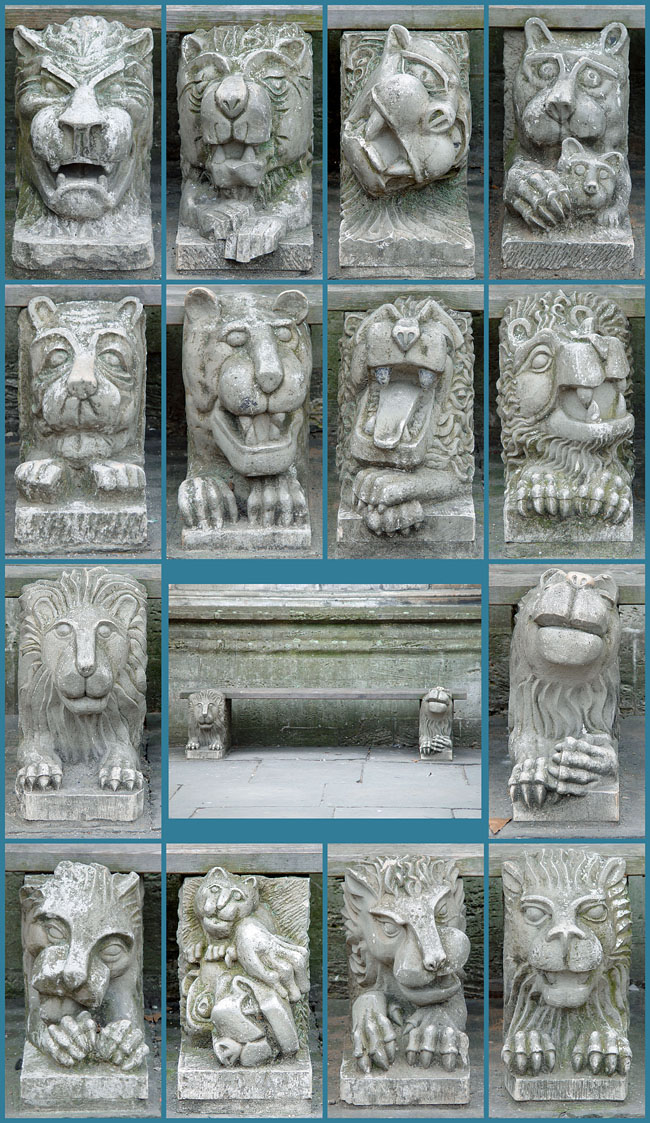
Löwenköpfe

- Anlass: Kooperation zwischen damaliger Handwerkskammer Braunschweig auf Initiative von Karl Traupe, ehemaliger Hauptgeschäftsführer, mit Hartmut Scupin, ehemaliger Bürgermeister der Stadt Braunschweig
- Entwurf: Steinbildhauer-Lehrlinge
- Ausführung: wie Entwurf
- Material: Jura-Kalkstein
- Aufstellungsort: Burgplatz, auf der Nordseite des Braunschweiger Doms (52° 15′ 52″ N, 10° 31′ 26″ O)
- Besonderheiten: Lehrgangsteilnehmer in der bundesweiten überbetrieblichen Ausbildung des Steinmetzzentrums Königslutter[10]. 14 verschiedene Motive, Unterbau für Sitzbänke.[11]
- Status: noch am selben Ort

### Der Stuhl
- Errichtet: 1990

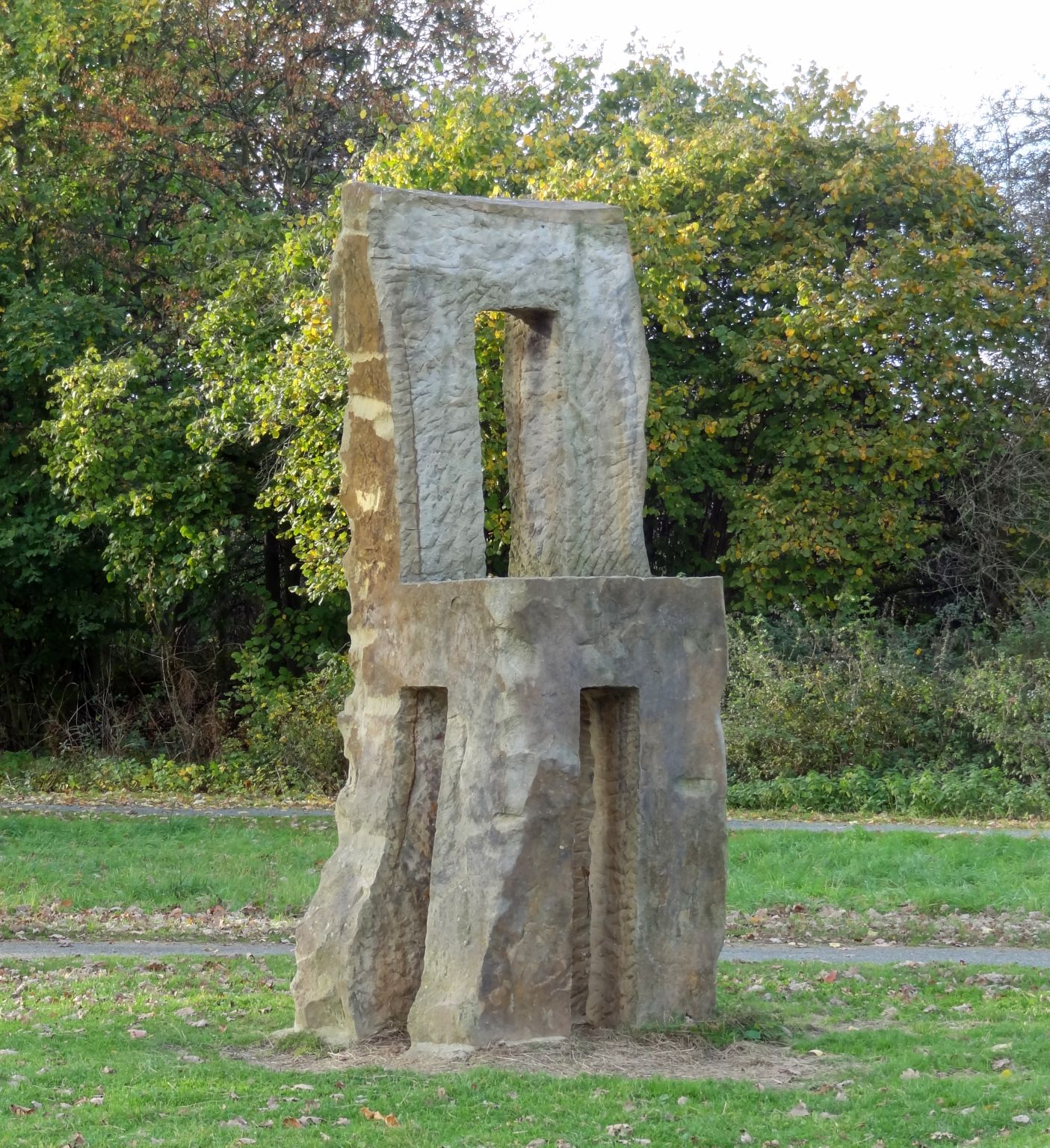
Der Stuhl

- Anlass: 2. Braunschweiger Bildhauersymposium
- Entwurf: Martina Benz
- Ausführung: Hochschule für Bildende Künste Braunschweig
- Material: Naturstein, grob behauen
- Aufstellungsort: Im Westpark, nahe der Bezirkssportanlage.
- Besonderheiten: -
- Status: noch am selben Ort

### Die große Verweigerung
- Errichtet: 14. Dezember 1990
- Anlass:
- Entwurf: Jürgen Weber
- Ausführung: Jürgen Weber
- Material: Muschelkalk

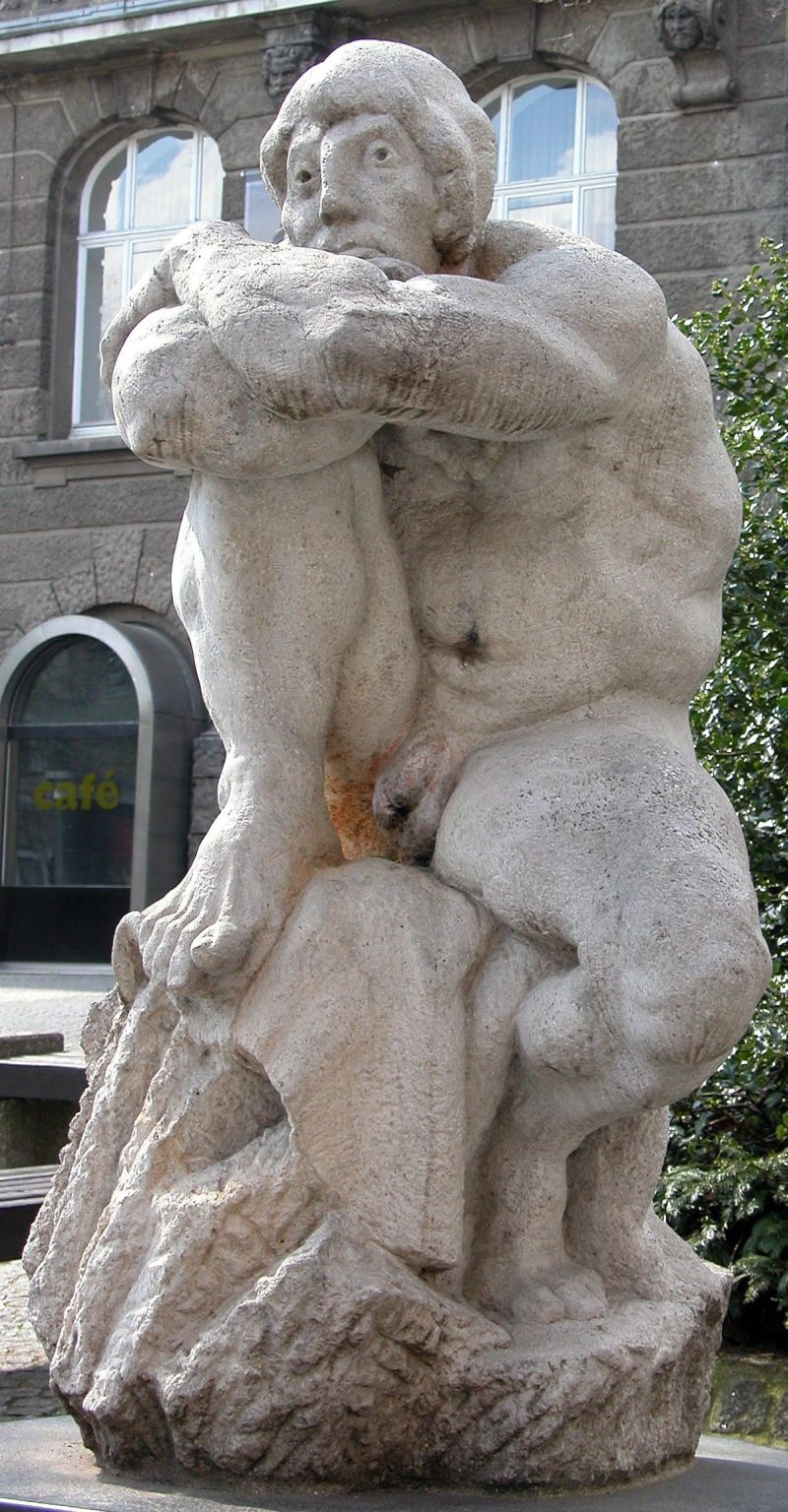
Die große Verweigerung

- Aufstellungsort: Am Magnitore, vor dem Städtischen Museum (52° 15′ 42″ N, 10° 31′ 55″ O)
- Besonderheiten: Die Plastik wurde bereits 1975 geschaffen
- Status: noch am selben Ort

### Deserteursdenkmal
- Errichtet: 1. September 1994

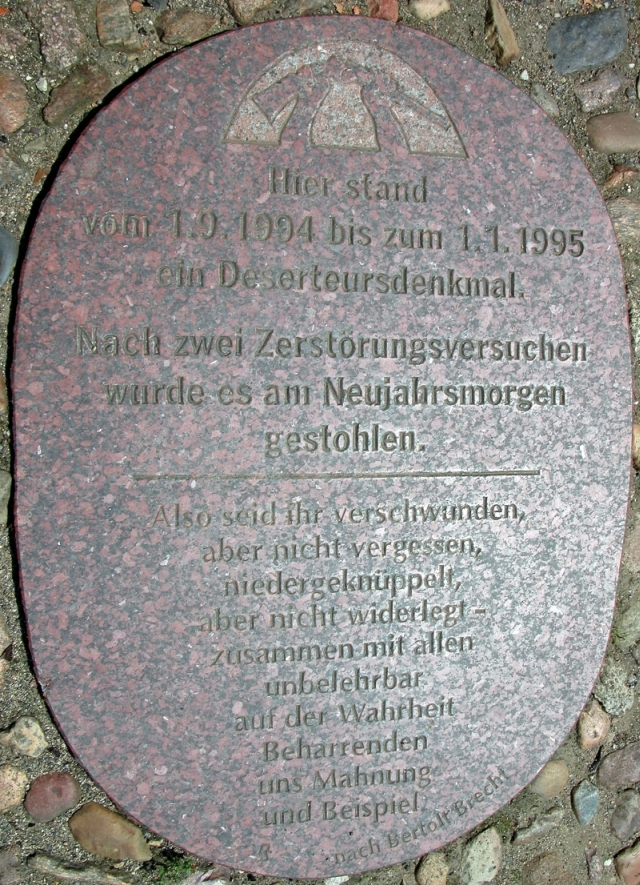
Gedenkplatte für das entwendete Deserteursdenkmal

- Anlass: Ehrung deutscher Deserteure im Zweiten Weltkrieg
- Entwurf: unbekannt
- Ausführung: unbekannt
- Material: Stein
- Aufstellungsort: Westseite der Magni-Kirche (52° 15′ 45″ N, 10° 31′ 47″ O)
- Besonderheiten: Das eigentliche Deserteursdenkmal wurde zunächst mehrfach beschädigt und schließlich gestohlen. An seiner Stelle befindet sich deshalb eine Steinplatte mit folgender Aufschrift: „Hier stand vom 1.9.1994 bis zum 1.1.1995 ein Deserteursdenkmal. Nach zwei Zerstörungsversuchen wurde es am Neujahrsmorgen gestohlen. / Also seid ihr verschwunden, / aber nicht vergessen, / niedergeknüppelt, / aber nicht widerlegt – / zusammen mit allen / unbelehrbar / auf der Wahrheit / Beharrenden / uns Mahnung / und Beispiel. / nach Bertolt Brecht“
- Status: gestohlen

### Epitaph I
- Errichtet: 1995

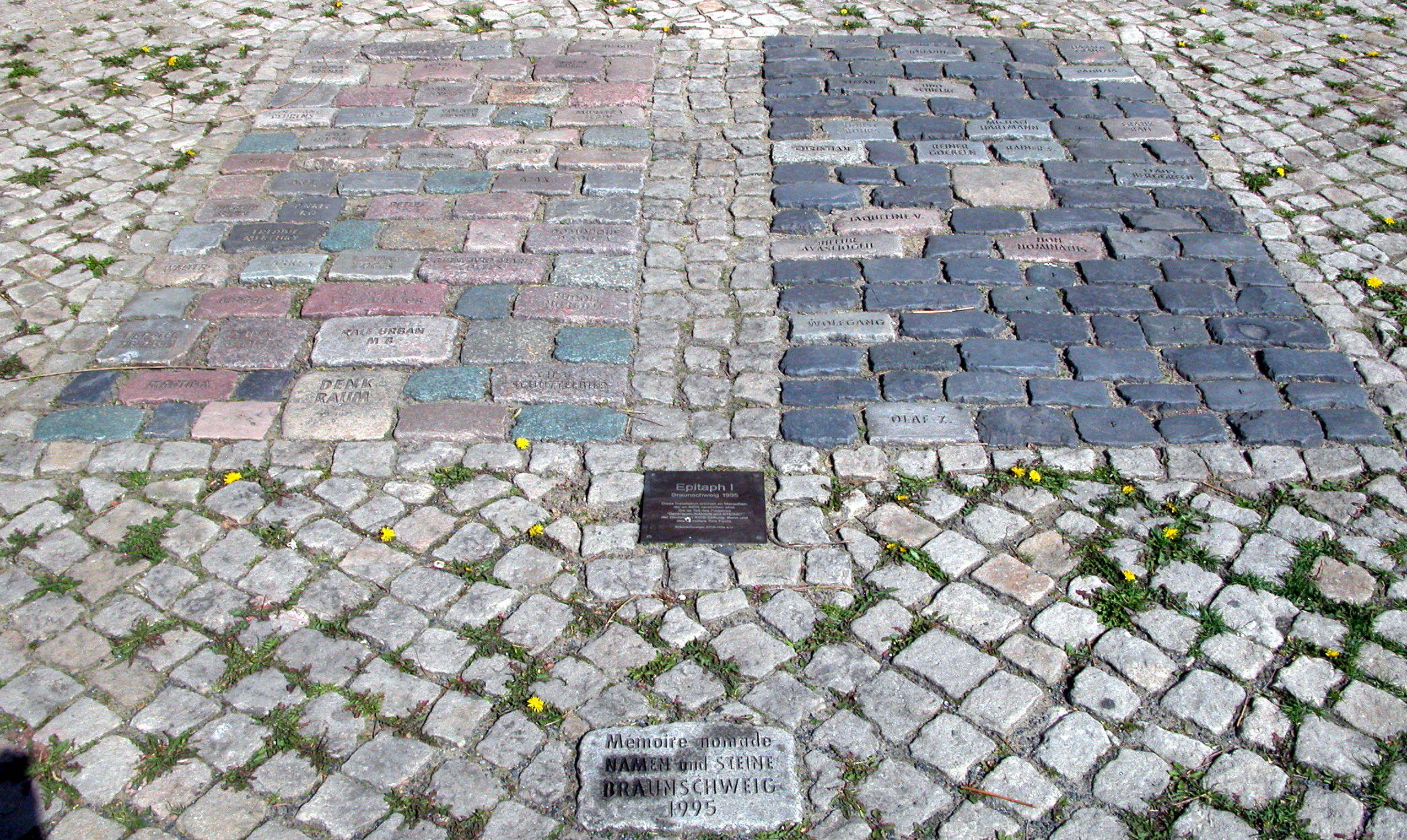
Epitaph I

- Anlass: Gedenken an Personen, die an AIDS gestorben sind.
- Entwurf: Tom Fecht
- Ausführung: Tom Fecht
- Material: Stein
- Aufstellungsort: Südseite der Martinikirche.
- Besonderheiten: Die Installation ist Teil von Fechts Projekt « Mémoire nomade » („nomadisierendes Gedächtnis“), das wiederum Teil des Projektes „Denkraum: NAMEN und STEINE“ der Deutschen AIDS-Stiftung Bonn ist.
- Status: noch am selben Ort

### Figurenpaar
- Errichtet: 1995
- Anlass: -
- Entwurf: Andreas Krämmer
- Ausführung: -
- Material: -

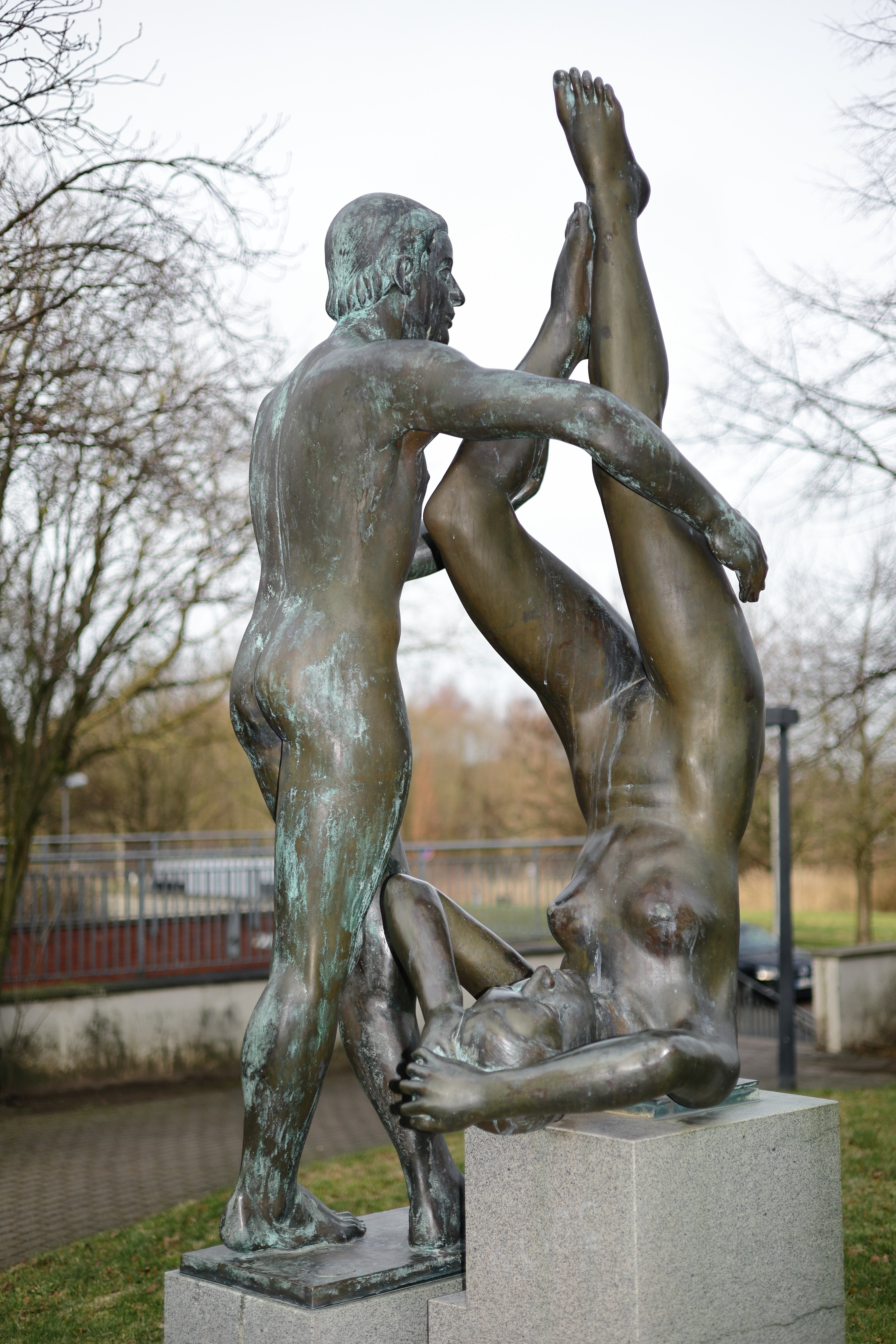
Figurenpaar

- Aufstellungsort: Peenestraße in Braunschweig-Weststadt
- Besonderheiten: -
- Status: noch am selben Ort

### Maikäfer flieg

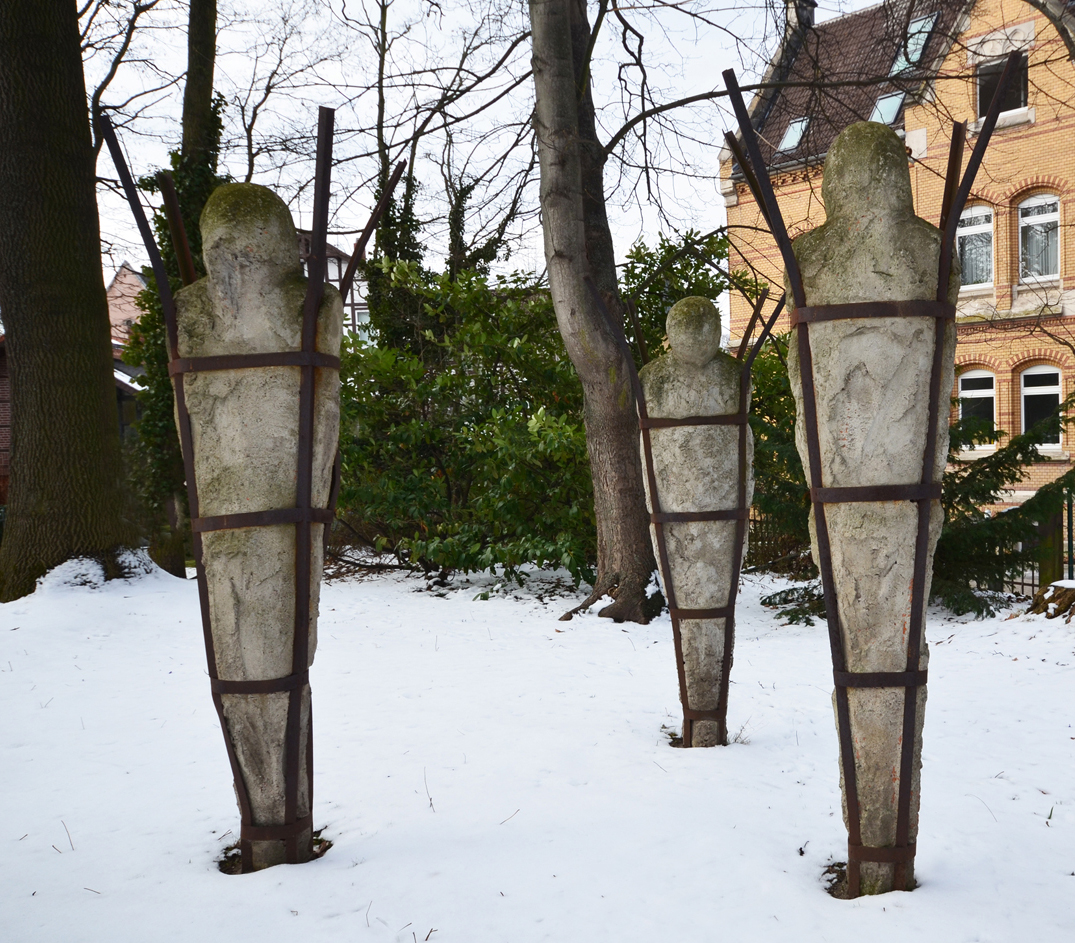
Maikäfer flieg

- Errichtet: 1995, 2001 in die Gedenkstätte Friedhof Hochstraße integriert
- Anlass: Gedenken an die getöteten polnischen Zwangsarbeiterinnen und deren Säuglinge
- Entwurf: Denis Stuart Rose
- Ausführung: Denis Stuart Rose
- Material: Stahl, Beton
- Aufstellungsort: Gedenkstätte Friedhof Hochstraße
- Besonderheiten: siehe das Volks- und Kinderlied Maikäfer flieg
- Status: noch am selben Ort

### Der Gießer
- Errichtet: 1. Januar 1997
- Anlass: unbekannt
- Entwurf: unbekannt
- Ausführung: unbekannt
- Material: Bronze

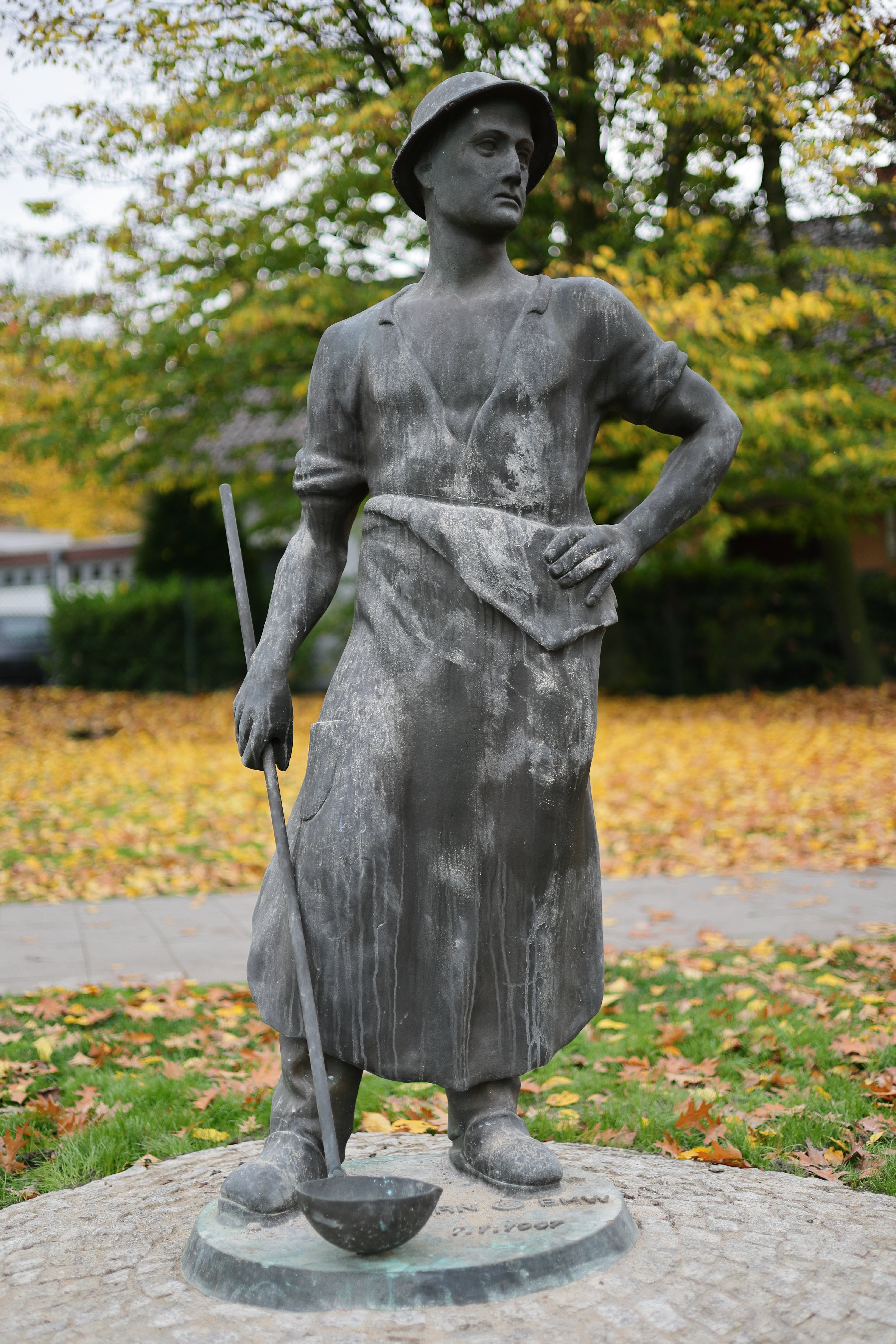
Der Gießer

- Aufstellungsort: Leipziger Straße (52° 13′ 57,9″ N, 10° 31′ 25″ O)
- Besonderheiten: Stand bis 2022 auf dem Gelände des Braunschweiger Hüttenwerkes, umgesetzt nach dessen Schließung
- Status: noch am selben Ort

### Dionysos
- Errichtet: 28. Mai 1997
- Anlass:
- Entwurf: Jürgen Weber
- Ausführung: Jürgen Weber
- Material: Metall

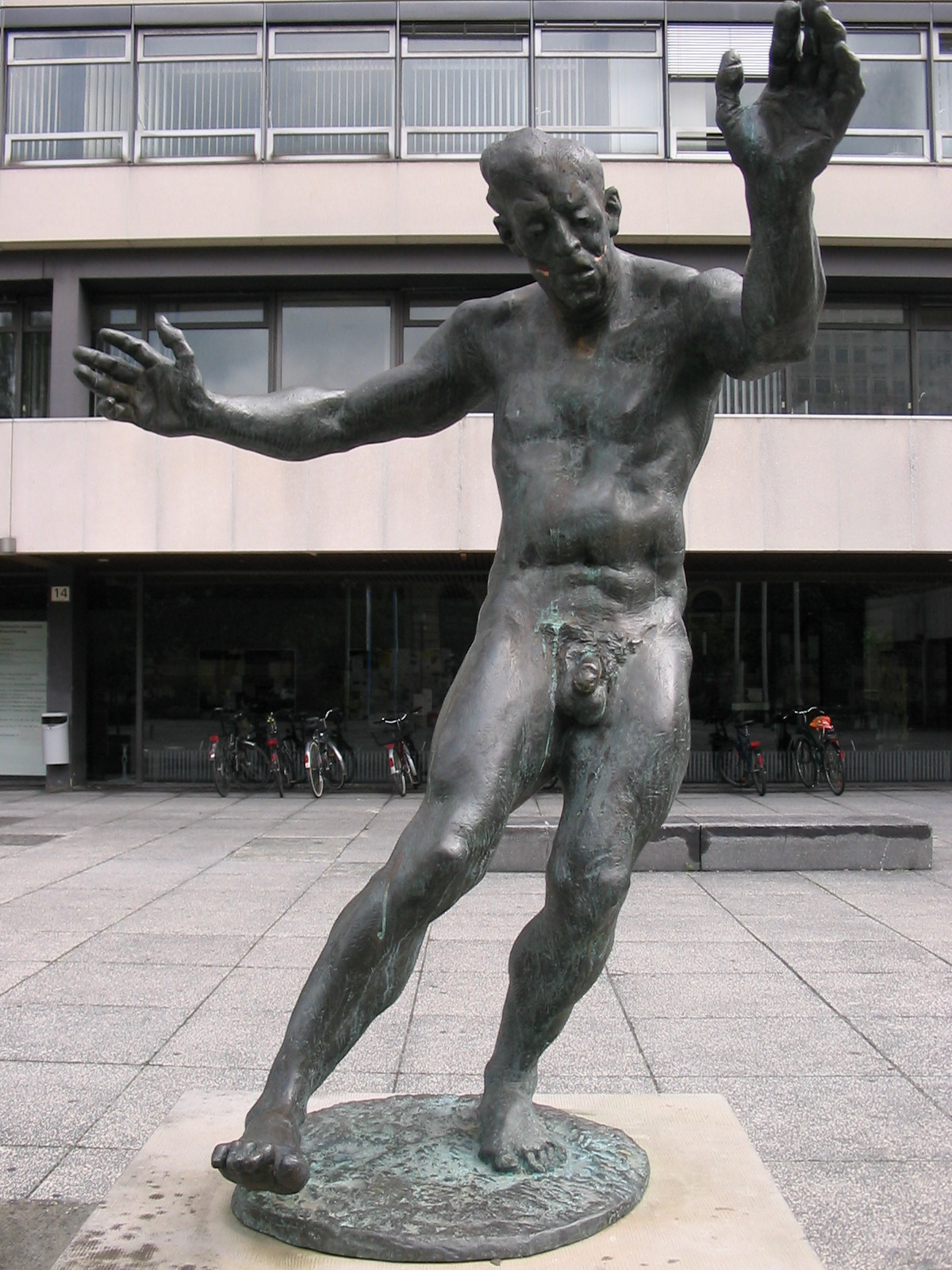
Dionysos Statue

- Aufstellungsort: Forumsplatz der Technischen Universität Braunschweig (52° 16′ 24″ N, 10° 31′ 46″ O)
- Besonderheiten: Die Plastik wurde bereits 1973 geschaffen
- Status: noch am selben Ort

### Braunschweiger Venus
- Errichtet: 1998
- Anlass:
- Entwurf: Prof. Jürgen Weber
- Ausführung: Prof. Jürgen Weber
- Material: Bronze

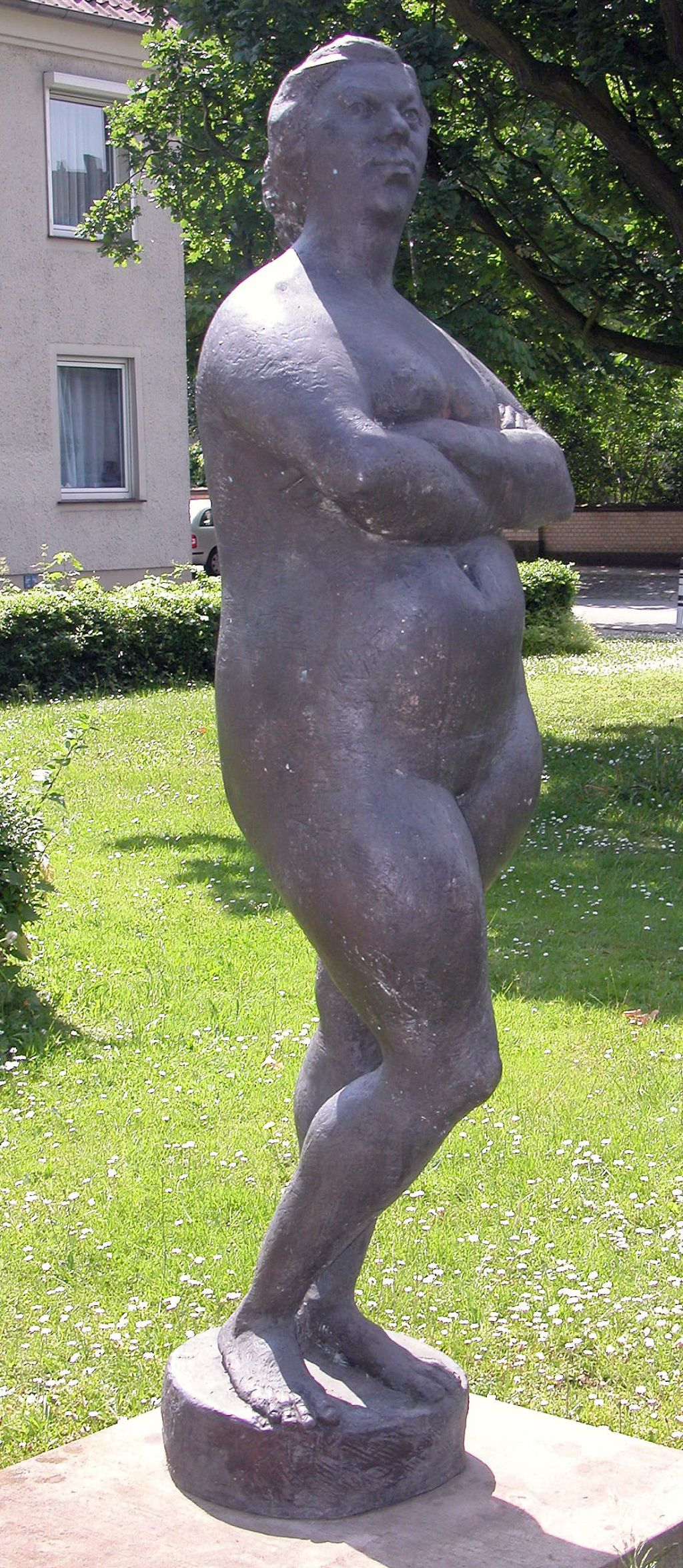
Braunschweiger Venus

- Aufstellungsort: Am Wendentor, neben Torhaus Wendentor (52° 16′ 20″ N, 10° 31′ 29″ O)
- Besonderheiten: -
- Status: noch am selben Ort

## 21. Jahrhundert

### Bogen der Erinnerung (Plessi-Bogen)
- Errichtet: 2000
- Anlass: Lichtparcours 2000
- Entwurf: Fabrizio Plessi

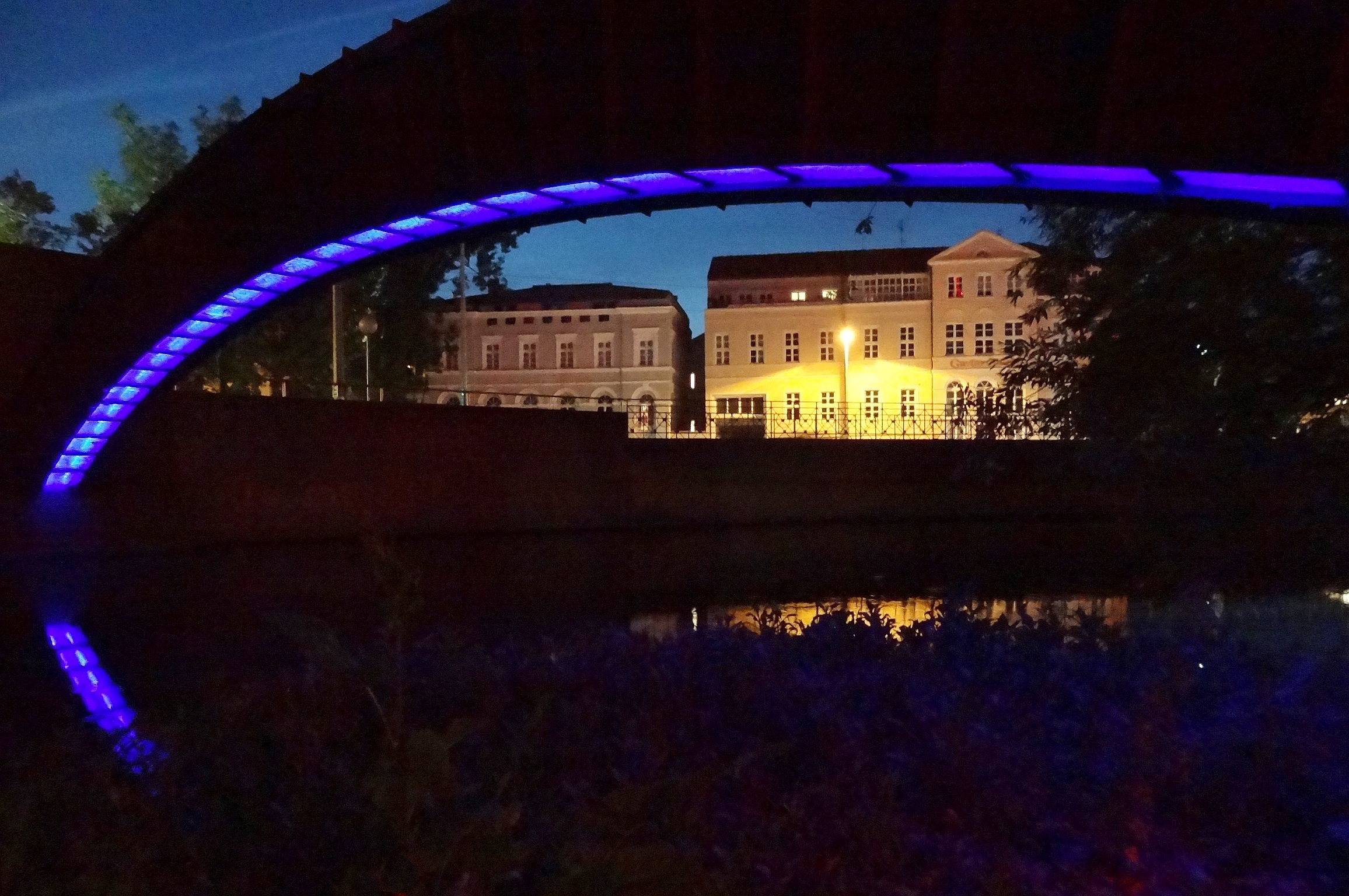
Plessibogen am Abend

- Ausführung: Gerhard Auer (Realisierungsplanung)
- Material: Wetterfester Baustahl
- Aufstellungsort: Europaplatz, Kalenwall (52° 15′ 33″ N, 10° 31′ 2″ O)
- Besonderheiten: Die unbegehbare Brücke soll die Erinnerungen an die Bahnhofsbrücke wecken die hier einst stand. An ihrer Unterseite war zunächst eine Videoinstallation mit 17 TV-Monitoren eingebaut, welche nur von der Oker aus gesehen werden konnte. Im Jahre 2008 wurde diese Installation durch eine blaue LED-Beleuchtung ersetzt.
- Status: noch am selben Ort.

### Gedenkstätte Friedhof Hochstraße
- Errichtet: Mai 2001

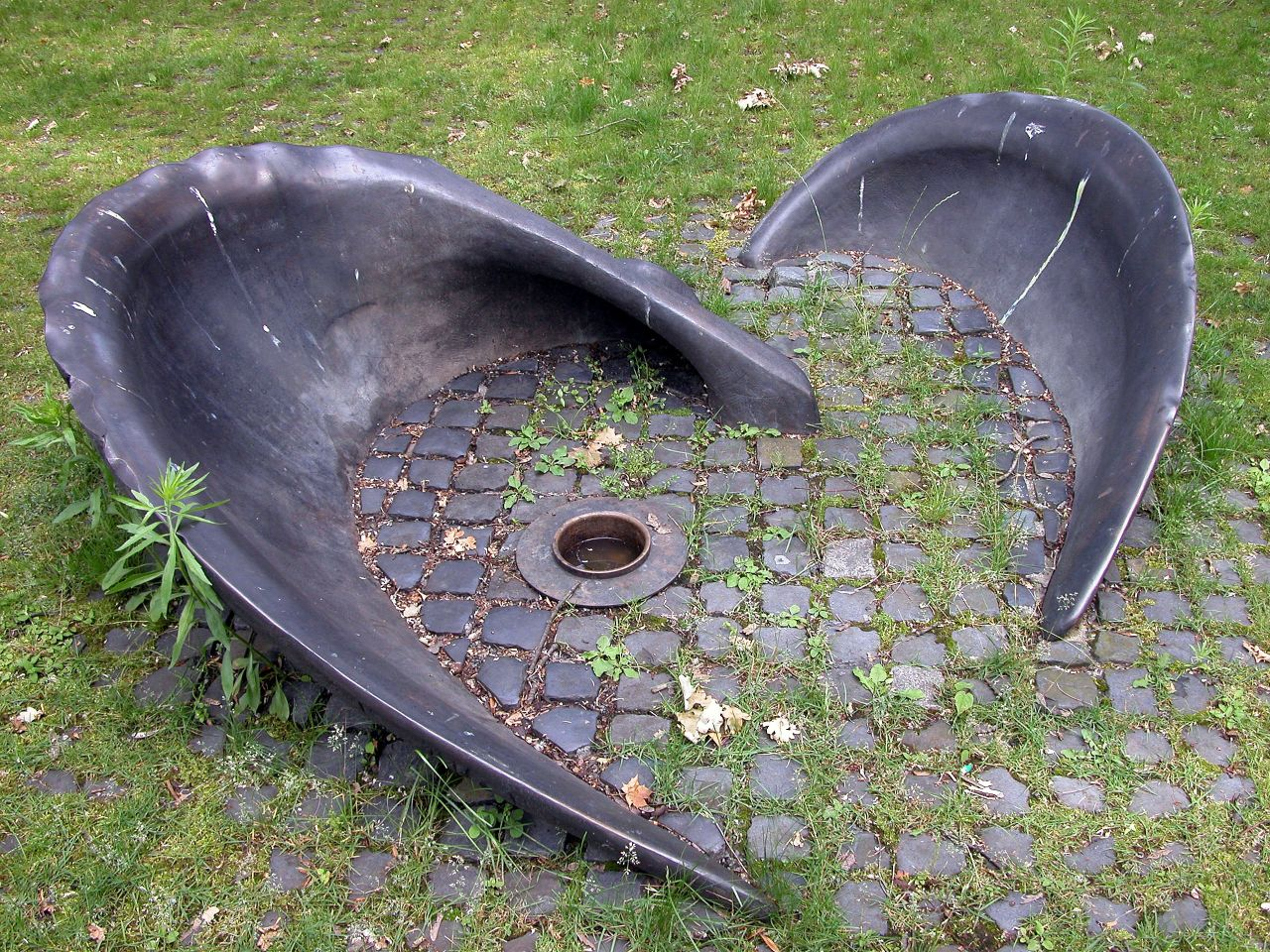
Gedenkstätte Hochstraße

- Anlass: Gedenken an die getöteten Kriegsgefangenen, Zwangsarbeiter und Säuglinge aus Polen.
- Entwurf: Reinhard Coppenrath (D), Andrzej Solyga (PL), Marcin Roszczyk (PL).
- Ausführung: unbekannt
- Material: Bronze
- Aufstellungsort: Gedenkstätte Friedhof Hochstraße
- Besonderheiten: Gemeinschaftsarbeit polnischer und deutscher Künstler
- Status: noch am selben Ort

### Reliefportrait von Samuel Hahnemann
- Errichtet: 2003

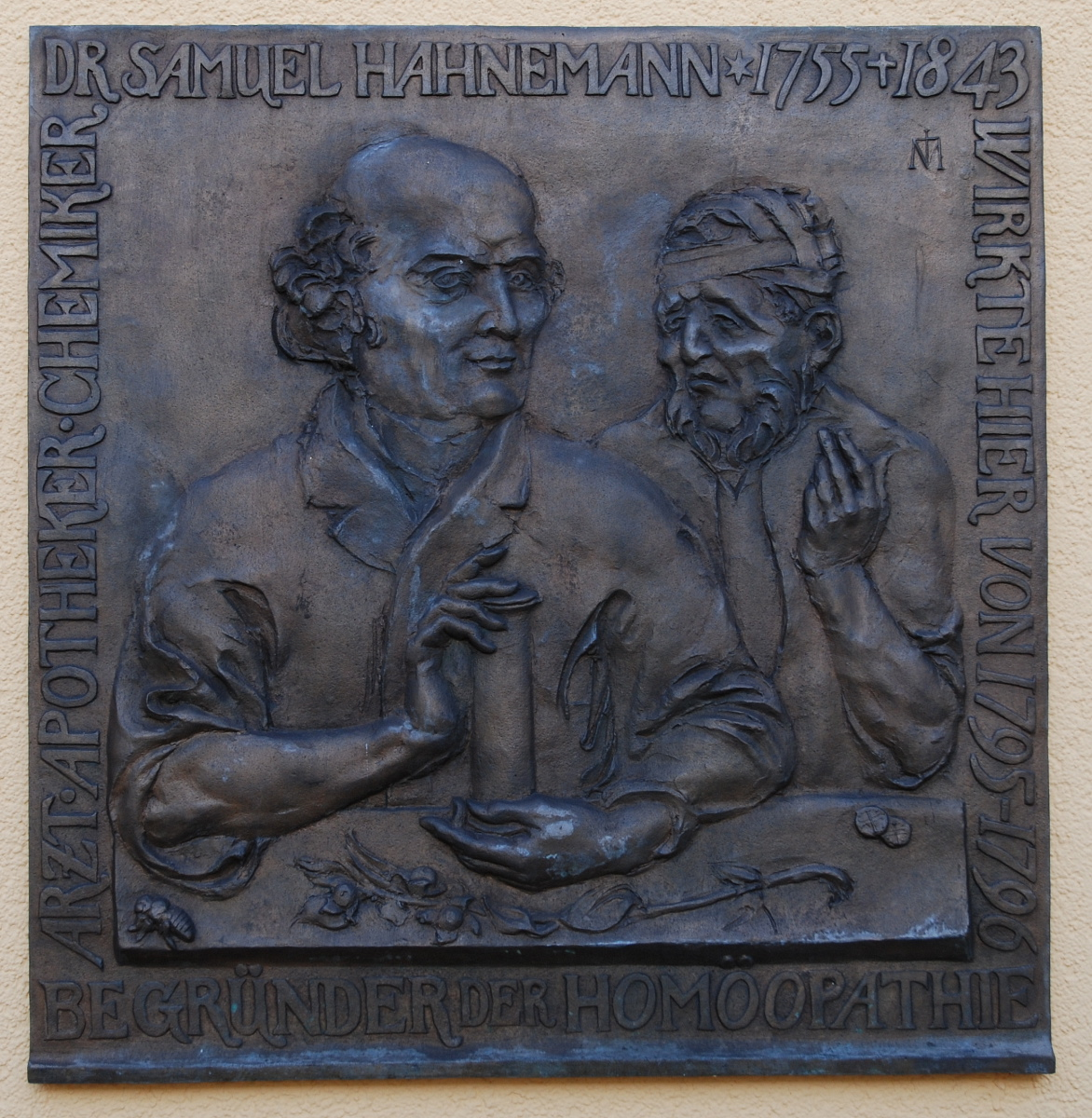
Samuel Hahnemann

- Anlass: Zur Erinnerung an die Braunschweiger Zeit 1795–1796 Samuel Hahnemanns
- Entwurf: Magnus Kleine-Tebbe
- Ausführung: unbekannt
- Material: ?
- Aufstellungsort: Stecherstraße, am Ort der früheren Homöopathischen Central Apotheke
- Besonderheiten: -
- Status: noch am selben Ort

### Laodizea
- Errichtet: 2000 ?
- Anlass: -
- Entwurf: Magnus Kleine-Tebbe
- Ausführung: Magnus Kleine-Tebbe
- Material: Marmor

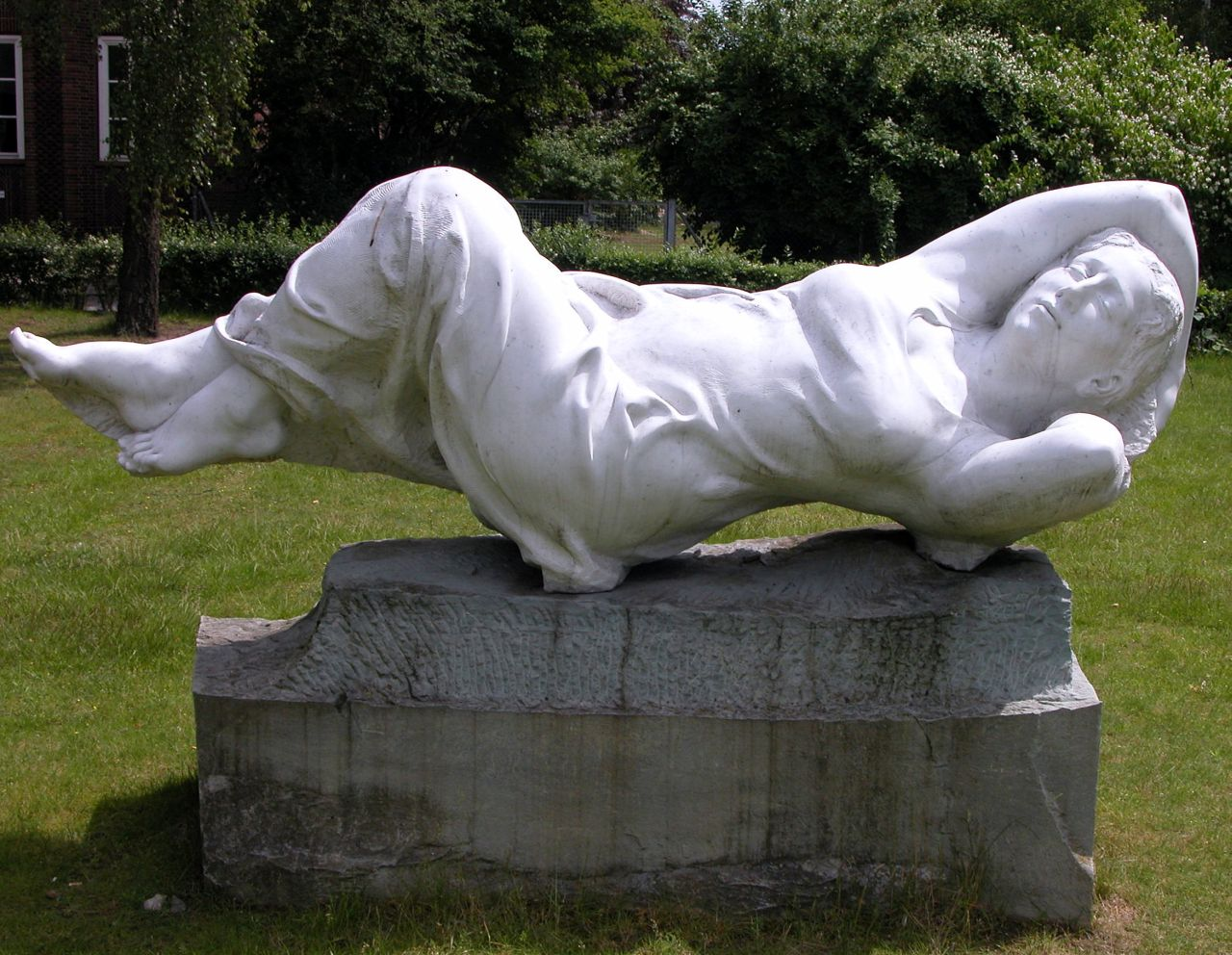
Laodizea

- Aufstellungsort: Technische Universität Braunschweig, Pockelsstraße 11
- Besonderheiten: -
- Status: noch am selben Ort

### Der Elster Flohmarkt
- Errichtet: 2004

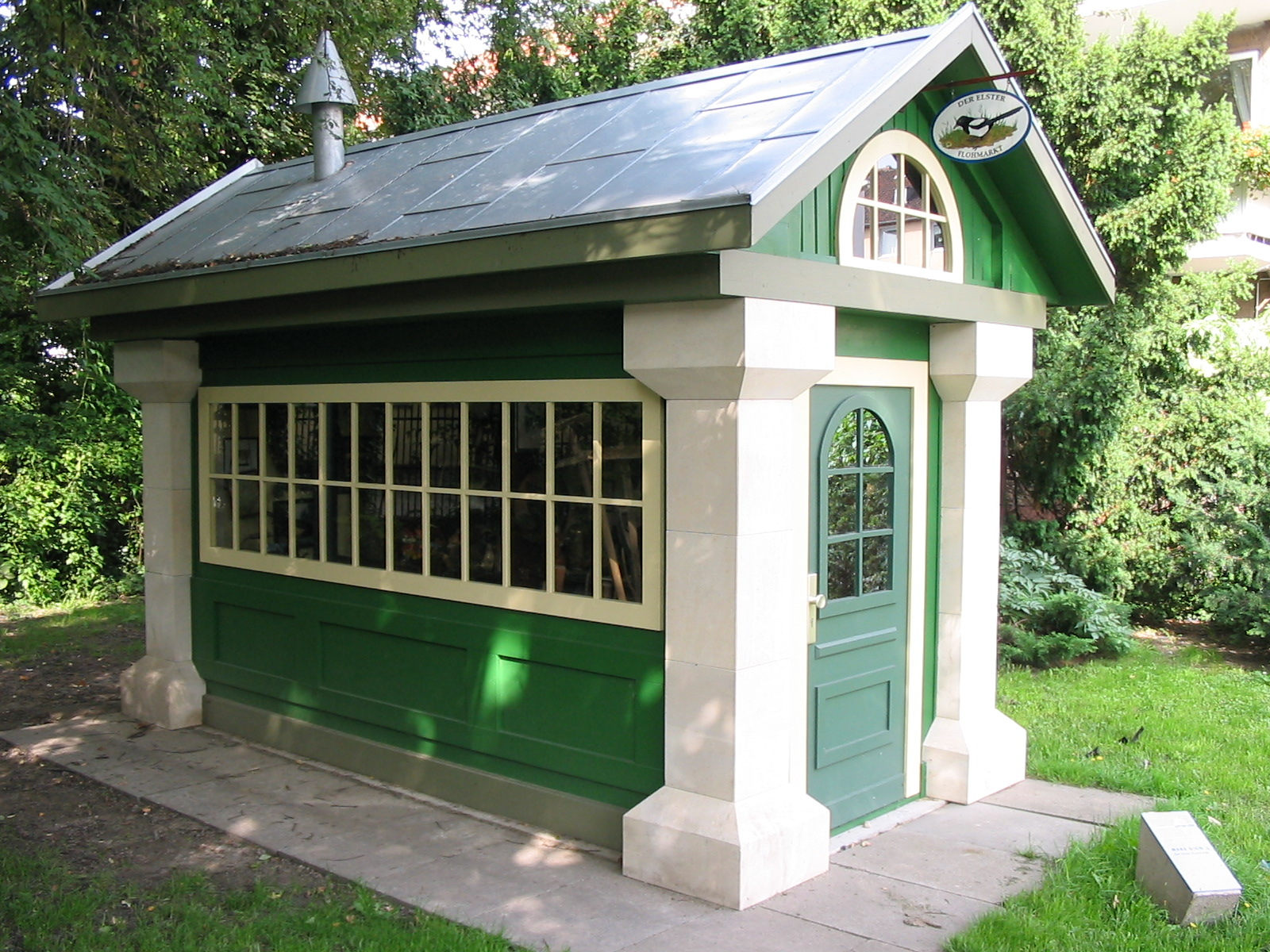
Elster Flohmarkt

- Anlass: Braunschweig Parcours 2004
- Entwurf: Mark Dion
- Ausführung: Mark Dion
- Material: -
- Aufstellungsort: Hohes Tor, Sonnenstraße. (52° 15′ 45″ N, 10° 30′ 45″ O)
- Besonderheiten: -
- Status: noch am selben Ort

### ZIKZAK
- Errichtet: 2004

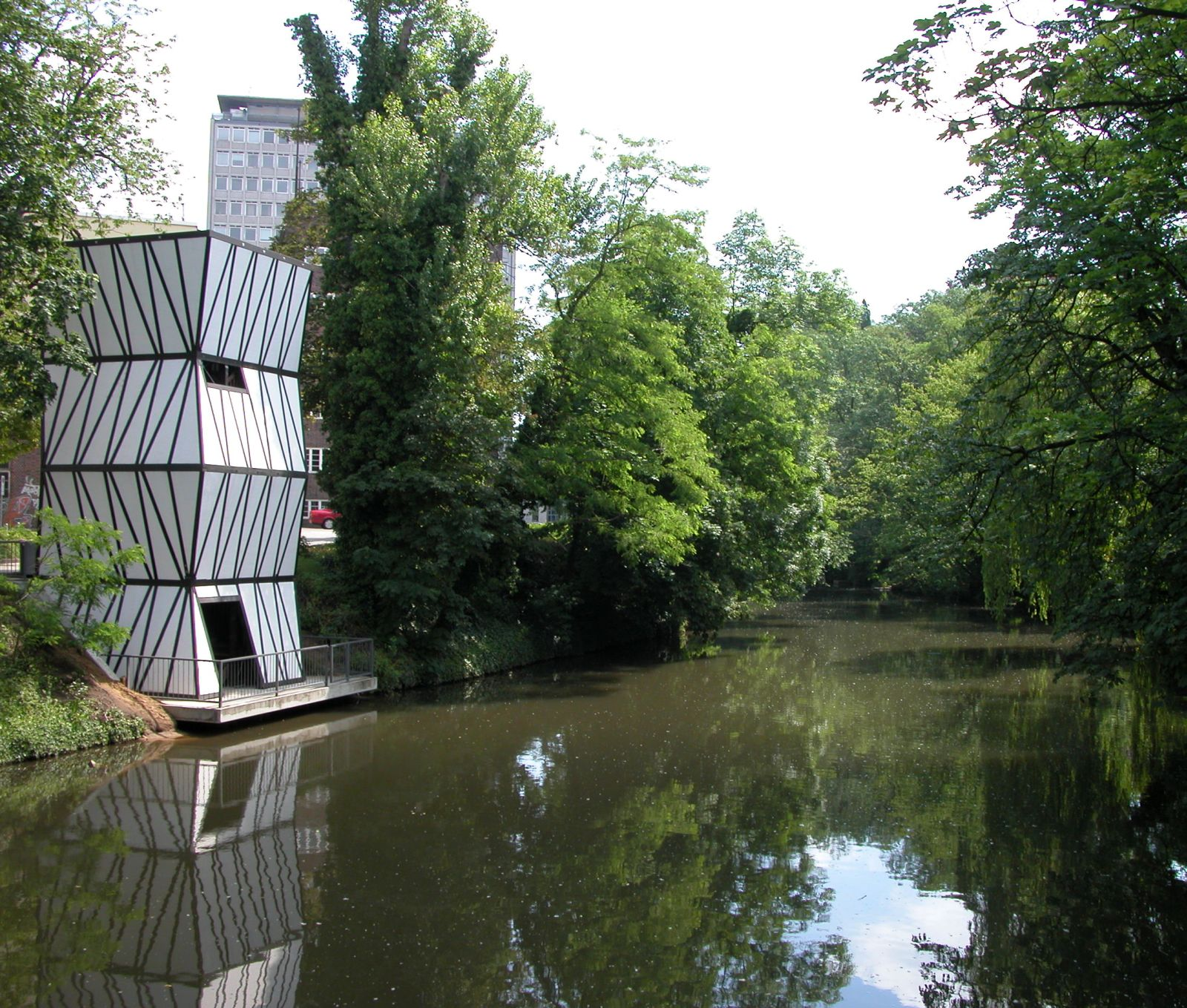
ZIKZAK

- Anlass: Braunschweig Parcours 2004
- Entwurf: Pedro Reyes
- Ausführung: Pedro Reyes
- Material: Holz
- Aufstellungsort: Am Ufer der Oker bei der Brücke Am Wendentor in östlicher Richtung stadtauswärts.
- Besonderheiten: Fachwerkkonstruktion, die an der Oker als Bootsanleger diente und gleichzeitig Aussichtsplattform war. Der Turm sollte, vertraglich vereinbart, eigentlich bis 2008 stehen bleiben,[12] wurde dann aber erst Anfang 2011 abgebaut.[13]
- Status: Anfang 2011 abgebaut

### Chatschkar
- Errichtet: 24. April 2005

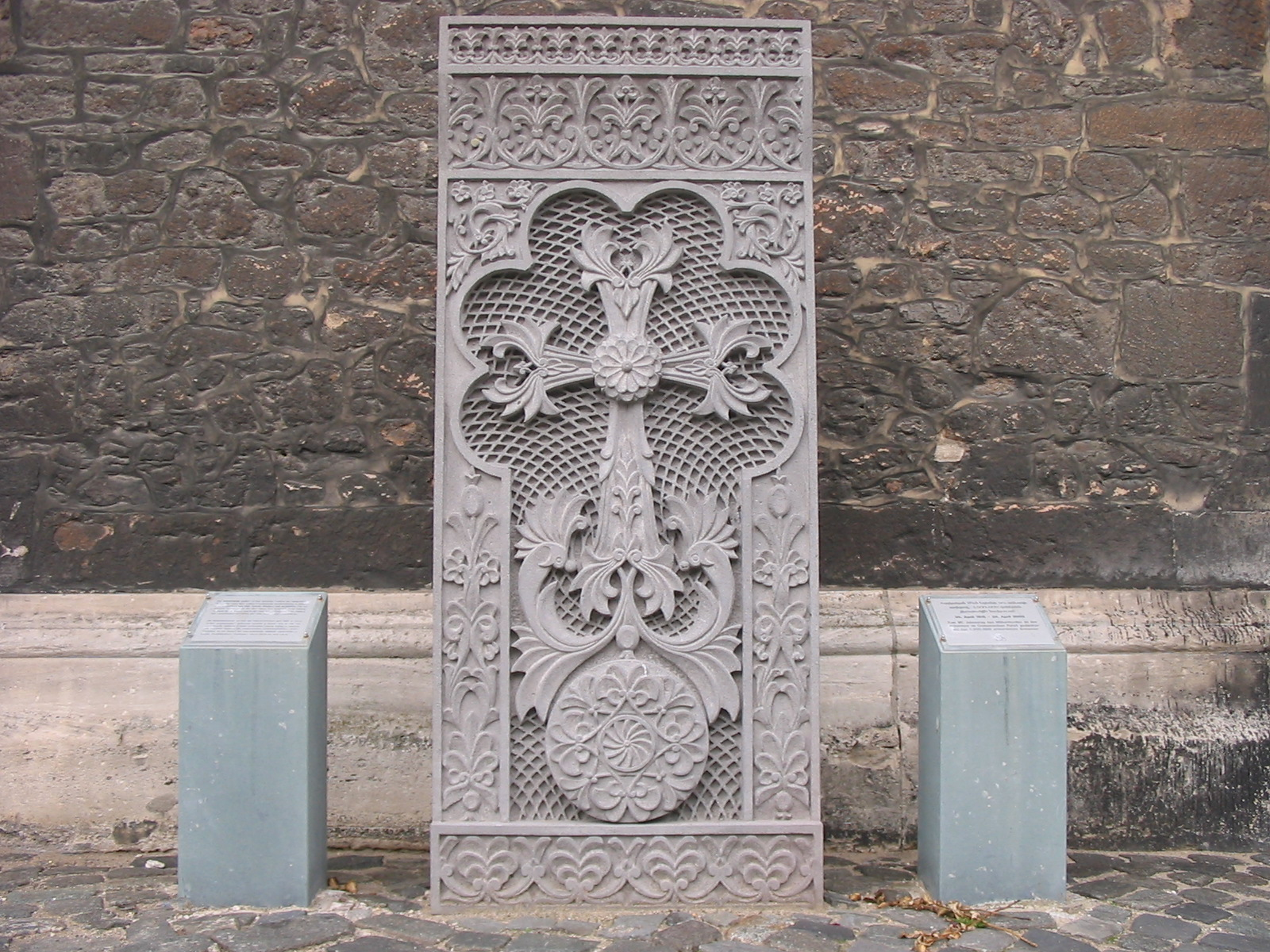
Chatschkar

- Anlass: Gedenken an den 90. Jahrestag des Völkermordes an den Armeniern im Osmanischen Reich.
- Entwurf: unbekannt
- Ausführung: unbekannt
- Material: Stein
- Aufstellungsort: Ostseite der Brüdern-Kirche
- Besonderheiten: Neben dem Stein stehen rechts und links zwei kleinere Säulen mit erklärenden Texten zum Chatschkar sowie zum Anlass der Aufstellung.
- Status: noch am selben Ort

### Stolpersteine
- Errichtet: 9. März 2006

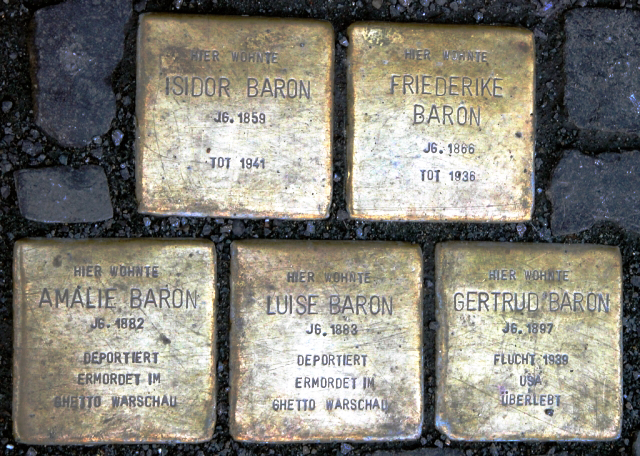
Stolpersteine

- Anlass: Gedenken an Opfer des Nationalsozialismus aus Braunschweig.
- Entwurf: Gunter Demnig
- Ausführung: Gunter Demnig
- Material: Messing auf Stein
- Aufstellungsort: An verschiedenen Stellen in der Stadt, jeweils an ehemaligen Wohnorten von Bürgern der Stadt Braunschweig.
- Besonderheiten: Bei „Stolpersteine“ handelt es sich um ein europaweit angelegtes Projekt des Kölner Bildhauers Gunter Demnig. Zitat: „Ein Projekt, das die Erinnerung an die Vertreibung und Vernichtung der Juden, der Zigeuner, der politisch Verfolgten, der Homosexuellen, der Zeugen Jehovas und der Euthanasieopfer im Nationalsozialismus lebendig hält.“[14]
- Status: noch am selben Ort

### Asparagus
- Errichtet: 2005
- Anlass: unbekannt
- Entwurf: Ina Otto
- Ausführung: Ina Otto

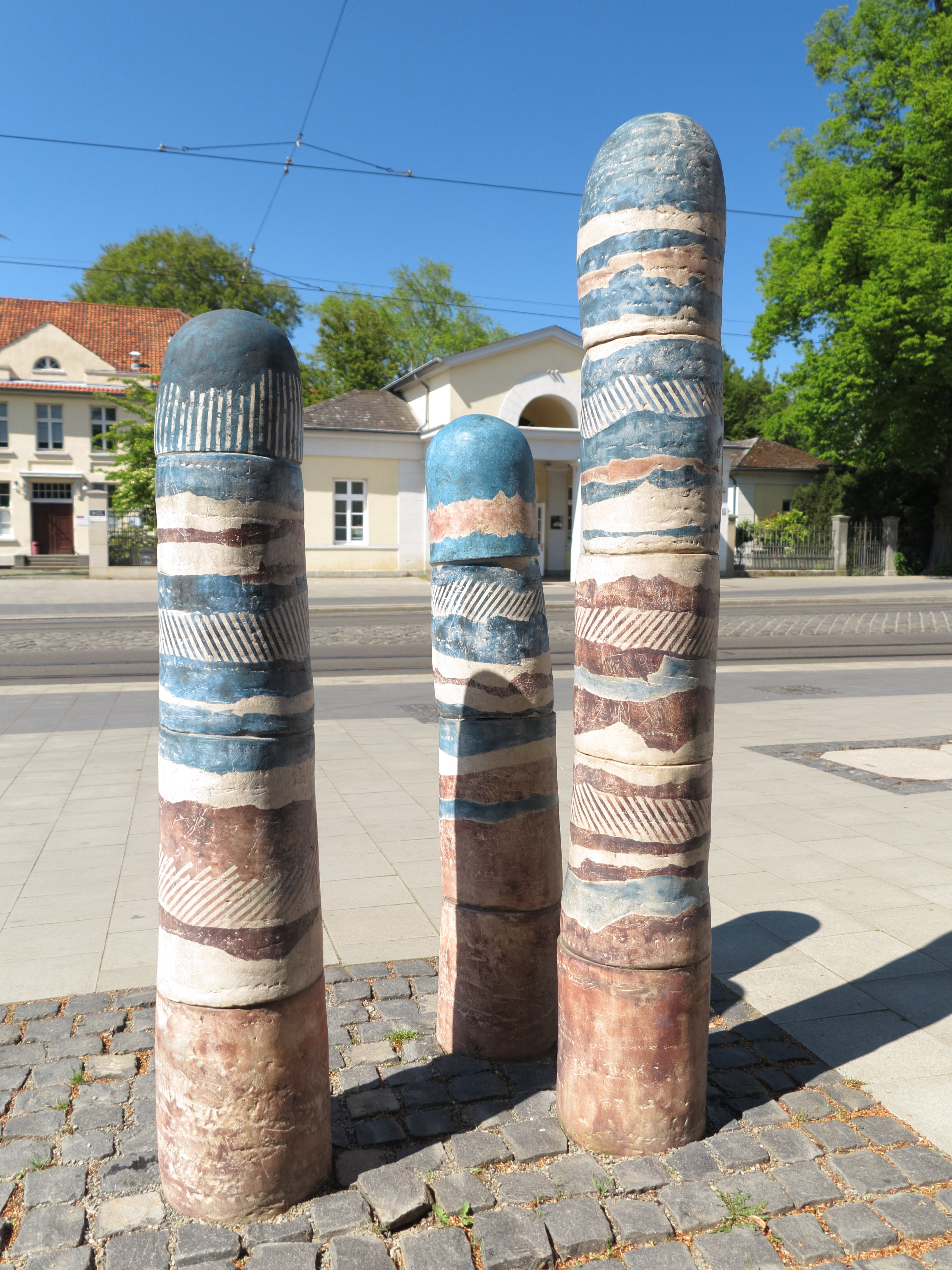
Asparagus

- Material: Keramik, gefüllt mit Beton
- Aufstellungsort: vor dem Torhaus Humboldtstraße 34, Galeriegebäude des BBK (52° 16′ 12″ N, 10° 32′ 0″ O)
- Besonderheiten: -
- Status: noch am selben Ort

### Löwenköpfe auf dem Domplatz
- Errichtet: 2006/2007
- Anlass: unbekannt
- Entwurf: Matthias Scheibner

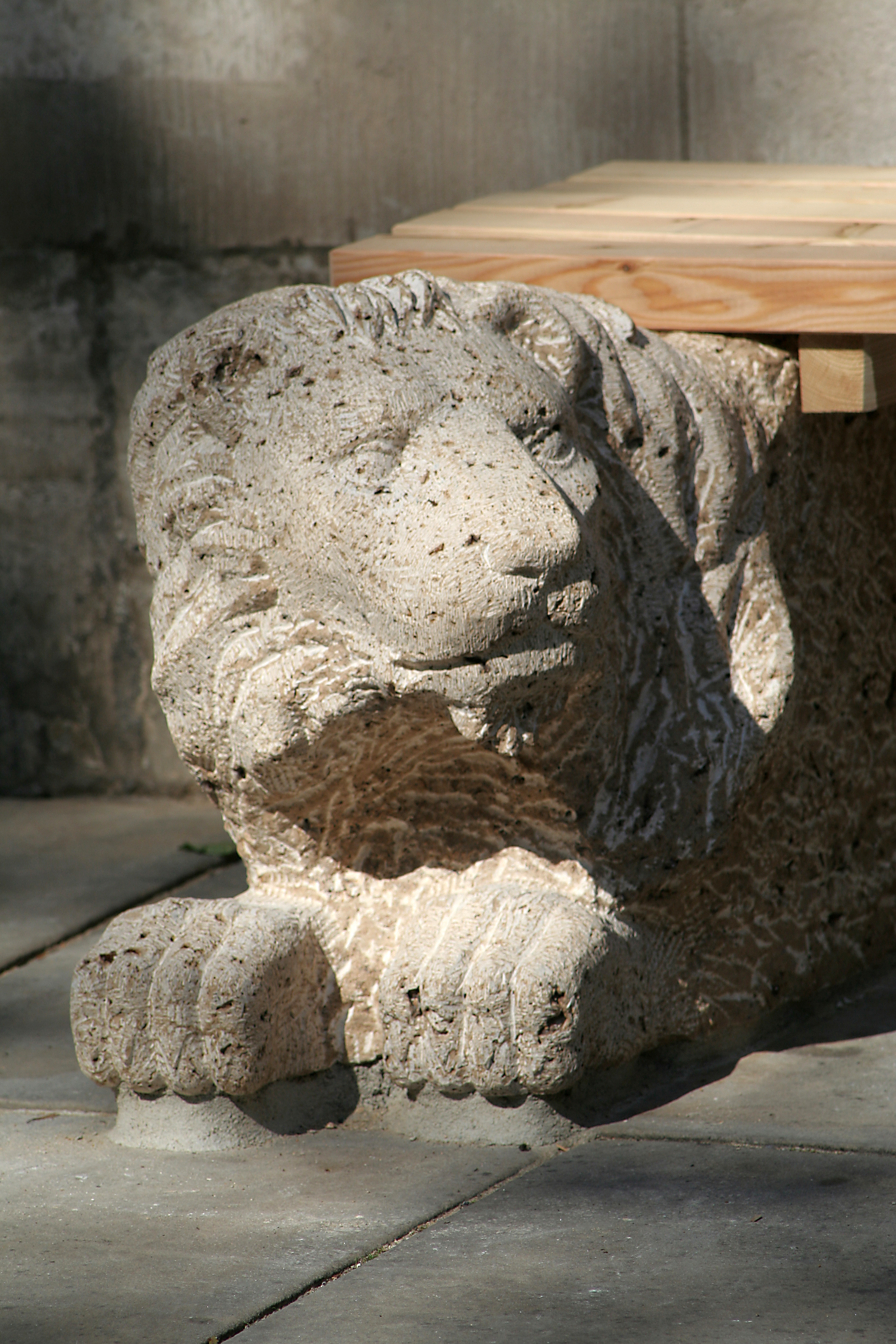
Löwe auf dem Domplatz

- Ausführung: Matthias Scheibner (Inhaber Firma Naturstein Zerries)
- Material: Thüringer Travertin
- Aufstellungsort: Domplatz, auf der Südseite des Braunschweiger Doms (52° 15′ 51″ N, 10° 31′ 26″ O)
- Besonderheiten: elf verschiedene Motive, Unterbau für 5 Sitzbänke
- Status: noch am selben Ort

### 2000 Jahre Christentum
- Errichtet: 21. September 2006
- Anlass:
- Entwurf: Jürgen Weber
- Ausführung: Jürgen Weber
- Material: Bronze

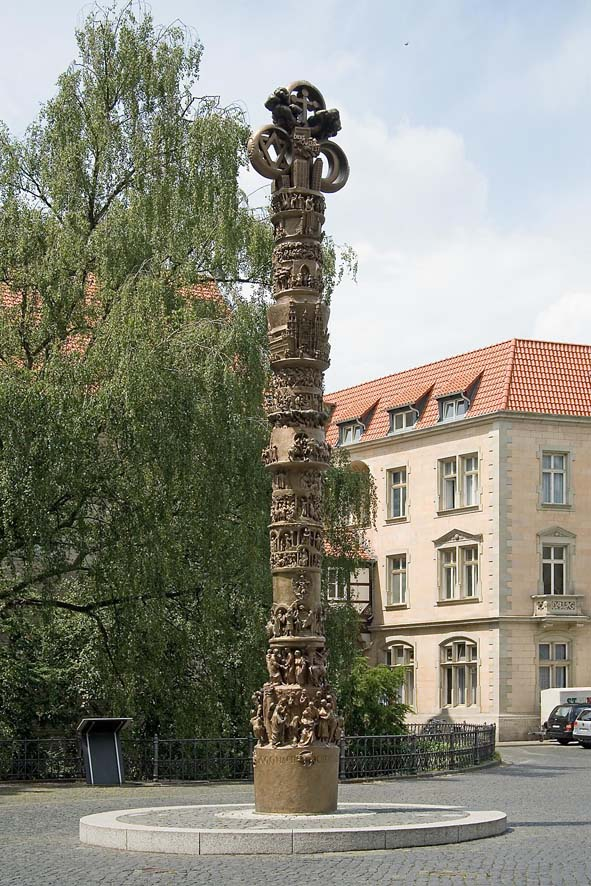
2000 Jahre Christentum

- Aufstellungsort: Ruhfäutchenplatz, am ehemaligen Standort des Reiterstandbildes von Herzog Wilhelm (52° 15′ 54″ N, 10° 31′ 28″ O)
- Besonderheiten:
- Status: noch am selben Ort

### Jubiläumsstele Melverode
- Errichtet: 14. Juli 2007

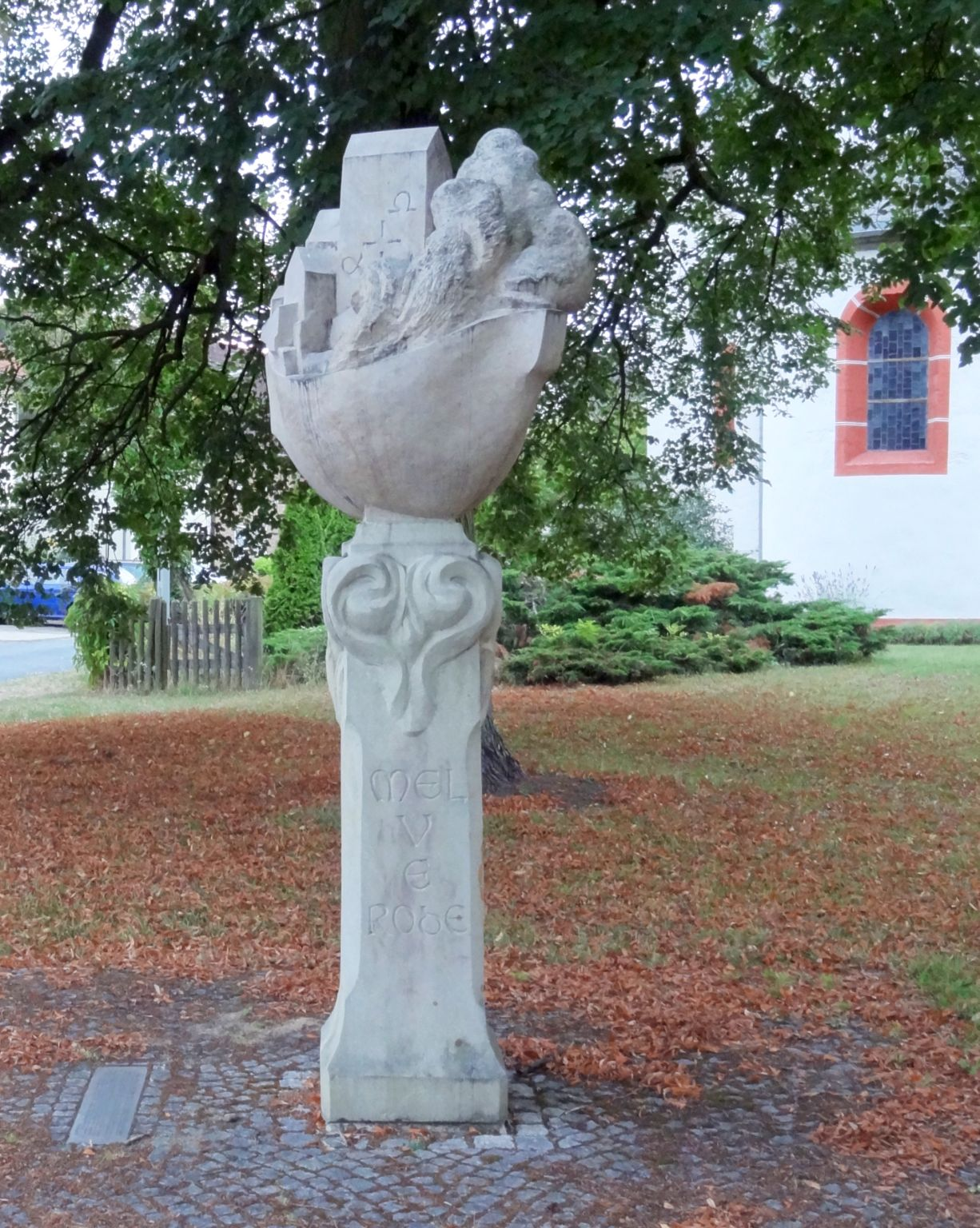
Jubiläumsstele

- Anlass: 1000-jähriges Bestehen der Gemeinde Melverode
- Entwurf: Magnus Kleine-Tebbe
- Ausführung: Magnus Kleine-Tebbe
- Material: Sandstein
- Aufstellungsort: Kirchplatz der Nicolaikirche in Melverode
- Besonderheiten:
- Status: noch am selben Ort

### Jakob A.T.
- Errichtet: August 2009[15]

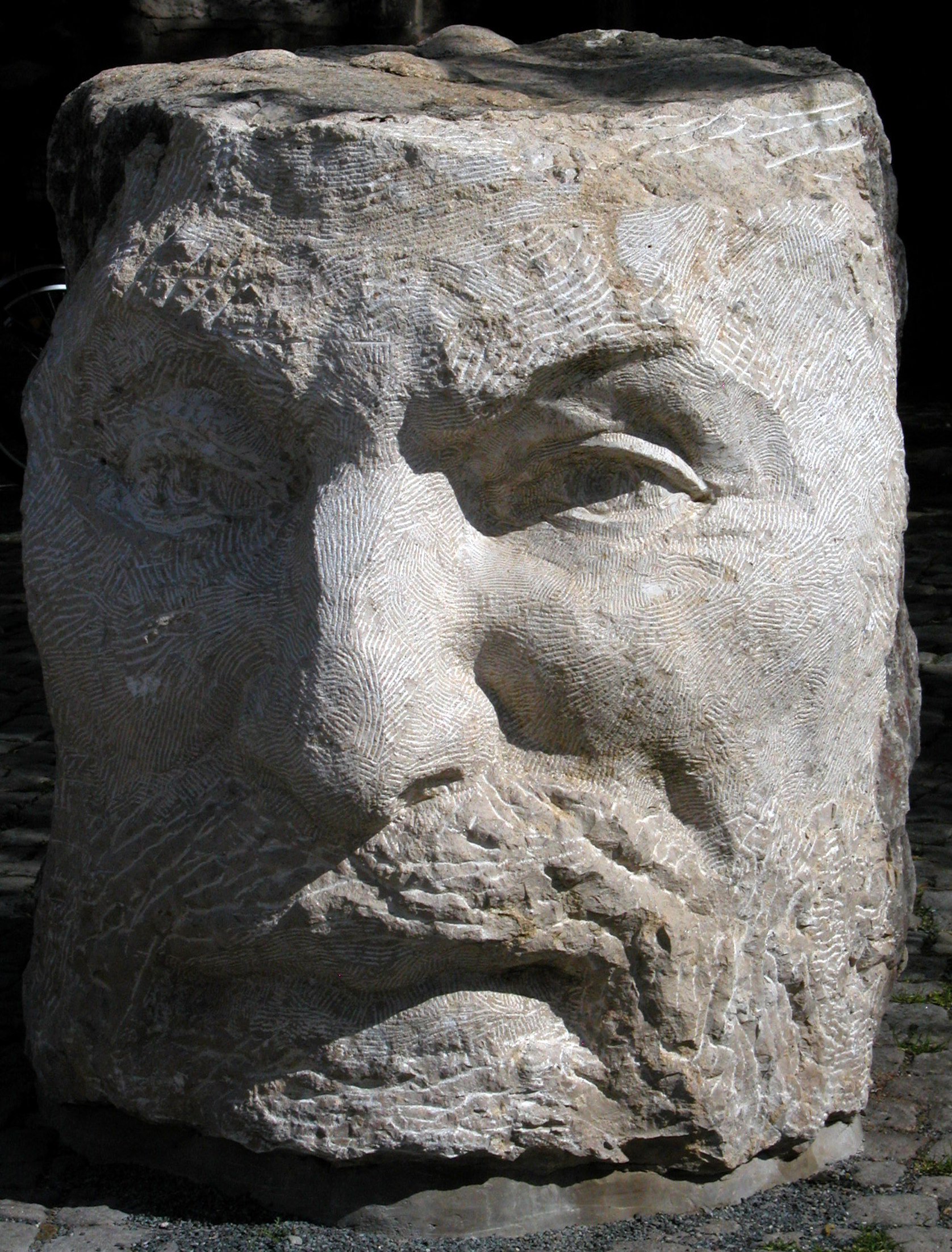
Jakob A.T.

- Anlass: Werkschau des Künstlers in der Jakob-Kemenate, St. Martini Kirche und im Amtsgericht
- Entwurf: Magnus Kleine-Tebbe
- Ausführung: Magnus Kleine-Tebbe
- Material: Stein
- Aufstellungsort: Südwestseite der Martinikirche.
- Besonderheiten:
- Status: noch am selben Ort

### Simson himmelwärts
- Errichtet: August 2009[15]

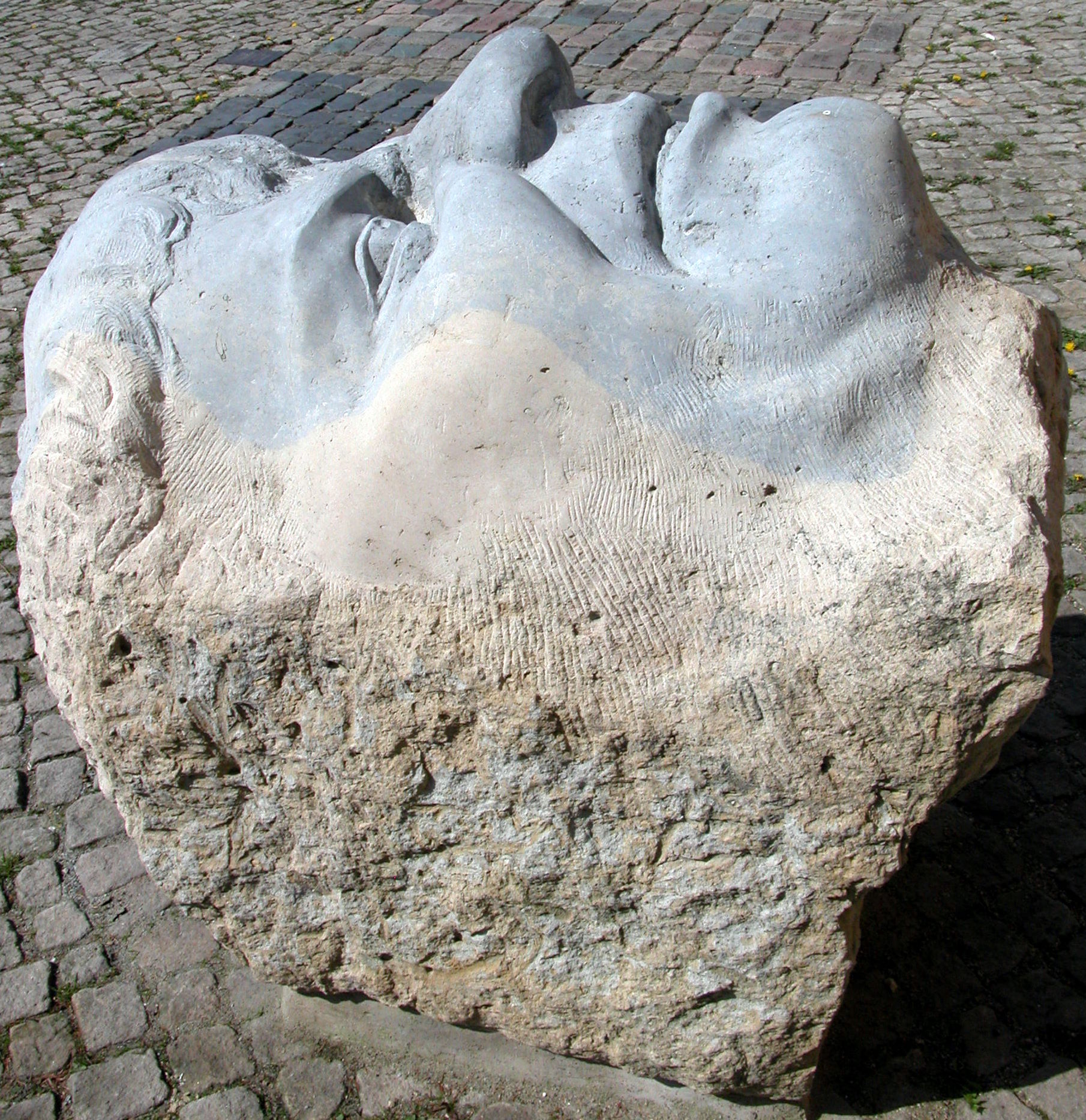
Simson himmelwärts

- Anlass: Werkschau des Künstlers in der Jakob-Kemenate, St. Martini Kirche und im Amtsgericht
- Entwurf: Magnus Kleine-Tebbe
- Ausführung: Magnus Kleine-Tebbe
- Material: Stein
- Aufstellungsort: Südseite der Martinikirche.
- Besonderheiten:
- Status: noch am selben Ort

### Mauer-Denkmal
- Errichtet: 9. November 2009

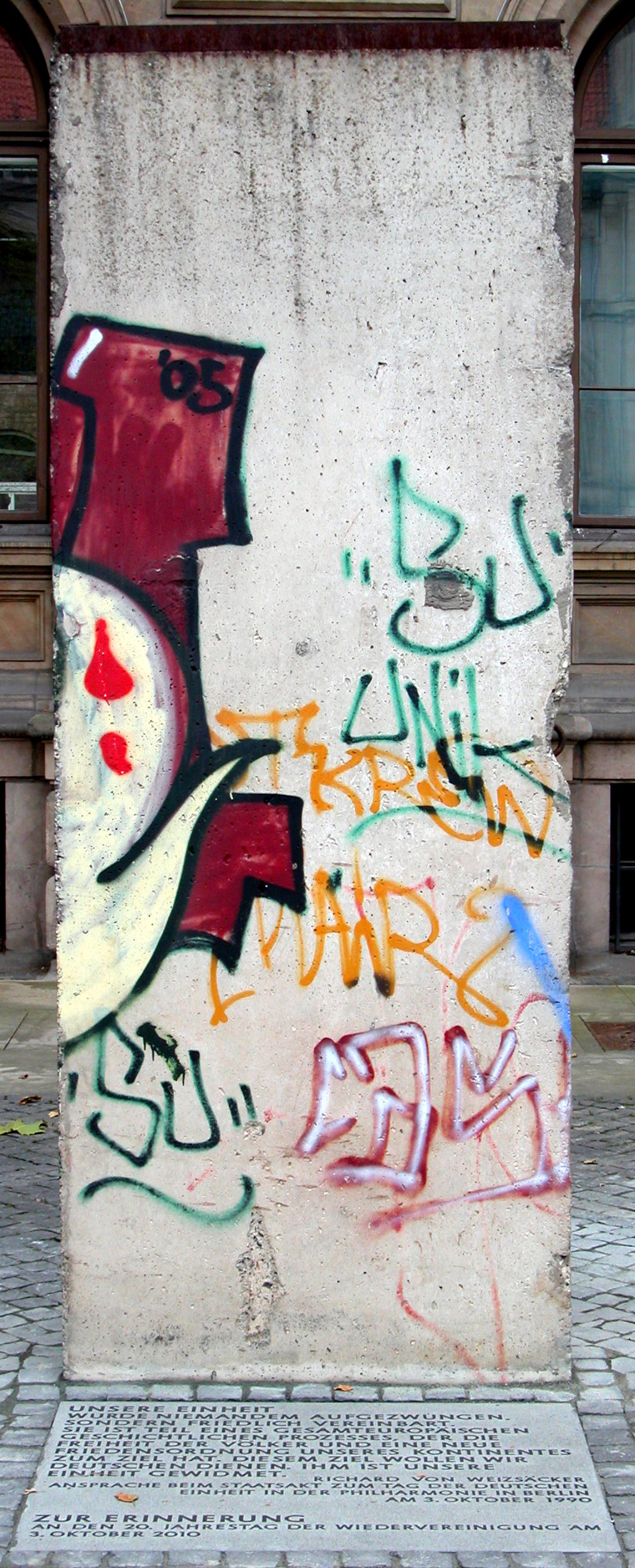
Mauer-Denkmal

- Anlass: 20. Jahrestag des Mauerfalls
- Entwurf:
- Ausführung:
- Material: Beton
- Aufstellungsort: „Platz der Deutschen Einheit“ (Südseite)
- Besonderheiten: Das Originalstück der Berliner Mauer ist ein Geschenk des Axel-Springer-Verlages an die Stadt Braunschweig zum 20. Jahrestag des Mauerfalls (Plakette auf der Rückseite des Denkmals). Am 1. Oktober 2010, zum 20. Jahrestag der Deutschen Wiedervereinigung am 3. Oktober 2010, dem Tag der Deutschen Einheit, wurde das Mauer-Denkmal durch eine steinerne Gedenkplatte ergänzt. Auf dieser befindet sich ein Zitat aus der Ansprache des damaligen deutschen Bundespräsidenten Richard von Weizsäcker zum Staatsakt anlässlich des Tages der Deutschen Einheit am 3. Oktober 1990.
- Status: noch am selben Ort

### Gedenktafel zur Bücherverbrennung vom 10. Mai 1933
- Errichtet: 23. Juni 2010

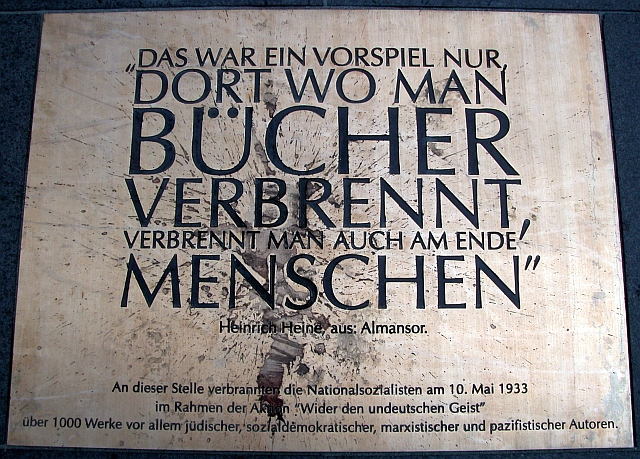
Gedenktafel zur Bücherverbrennung vom 10. Mai 1933

- Anlass: Gedenken an die Bücherverbrennungen am 10. Mai 1933 in Braunschweig[16]
- Entwurf: Schroers Werbeagentur, Braunschweig
- Ausführung: sign point, Braunschweig
- Material: Bronzeguss
- Aufstellungsort: Auf dem Schlossplatz, zwischen den Reiterstandbildern. Ungefähr an der Stelle, wo die Bücherverbrennung 1933 stattfand.
- Besonderheiten: Auf der Tafel befindet sich das Zitat aus Heinrich Heines Tragödie Almansor: „Das war ein Vorspiel nur, dort wo man Bücher verbrennt, verbrennt man auch am Ende Menschen.“[17]
- Status: noch am selben Ort

### Green Housing
- Errichtet: 11. Oktober 2011
- Anlass:

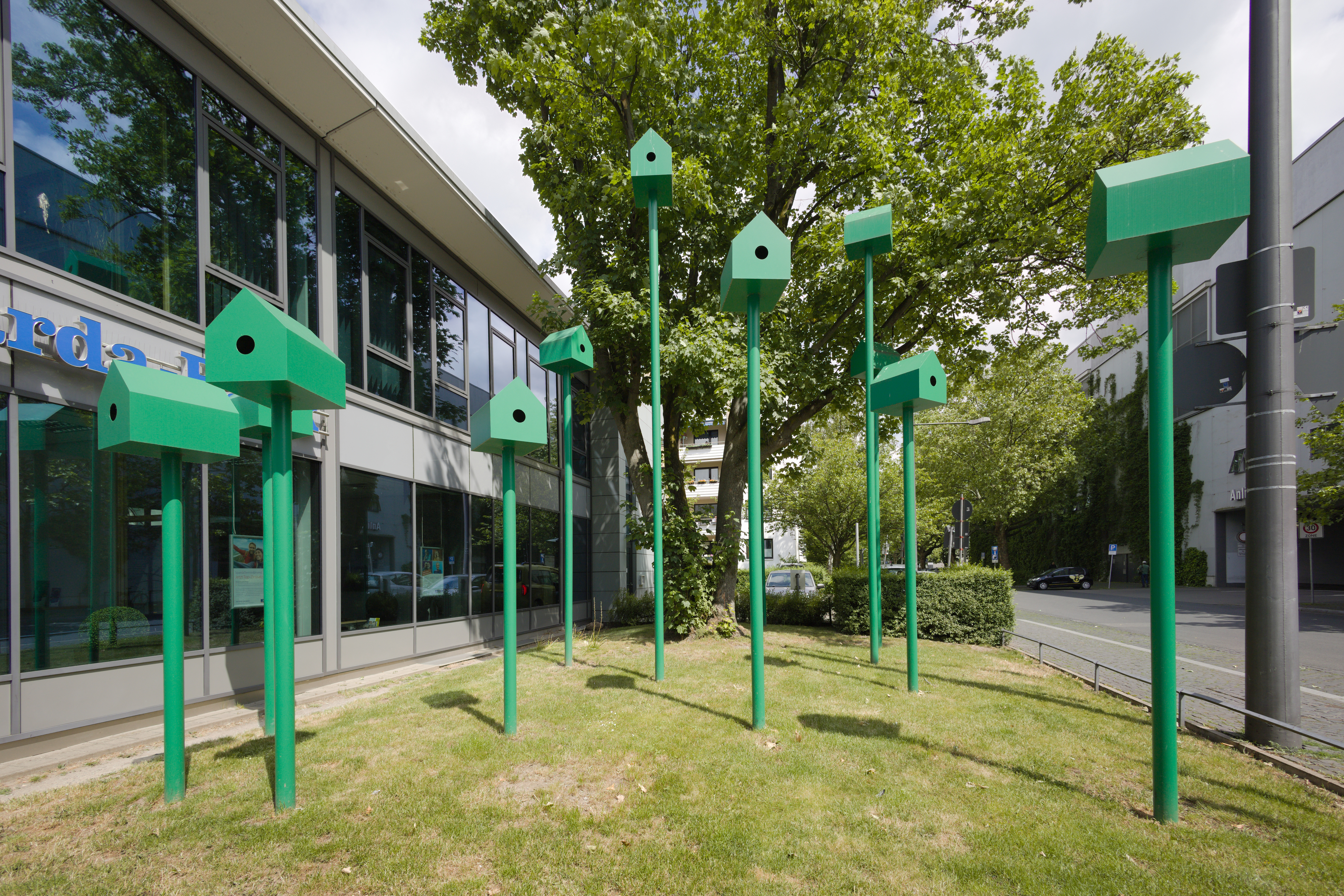
Green Housing

- Entwurf: Friederike Kersten und Matthias Ahrens
- Ausführung:
- Material: Stahl-/Edelstahl
- Aufstellungsort: Ritterbrunnen / Am Schloßgarten
- Besonderheiten: Dauerleihgabe der Braunschweiger Bürgerstiftung
- Status: noch am selben Ort

### Inzephalus Amorphus
- Errichtet: 2011
- Anlass: unbekannt
- Entwurf: Reiner Maria Matysik
- Ausführung: Reiner Maria Matysik
- Material: Kunststoff

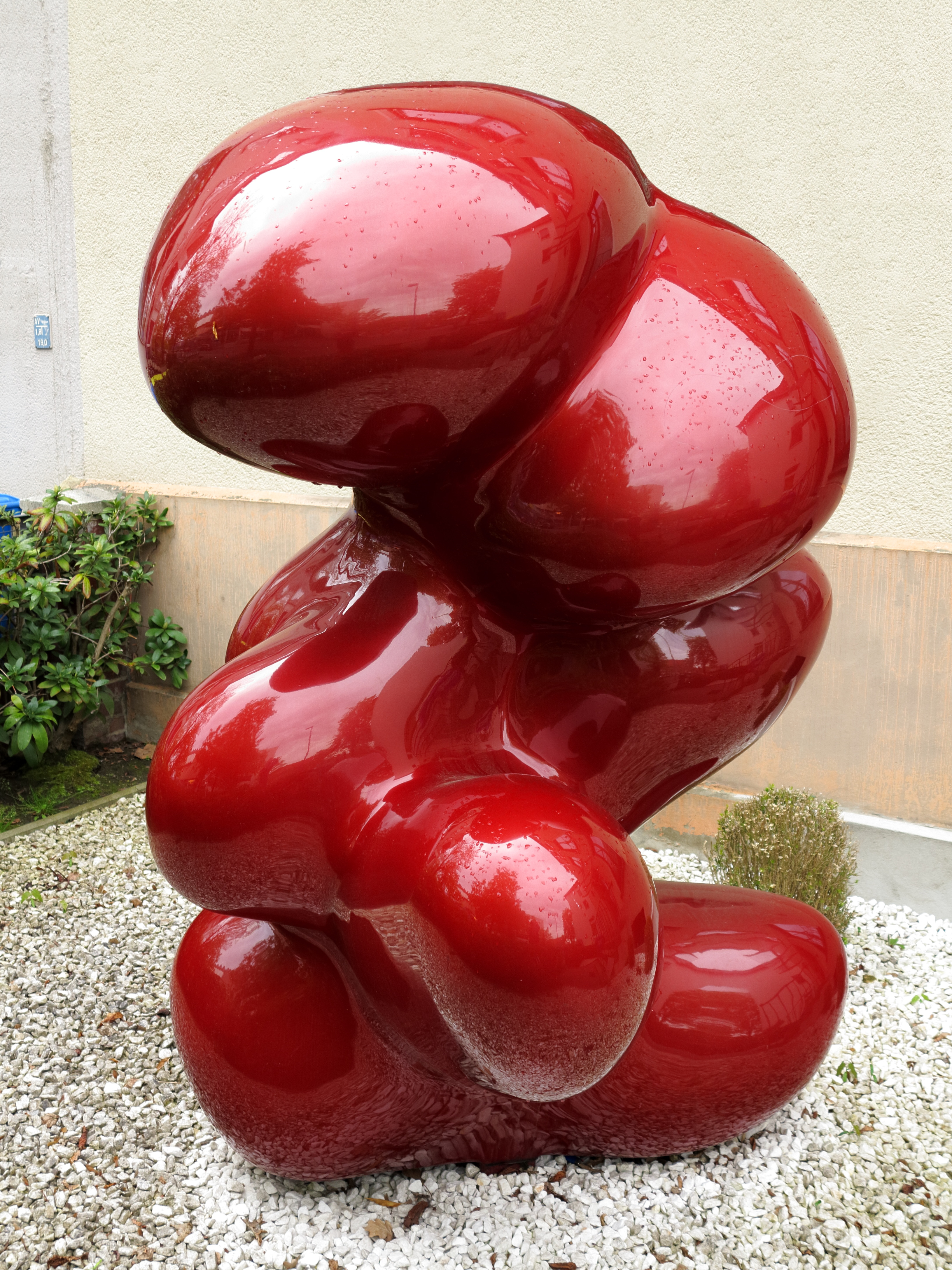
Inzephalus Amorphus

- Aufstellungsort: vor einem Ingenieurbüro (52° 16′ 27″ N, 10° 31′ 43″ O)
- Besonderheiten: -
- Status: noch am selben Ort

### Bildstock Christophorus
- Errichtet: 9. April 2012
- Anlass:
- Entwurf:
- Ausführung: Günther Dittmann
- Material: Deisterkalkstein

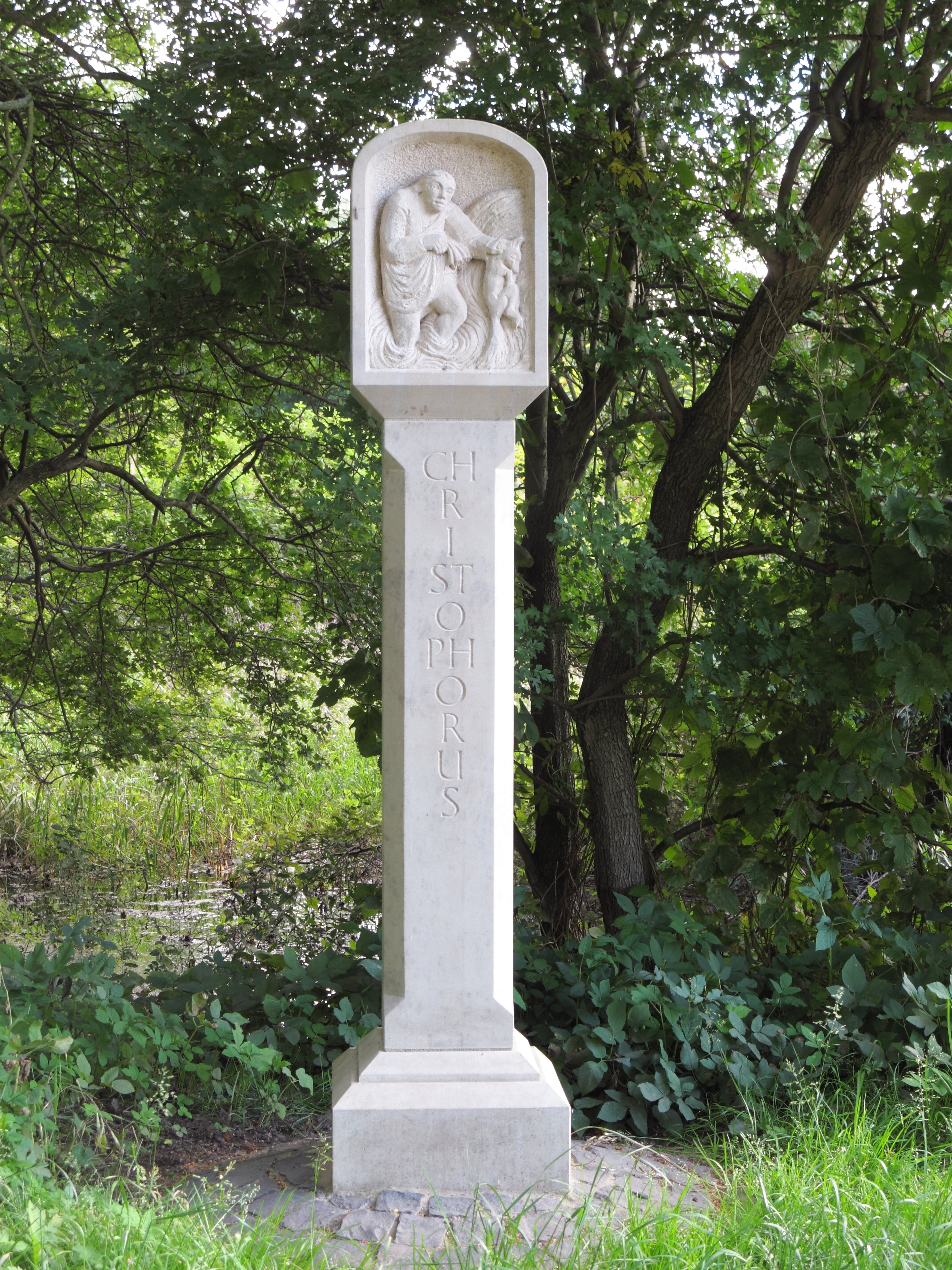
Bildstock „Christophorus“

- Aufstellungsort: Pepperstieg / Karl-Hintze-Weg
- Besonderheiten: nach einem 1948 entstandenen Holzschnitt von Prof. Joachim Dunkel
- Status: noch am selben Ort

### Der Türmer
- Errichtet: 26. Juli 2014
- Anlass:

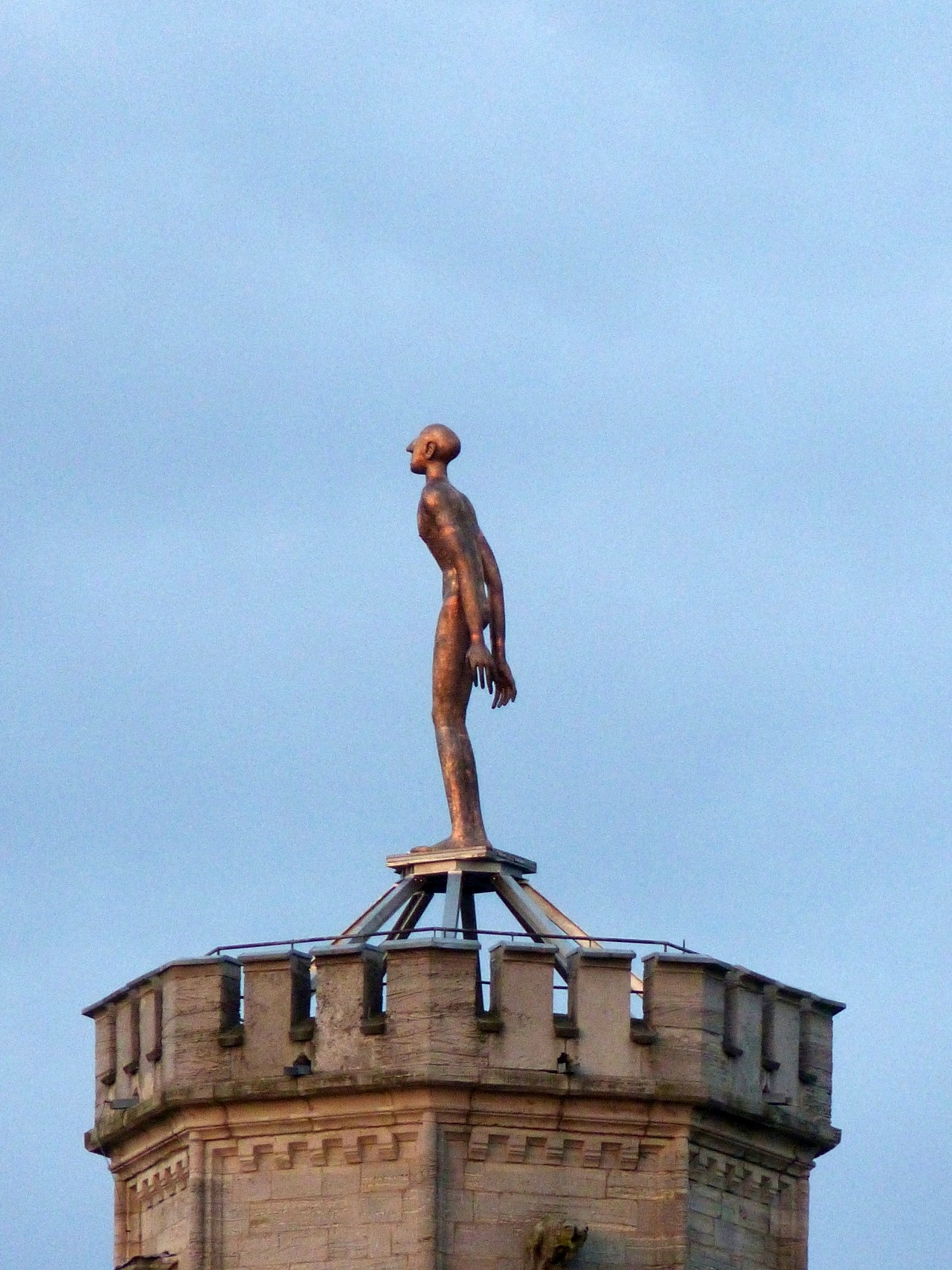
Der Türmer

- Entwurf: Klaus Stümpel (1941–2015)
- Ausführung:
- Material: Bronze
- Aufstellungsort: auf dem Druckturm des ehemaligen Flusswasserwerkes im Bürgerpark
- Besonderheiten:
- Status: noch am selben Ort

### Solus Christus
- Errichtet: Oktober 2014[18]
- Anlass: 500 Jahre Reformation
- Entwurf: Magnus Kleine-Tebbe
- Ausführung: Magnus Kleine-Tebbe
- Material: Stein

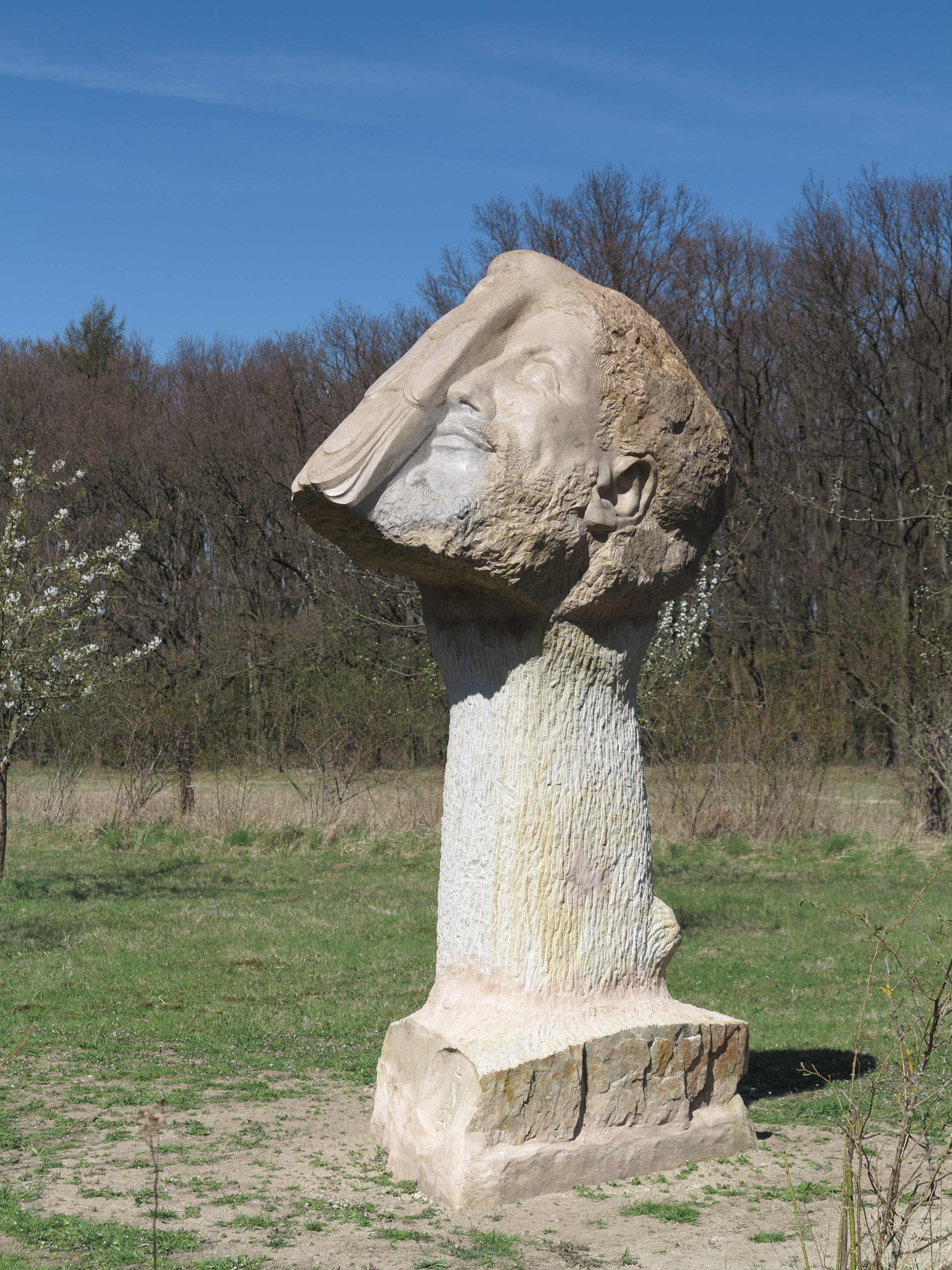
Solus Christus

- Aufstellungsort: Nordseite des Bienroder Sees.
- Besonderheiten:
- Status: noch am selben Ort

### Ginkgo Biloba
- Errichtet: 2014
- Anlass:
- Entwurf: Quinto Provenziani
- Ausführung:
- Material: Bronze

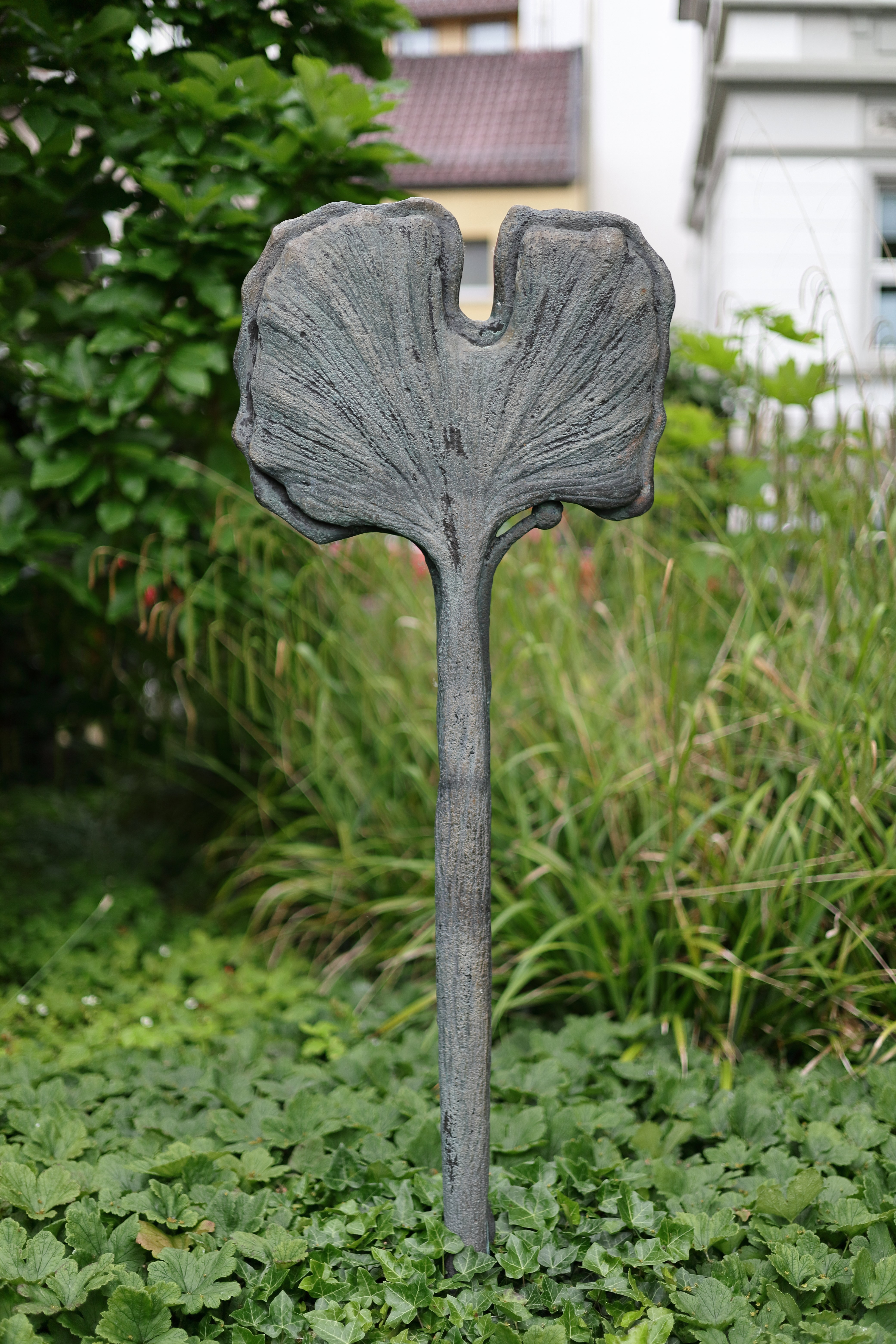
Ginkgo Biloba

- Aufstellungsort: Botanischer Garten
- Besonderheiten:
- Status: noch am selben Ort

### Der Graue Bus
- Errichtet: 21. Mai 2015

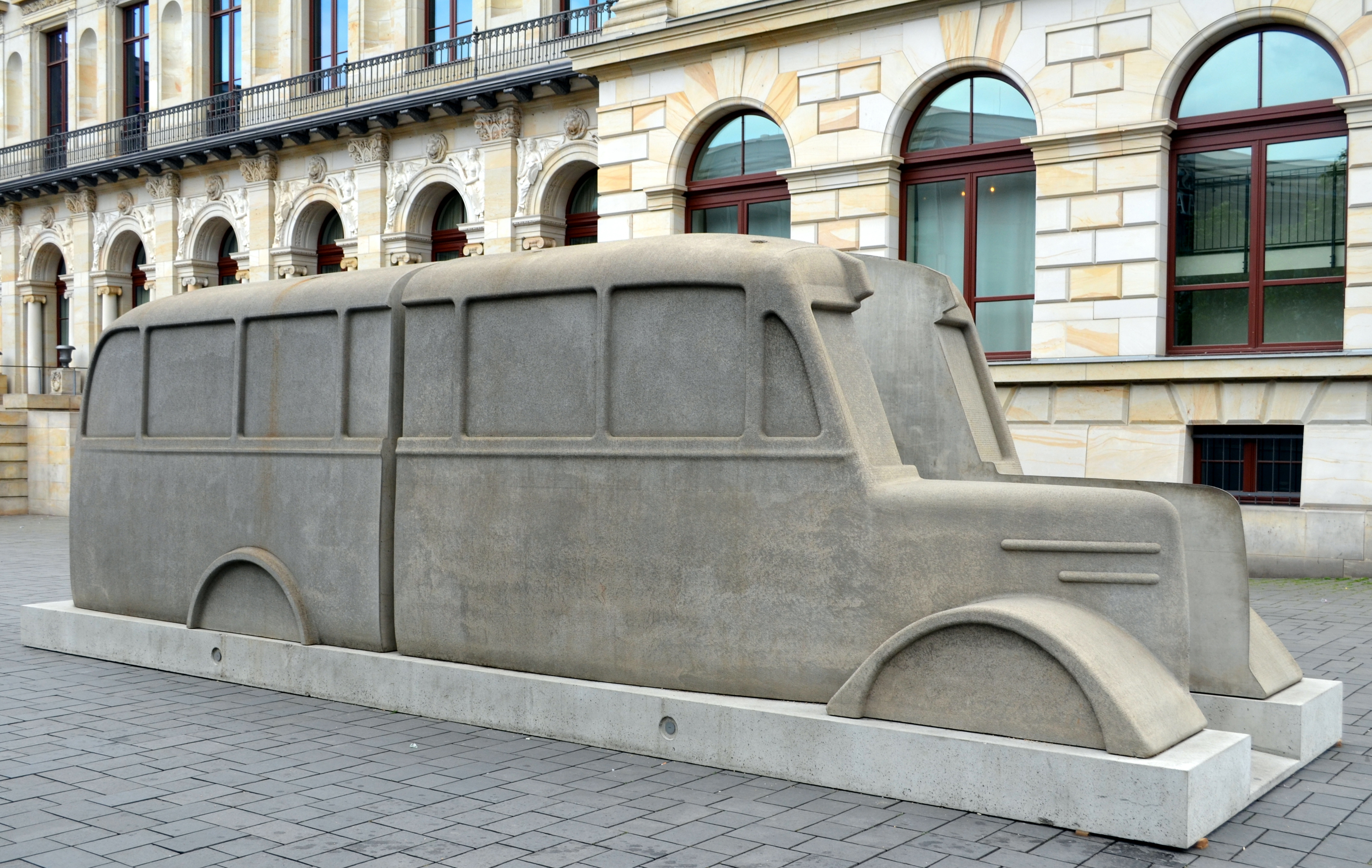
Der Graue Bus vor dem Schloss

- Anlass: 75. Jahrestag des Beginns der „Aktion T4“, der systematischen Krankenmorde in der Zeit des Nationalsozialismus.
- Entwurf: Horst Hoheisel und Andreas Knitz
- Ausführung:
- Material: Beton
- Aufstellungsort: Schlossplatz vor dem Braunschweiger Schloss am Bohlweg
- Besonderheiten: Es handelt sich um ein zerlegbares, begehbares, „temporäres Denkmal“, das bis zum 23. September 2015 in Braunschweig zu sehen war.[19] Im „Schlosscarree“ fand eine Begleitausstellung statt.[20] Anschließend wurde das Denkmal nach Winnenden, dem nächsten Aufstellungsort, transportiert.
- Status: abgebaut

### Landwehr-Denkmal
- Errichtet: 10. September 2017

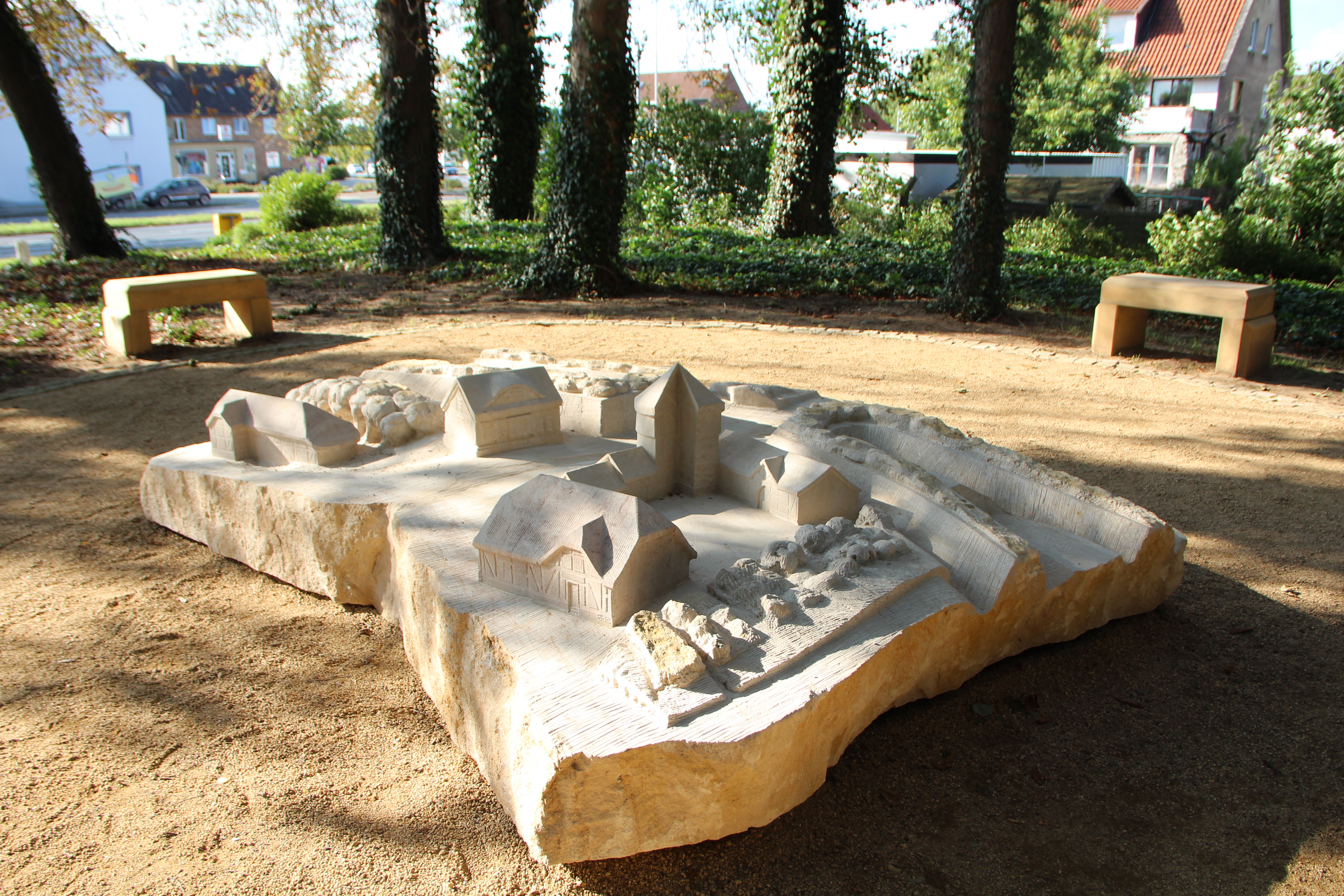
Denkmal der Braunschweiger Landwehr

- Anlass: Erinnerung an die ehemalige Braunschweiger Landwehr
- Entwurf: Magnus Kleine-Tebbe
- Ausführung: Kultur- und Förderverein Rühme e. V. (Initiierung und Finanzierung), Magnus Kleine-Tebbe (künstlerische Ausführung)
- Material: Kalksandstein
- Aufstellungsort: Gifhorner Straße, im Park am Wendenturm
- Besonderheiten: idyllischer Platz mit Aufenthaltsqualität inklusive Bänke aus den Kalksandsteinquadern des ehemaligen Braunschweiger Schlosses
- Status: noch am selben Ort

### Diakonissen-Figur
- Errichtet: 13. September 2020
- Anlass: Jubiläum des Marienstifts
- Entwurf: Christel Lechner
- Ausführung: Christel Lechner
- Material: Beton

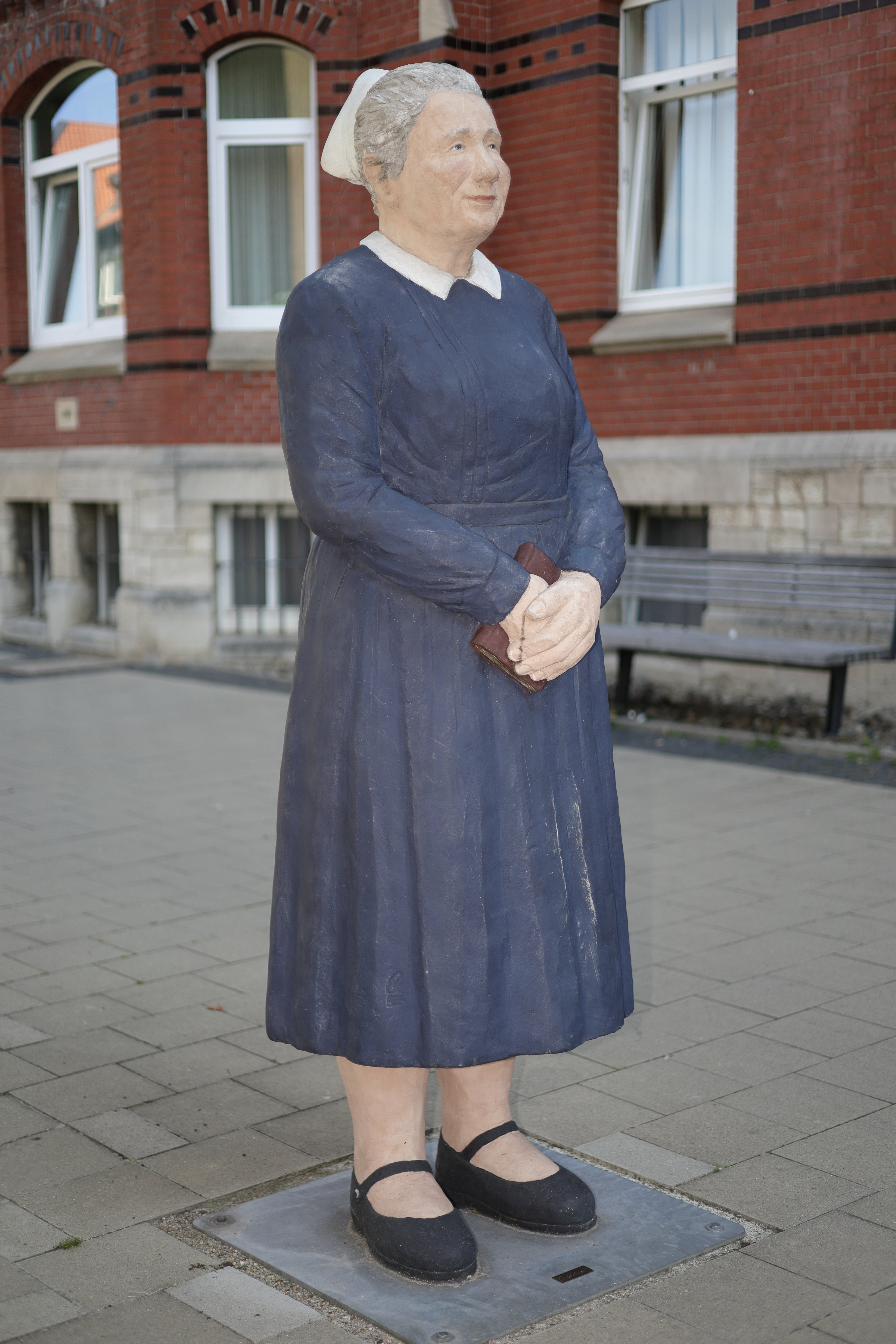
Die Diakonissen-Figur

- Aufstellungsort: Elise-Averdieck-Platz, vor dem Marienstift
- Besonderheiten:
- Status: noch am selben Ort

## Bisher ohne zeitliche Einordnung

### Gedenkplakette für Henning Brabandt
- Errichtet: unbekannt

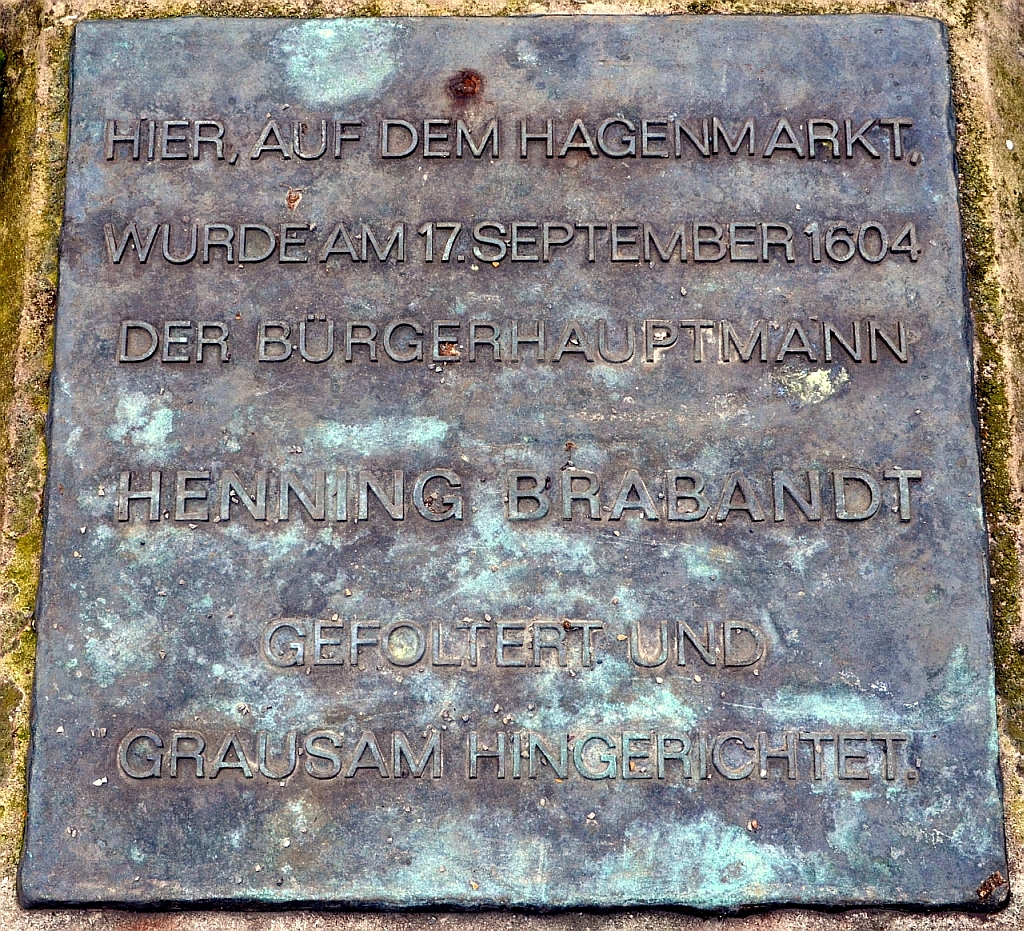
Gedenkplakette für Henning Brabandt

- Anlass: Erinnerung an die Hinrichtung Henning Brabandts auf dem Hagenmarkt am 17. September 1604
- Entwurf: unbekannt
- Ausführung: unbekannt
- Material: Metall
- Aufstellungsort: Nordwestseite des Hagenmarktes.
- Besonderheiten: -
- Status: noch am selben Ort

### Gedenkstein für die im Kriege 1870/71 Gefallenen
- Errichtet:
- Anlass: Ehrung der Gefallenen
- Entwurf: unbekannt
- Ausführung: unbekannt
- Material: Stein
- Aufstellungsort: vor der Infanterie-Kaserne „Heinrich der Löwe“ am Hagenmarkt
- Besonderheiten: -
- Status: Verbleib unbekannt

### Gedenkstein für das Opernhaus am Hagenmarkt
- Errichtet: unbekannt

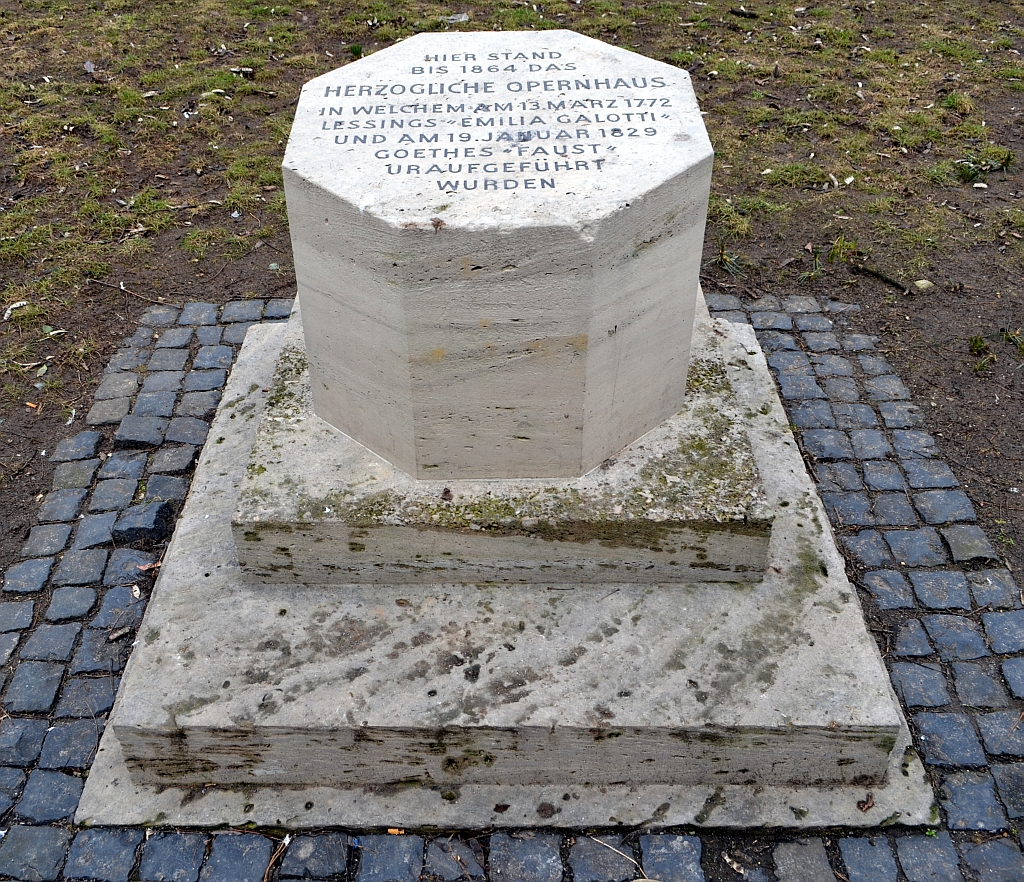
Gedenkstein für das Opernhaus am Hagenmarkt

- Anlass: Erinnerung an das Opernhaus am Hagenmarkt
- Entwurf: unbekannt
- Ausführung: unbekannt
- Material: Stein
- Aufstellungsort: Südostseite des Hagenmarktes.
- Besonderheiten: -
- Status: noch am selben Ort

### Gedenktafel für Opfer der SA im AOK-Gebäude 1933
- Errichtet: unbekannt

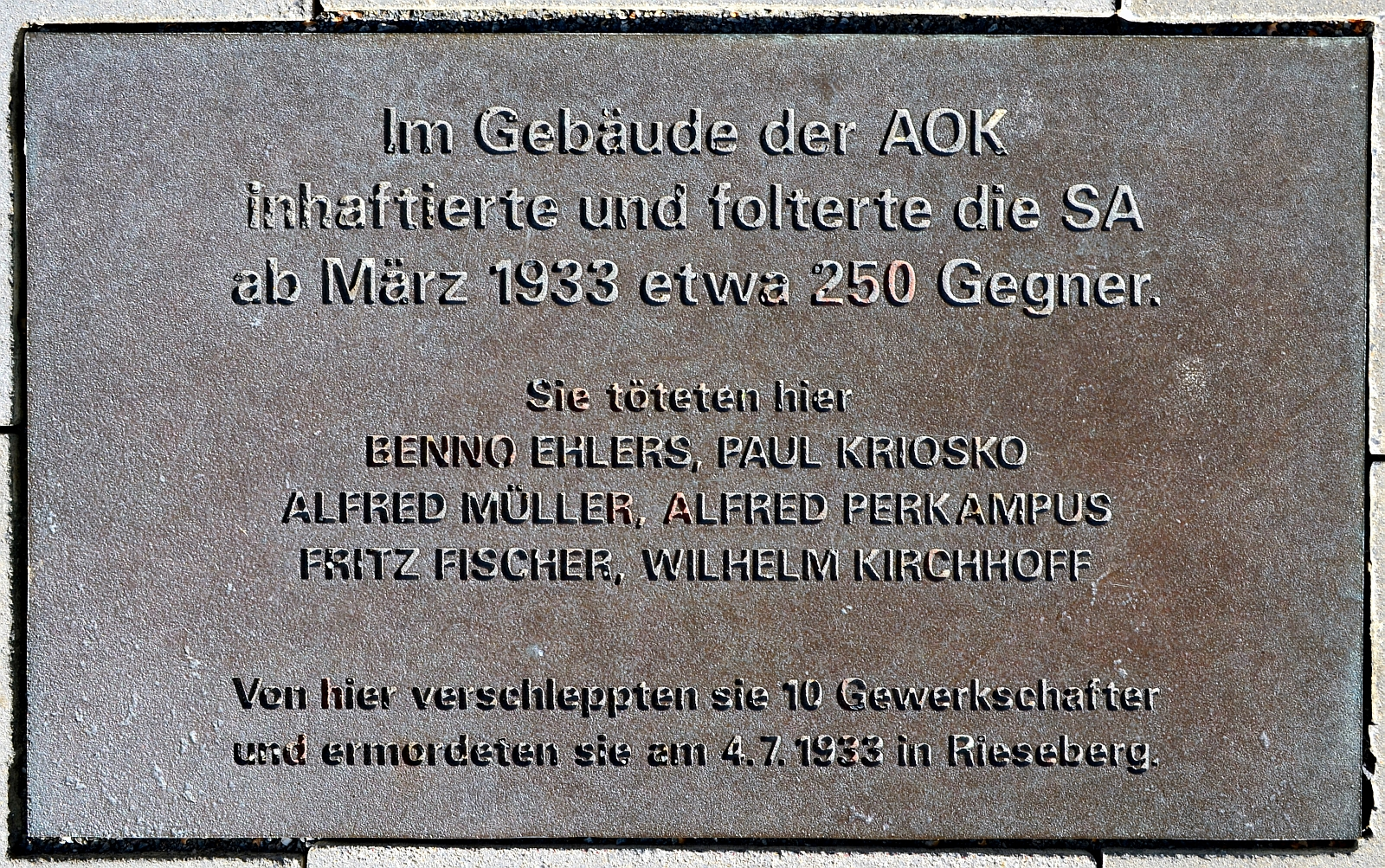
Gedenktafel für Opfer der SA im AOK-Gebäude 1933

- Anlass: Gedenken an die Opfer nationalsozialistischer Verfolgung (hier durch die SA), insbesondere 1933.
- Entwurf: unbekannt
- Ausführung: unbekannt
- Material: Stein
- Aufstellungsort: Auf dem Fußweg vor dem AOK-Gebäude, Am Fallersleber Tor 3–4
- Besonderheiten: -
- Status: noch am selben Ort

### Stele Lindentwete, Ecke Schützenstraße
- Errichtet: 80er Jahre

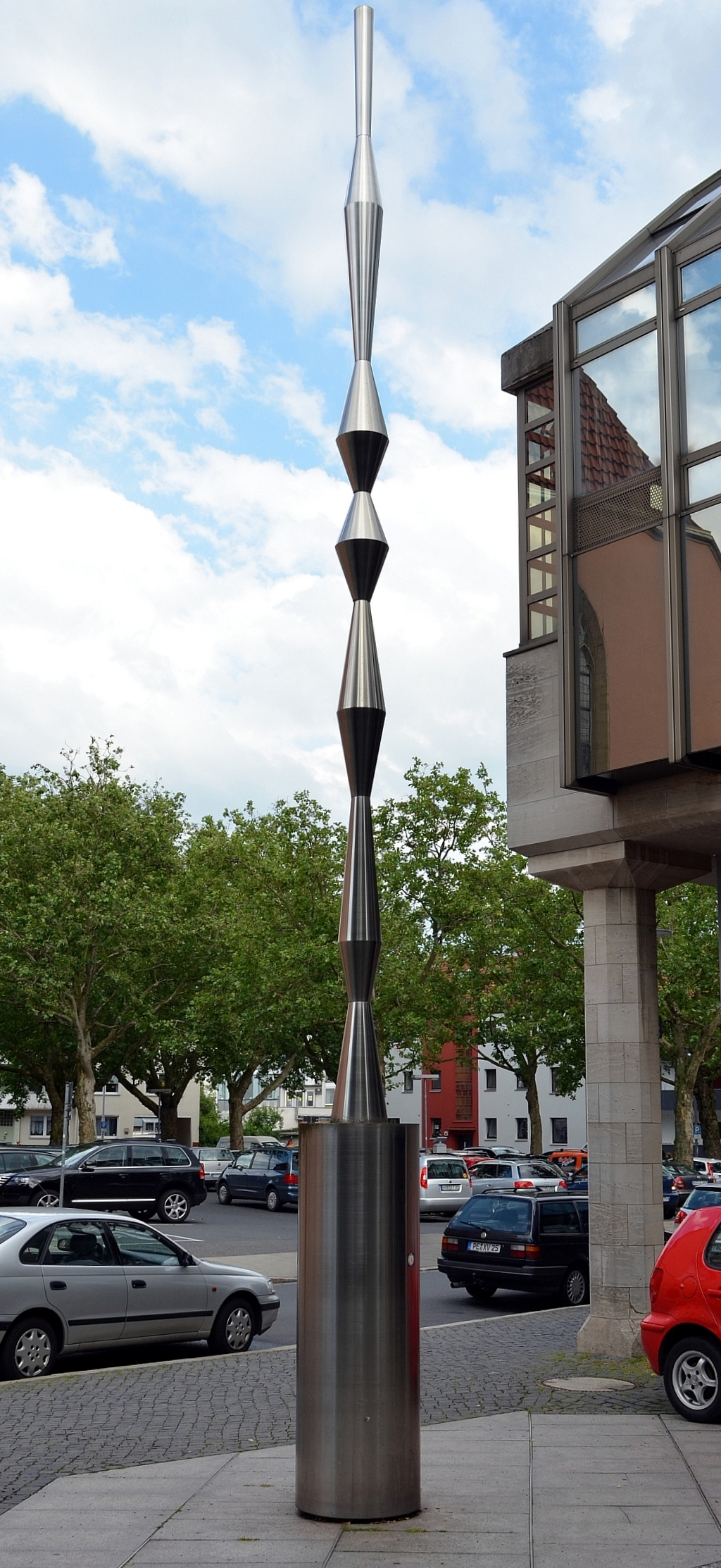
Unbekanntes Kunstwerk (?)

- Anlass: Kunst am Bau (ehem. Landeszentralbank)
- Entwurf: Gottfried Honegger (1917–2016), Zürich-CH
- Ausführung: ?
- Material: Edelstahl
- Aufstellungsort: Lindentwete, Ecke Schützenstraße (52° 15′ 53,8″ N, 10° 31′ 6,4″ O)
- Besonderheiten: -
- Status: noch am selben Ort

### Stele Sielkamp
- Errichtet: unbekannt
- Anlass: unbekannt
- Entwurf: unbekannt
- Ausführung: unbekannt
- Material: Edelstahl

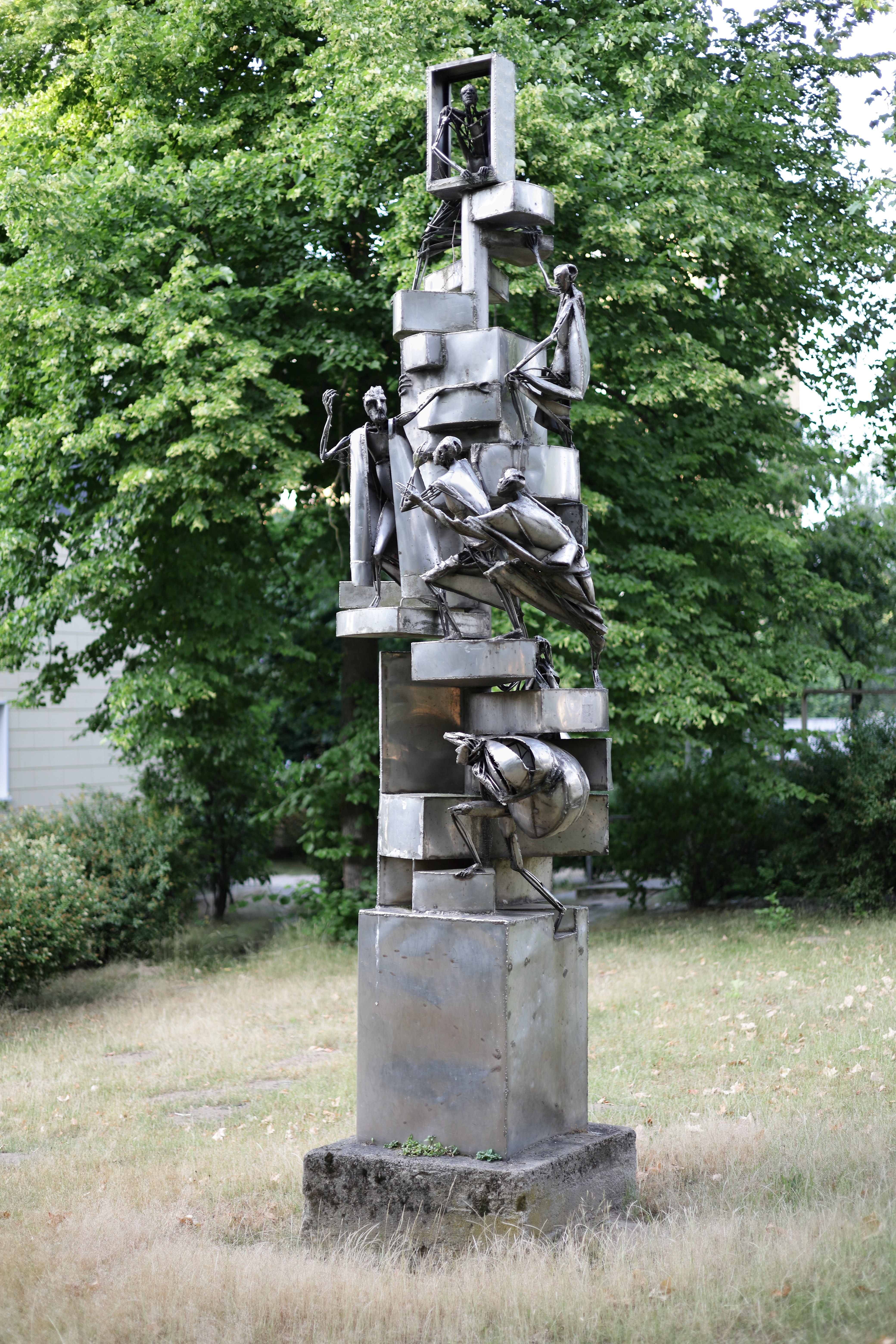
Unbekanntes Kunstwerk

- Aufstellungsort: Sielkamp (52° 17′ 38,7″ N, 10° 30′ 40,9″ O)
- Besonderheiten: -
- Status: noch am selben Ort

### Tanzende Kinder
- Errichtet: ?
- Anlass: unbekannt
- Entwurf: Knud Knudsen
- Ausführung: ?
- Material: Bronze

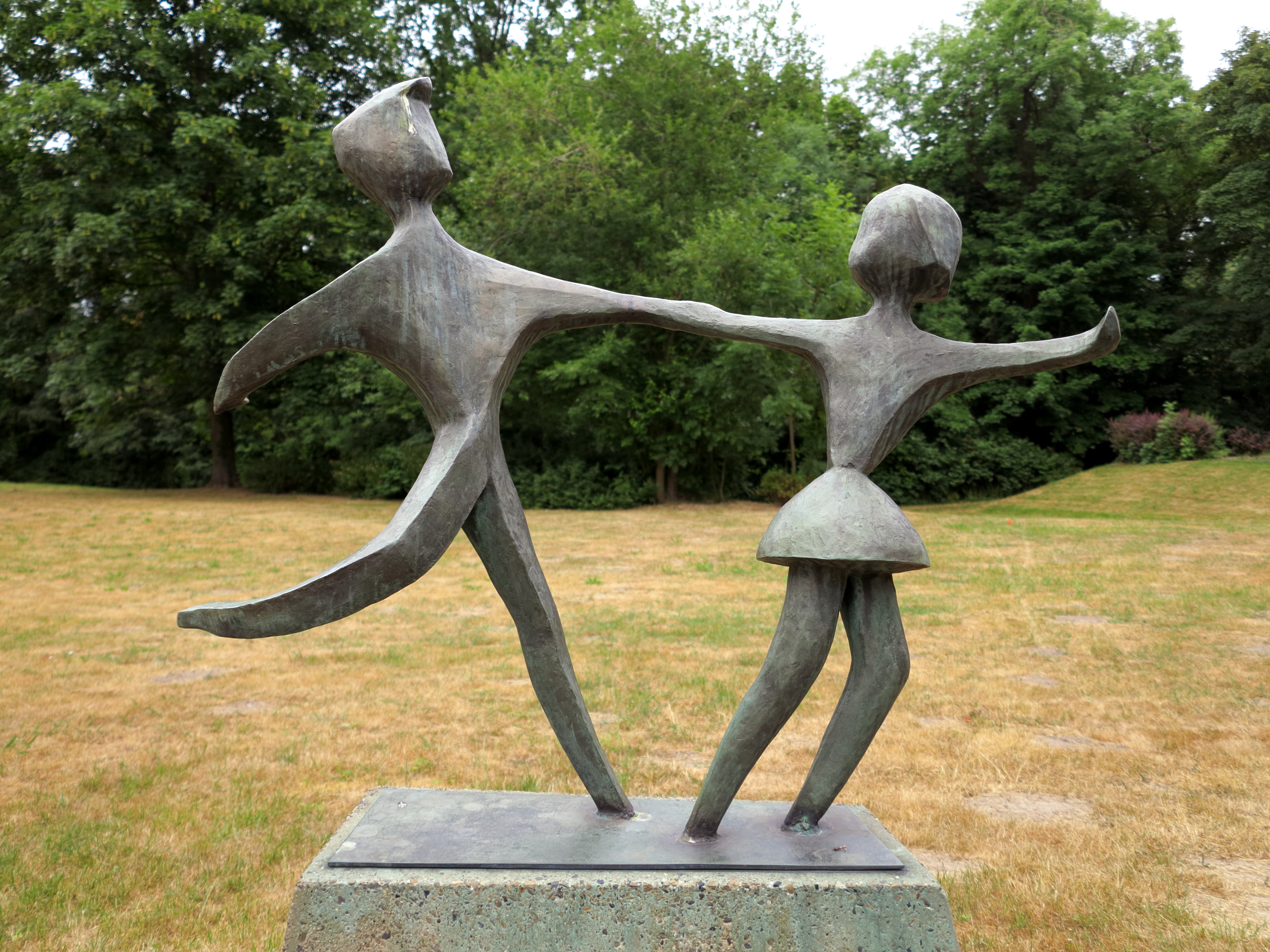
Tanzende Kinder

- Aufstellungsort: Park des Klinikums Holwedestraße (52° 15′ 50,6″ N, 10° 30′ 29,9″ O)
- Besonderheiten: -
- Status: noch am selben Ort